# Plafones cerámicos (Rincón de Ademuz)
Los plafones cerámicos son pinturas en paneles o ladrillos de cerámica existentes en la comarca del Rincón de Ademuz, provincia de Valencia, (Comunidad Valenciana, España).

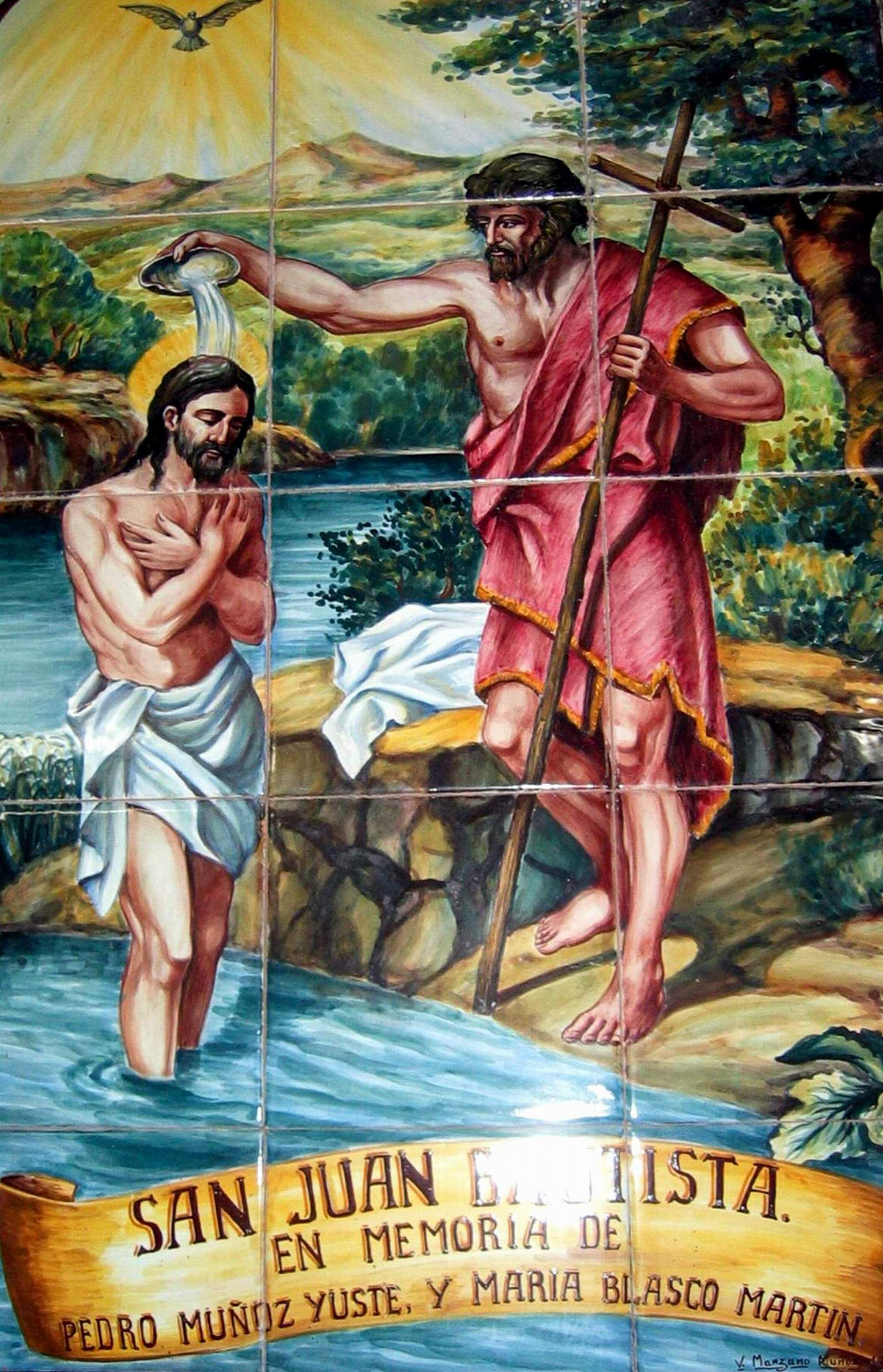
Detalle de plaflón cerámico de san Juan Bautista en la parroquial de Puebla de San Miguel (Valencia), V. Manzano Muñoz, año 1959.

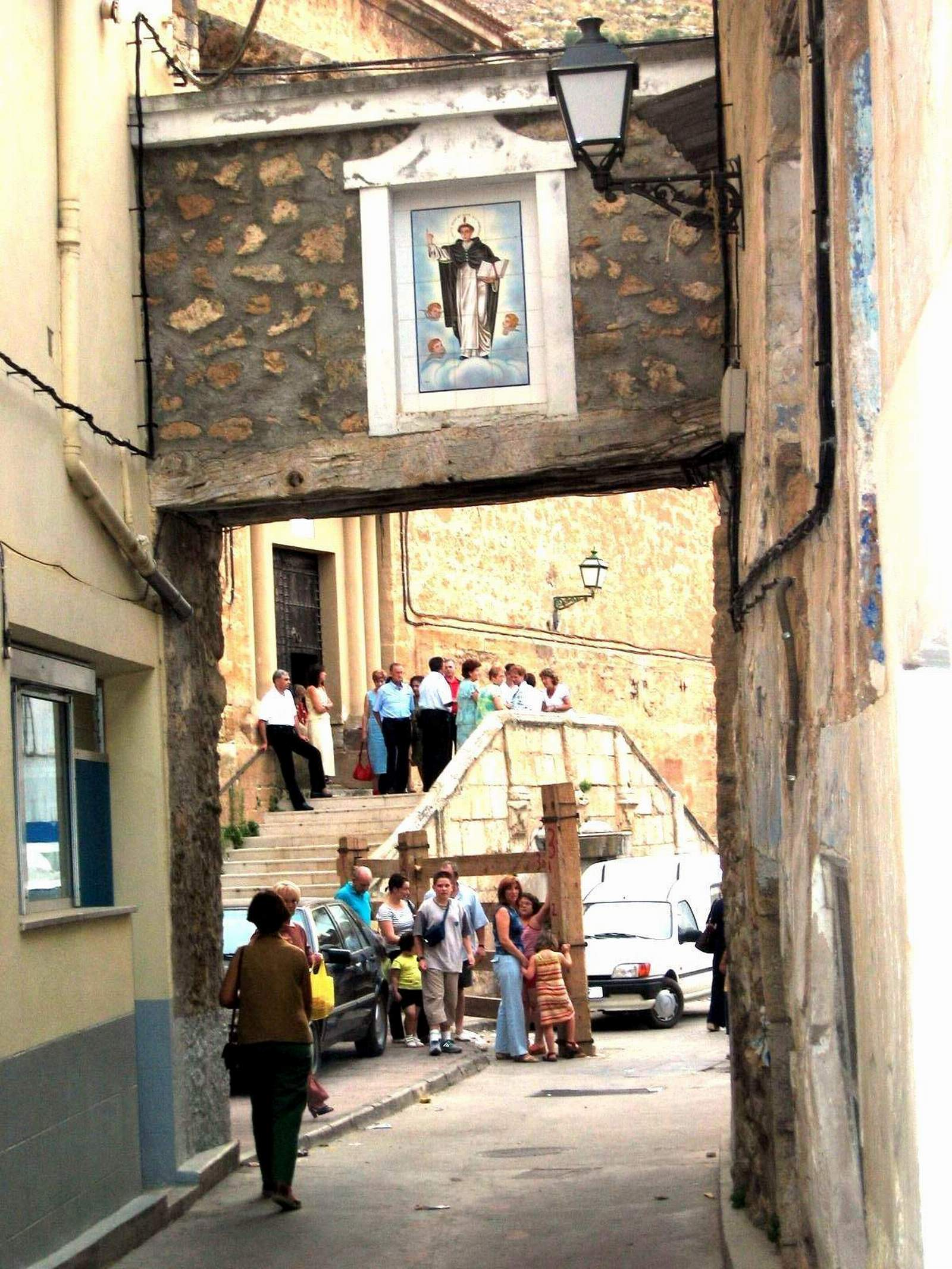
Vista del plafón de san Vicente Ferrer en el Portal de su nombre en Ademuz (Valencia), con las Gradas de la parroquial al fondo, s/f.

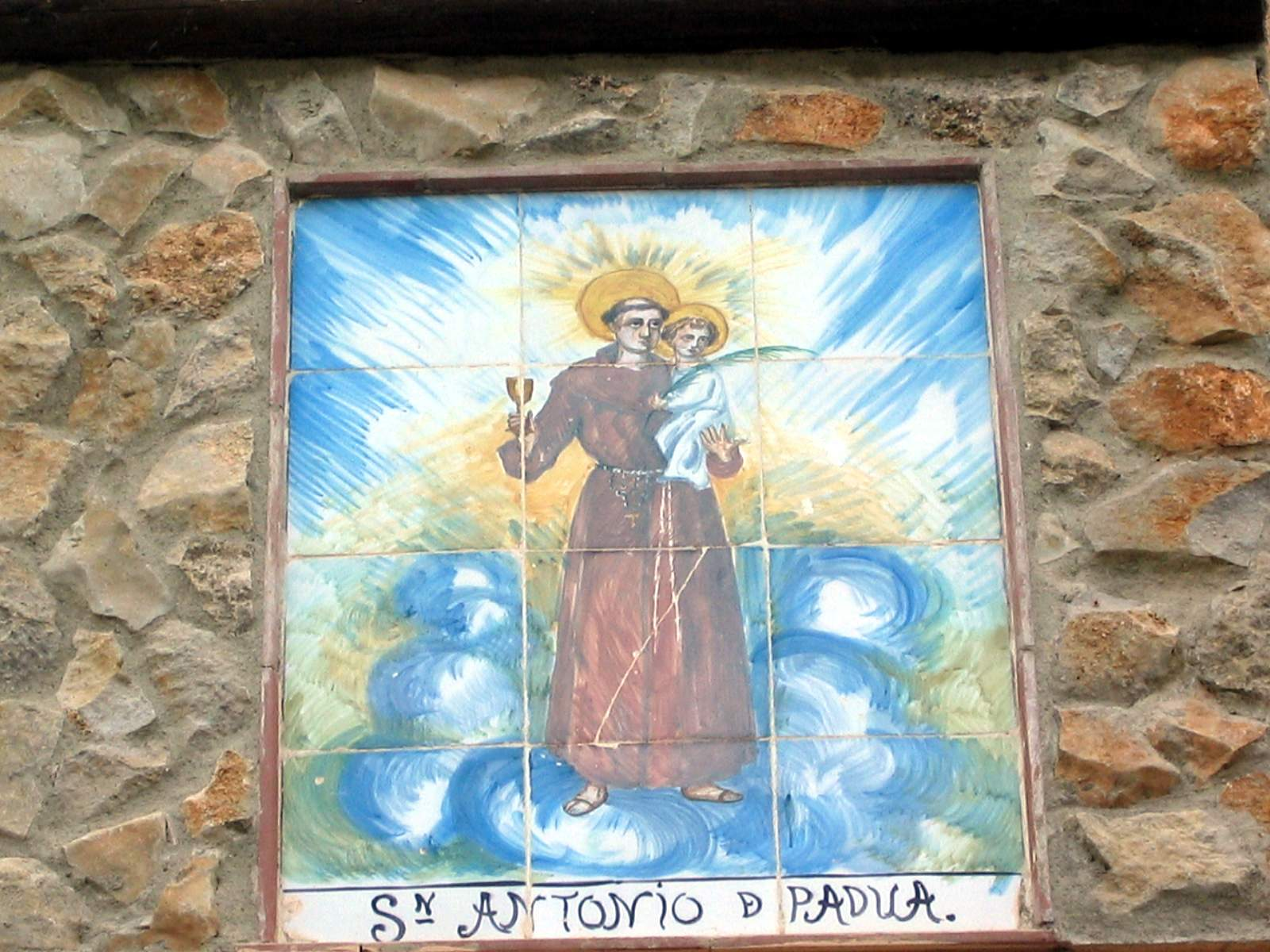
Vista de plafón de san Antonio de Padua en la fachada de una casa en Casasbajas (Valencia), s/f.

La finalidad de los plafones cerámicos depende de su contenido; en los religiosos es devocional y estético; en los laicos, básicamente ornamental.

## Historia
Durante mucho tiempo, la historiografía ha tenido a la cerámica como un arte menor; hoy día, sin embargo, se considera que esta forma de arte tiene su lugar entre las manifestaciones artísticas que conforman el patrimonio de una localidad, ya que su valor cultural —documental, ornamental— es considerable. Prueba de ello es que la Ley 4/1998 de 11 de junio del Patrimonio cultural Valenciano, modificada por la Ley 5/2007, de 9 de febrero, de la Generalidad Valenciana, protege todos los paneles de este tipo anteriores a 1940.

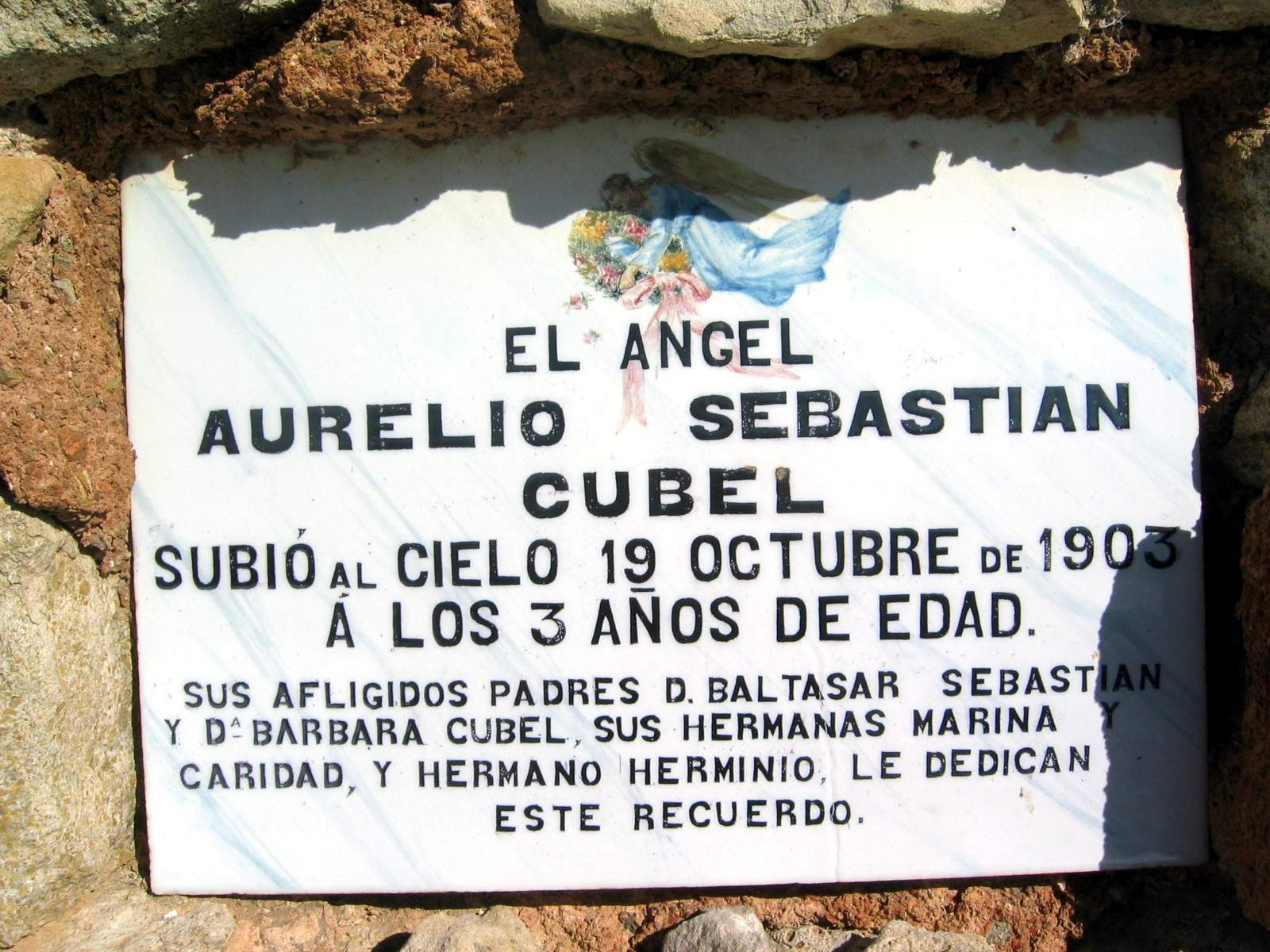
Detalle de ladrillo de cerámica (señalización funeraria de pared) en el cementerio viejo de Puebla de San Miguel (Valencia), año 1903.

Historiográficamente, las cerámicas de contenido religioso tienen su origen en la explosión artística y devocional propiciada por la Contrarreforma tridentina (1545-1563), que favorecía el culto y la veneración a los santos y las imágenes religiosas en general (Concilio de Nicea II (787), frente a la iconoclastia protestante.
Probablemente, los ladrillos cerámicos más antiguos de la zona corresponden a los existentes en el presbiterio de la parroquial de Ademuz, seguidos de los que adornan el mismo espacio presbiteral de la Ermita de Nuestra Señora de la Huerta de esta misma localidad, pudiendo datarse en siglo XVIII; o las que hay en el frontal del altar de la Iglesia de Santa Ana en Torrealta, y en un oratorio particular en Torrebaja (siglo XX). Existen otros datados en el primer tercio del siglo XIX (1831), se hallan en Vallanca y representan El Purgatorio.
Muchos de los plafones que se conservan son modernos, proceden de la posguerra (años cuarenta del siglo XX), habiéndose colocado con motivo de promesas y ofrecimientos por favores recibidos, o en evocación de otros existentes con anterioridad. Hay que pensar que muchos ladrillos con contenido de significación religiosa fueron destruidos durante la revolución y guerra civil española (1936-1939), otros se salvaron jalbegándolos con cal, una sencilla forma de ocultarlos de la mirada de los iconoclastas destructores.

## Descripción
La gran mayoría de este tipo de manifestaciones artísticas se hallan en la vía pública (Plafones cerámicos de exterior), bien sea en las fachadas de algunas casas o viviendas particulares, bien en pilones o casilicios en los caminos, Vía crucis, frontis de fuentes, zonas de recreo, etc. También las hay en el interior de ciertos lugares o edificios públicos, como cementerios, iglesias y ermitas.
Metodológicamente, los plafones se catalogan atendiendo a su nombre (título o denominación de la figura principal que representan), disposición de los ladrillos, ubicación (lugar, calle, municipio) y data (autor, año y lugar de fabricación cuando lo tienen).
El contenido iconográfico de los plafones cerámicos del Rincón de Ademuz puede clasificarse en «religioso» (devoto, piadoso) y «profano» (laico, secular). Entre las manifestaciones piadosas destacan las imágenes de santos, vírgenes y de relato evangélico, siendo relativamente abundantes; mientras que las de contenido secular incluyen bodegones, paisajes o escenas tradiciones, siendo mucho más escasas. En cualquier caso, estas manifestaciones artísticas forman parte del patrimonio cultural urbano. Las más abundantes son las de contenido devocional:

«[...], los plafones de significación religiosa constituyen expresiones en el sentimiento y la emoción, toda vez que la representación de lo sagrado provoca universalmente en el hombre estados afectivos cargados de emotividad».
Del paisaje, alma del Rincón de Ademuz, Alfredo Sánchez Garzón

El laicismo imperante hace que los plafones de significación religiosa vayan desapareciendo de las vías públicas (deterioro de fachadas, despoblación, cambios en el urbanismo...), para guarecerse en los museos, en el mejor de los casos, sin que este tipo de manifestaciones artísticas se vean sustituidas por otras de contenido profano.
Respecto a la técnica, obedece a la tradición ceramista valenciana del siglo XVIII. Los personajes más representados son los propios del mundo rural, cuya economía se basaba en la agricultura y la ganadería: san Roque de Montpellier, «valedor contra la peste», san Antonio Abad, «protector de los animales de la casa», Santa Bárbara, «contra las tormentas», lo que pone en evidencia la importancia de los animales y cultivos en la economía local y familiar, así como los seculares temores frente a la enfermedad y los desastres naturales.
Además de los plafones cerámicos con representaciones religiosas y profanas, se encuentran las azulejerías en iglesias y ermitas, como las citadas en los laterales del presbiterio de la parroquial y ermita Virgen de la Huerta en Ademuz (siglo XVIII), o las existentes en el frontal del altar de la iglesia de Santa Ana en Torrealta, y en un oratorio particular en Torrebaja (siglo XX).
Asimismo, cabe considerar los ladrillos cerámicos existentes en las entradas de los pueblos, los que contienen el nombre de las calles y los números de policía de algunas casas.
En cuanto a la epigrafía de los ladrillos o plafones, lo habitual es que la imagen contenga el título o nombre de la figura representada, con algún texto en orla (banda o cenefa): el predicador dominico -San Vicente Ferrer (1350-1419)-, suele llevar un texto en el filacterio o halo de santidad: Timete Deum et date illi honores quia venit hora iudicius eius...: «Temed a Dios, y dadle honor, porque la hora de su juicio ha llegado» (Ap. 14, 7), según puede verse en el plafón del «Portal de San Vicente», en Ademuz; y en la fachada de una casa en Casas Altas y en Torrebaja). Una imagen de la doctora de la Iglesia –Santa Teresa de Ávila (1515-1582)- dispuesta en una fachada, en hornacina de ladrillo, porta en la mano izquierda un libro abierto, en el que puede leerse unos versos de su célebre poema –«Vivo sin vivir en mí»-: Vivo sin vivir en mí,/ y de tal manera espero,/ que muero porque no muero./ (Frontis de una casa particular en Torrebaja).
En un plafón ubicado en hornacina neoclásica, dispuesta en la fachada de un edificio situado en la «calle San Vicente» de Ademuz, se lee:

«COPIA DE LA IMAGEN DE EL SANTÍSSIMO CHRISTO/ que se venera en Valencia en el Altar Mayor de la Parroquial Iglesia/ DEL SANVADOR DEL MUNDO./ Dedicada a la Real Academia de las nobles Artes establecida en la misma ciudad con el título de S. Carlos/ Por su más obsequioso y reconocido individuo Manuel Brú que la delineó y gravó Año. 1778».
Del paisaje, alma del Rincón de Ademuz, Alfredo Sánchez Garzón

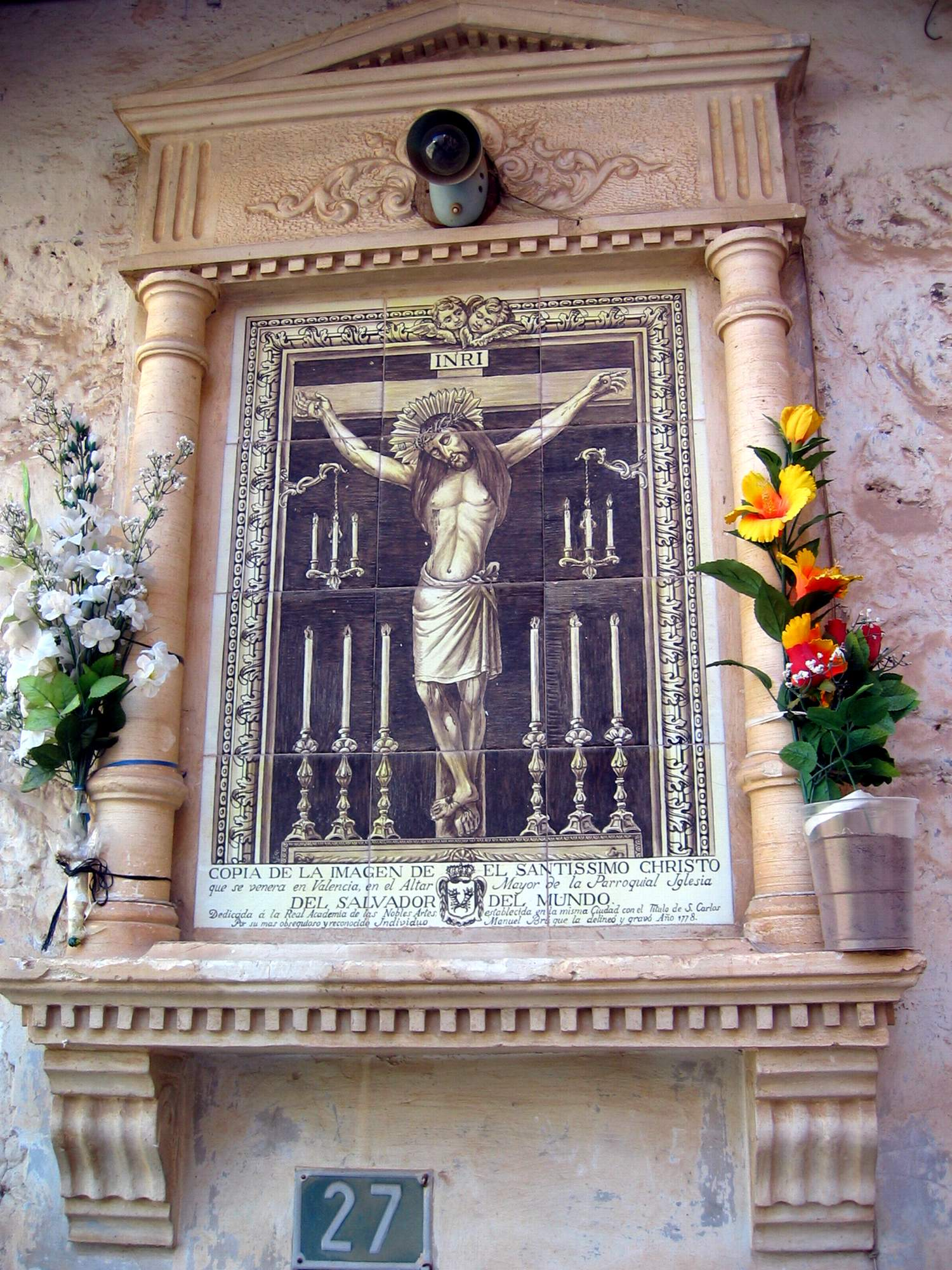
Vista del plafón del «Santíssimo Christo» en la fachada de una casa de Ademuz (Valencia), con detalle de hornacina neoclásica, s/f.

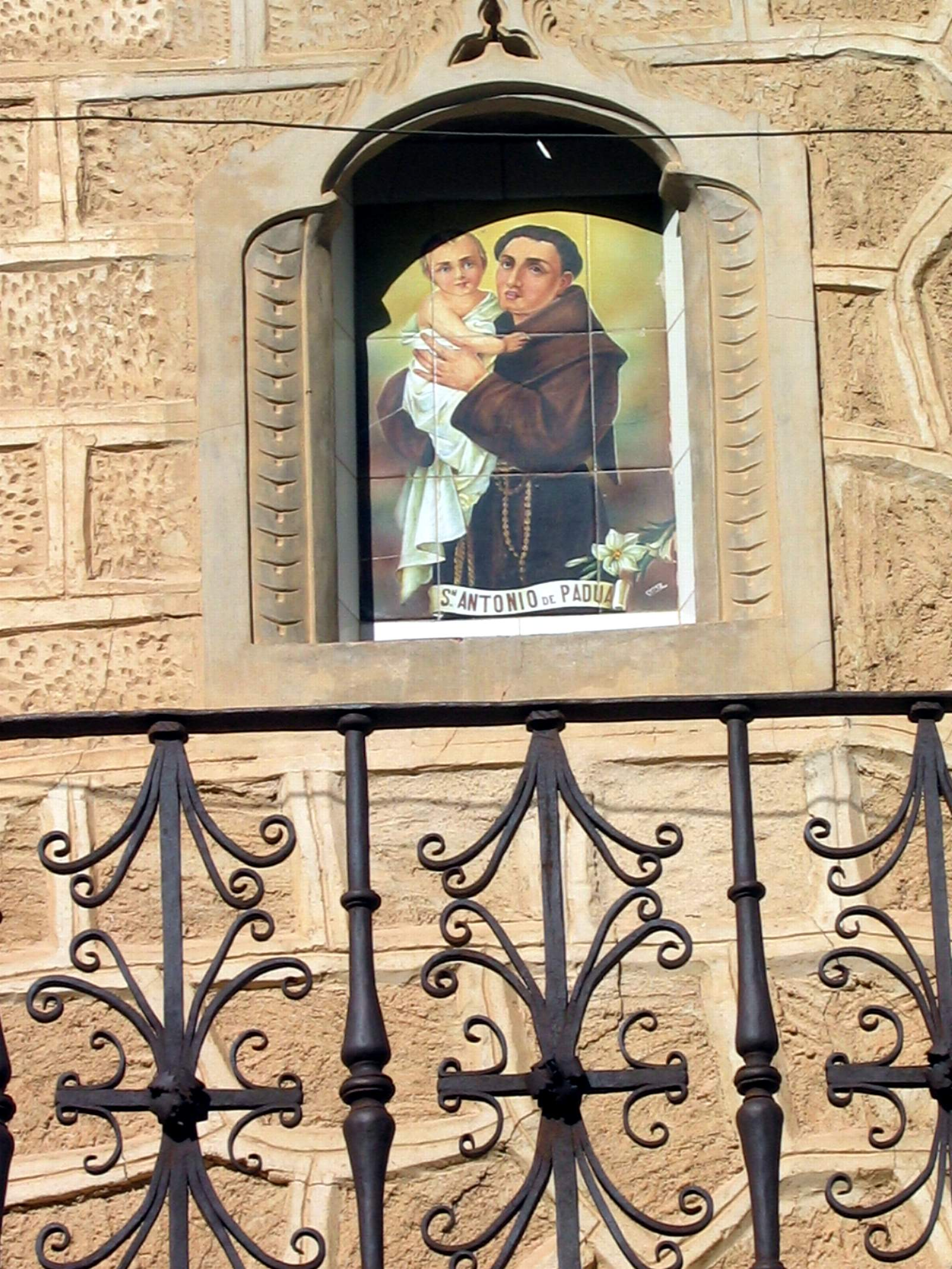
Vista del plafón de san Antonio de Padua en la fachada de una casa de Ademuz (Valencia), con detalle de balcón de forja, s/f.

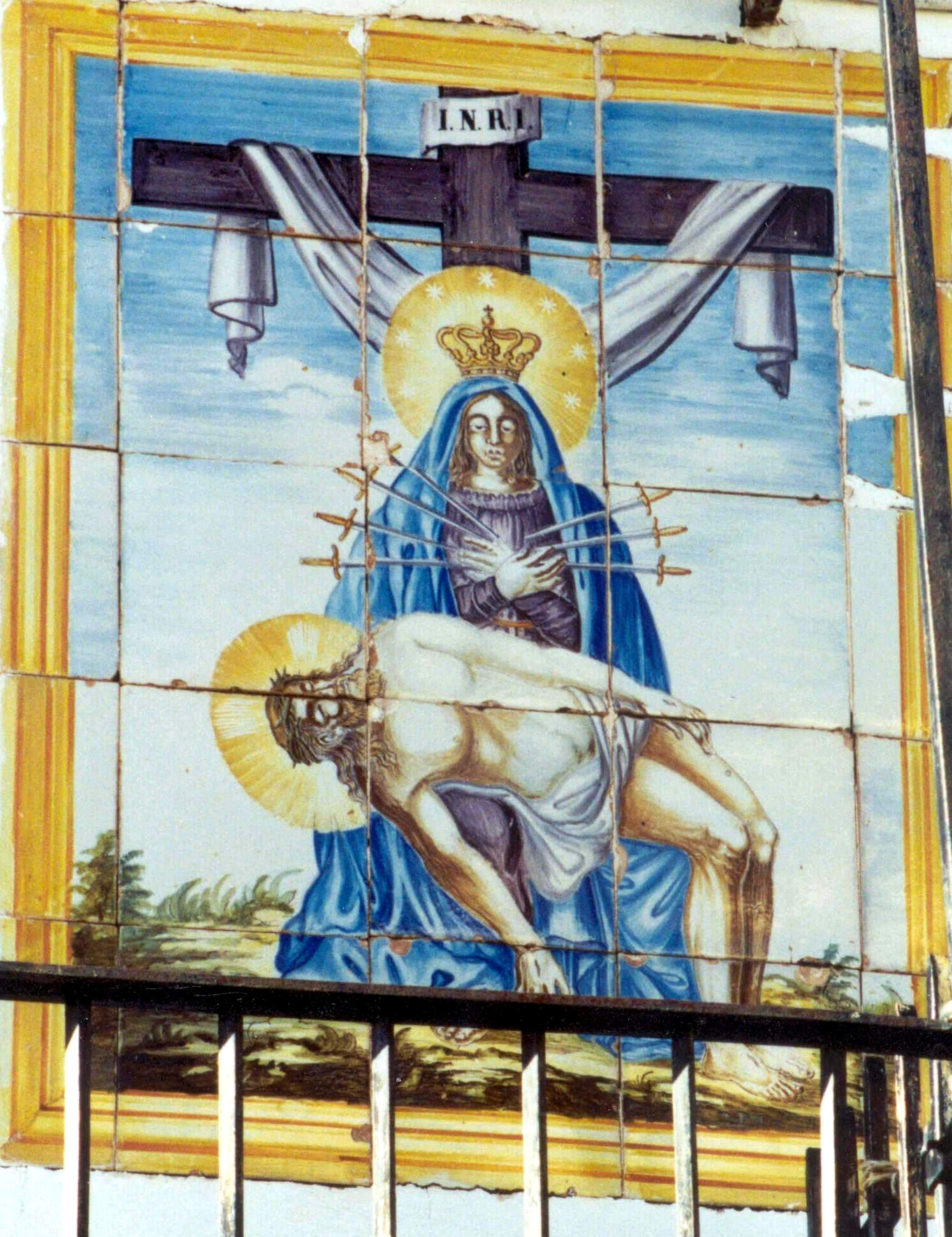
Detalle de plafón cerámico con la representación de la Virgen Dolorosa, sosteniendo a Jesús muerto, en la fachada de una casa de Casas Bajas (Valencia), s/f.

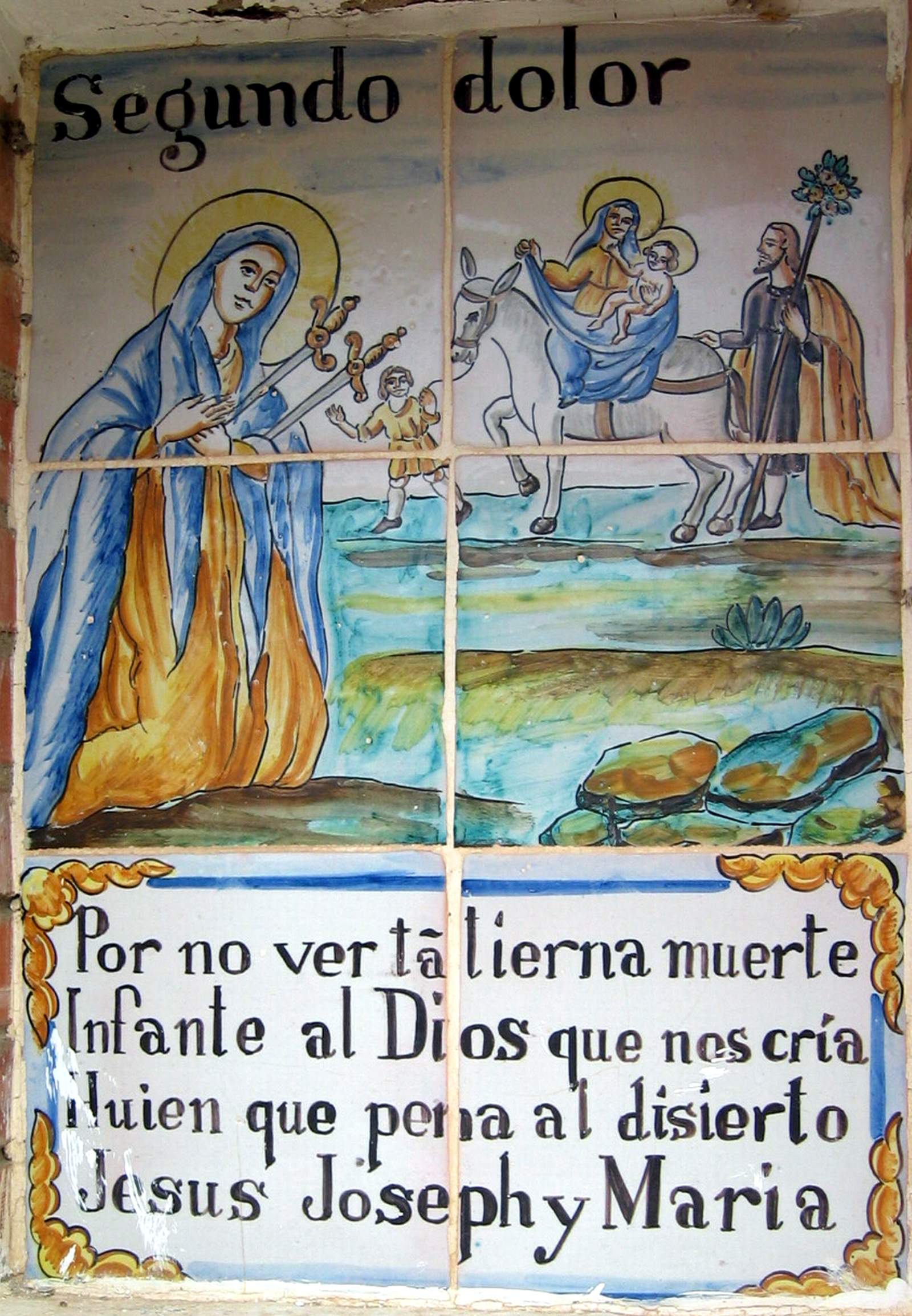
Detalle de plafón cerámico en Casasaltas (Valencia), correspondiente al Segundo pilón de los Siete dolores de María Santísima (Casas Altas), s/f.

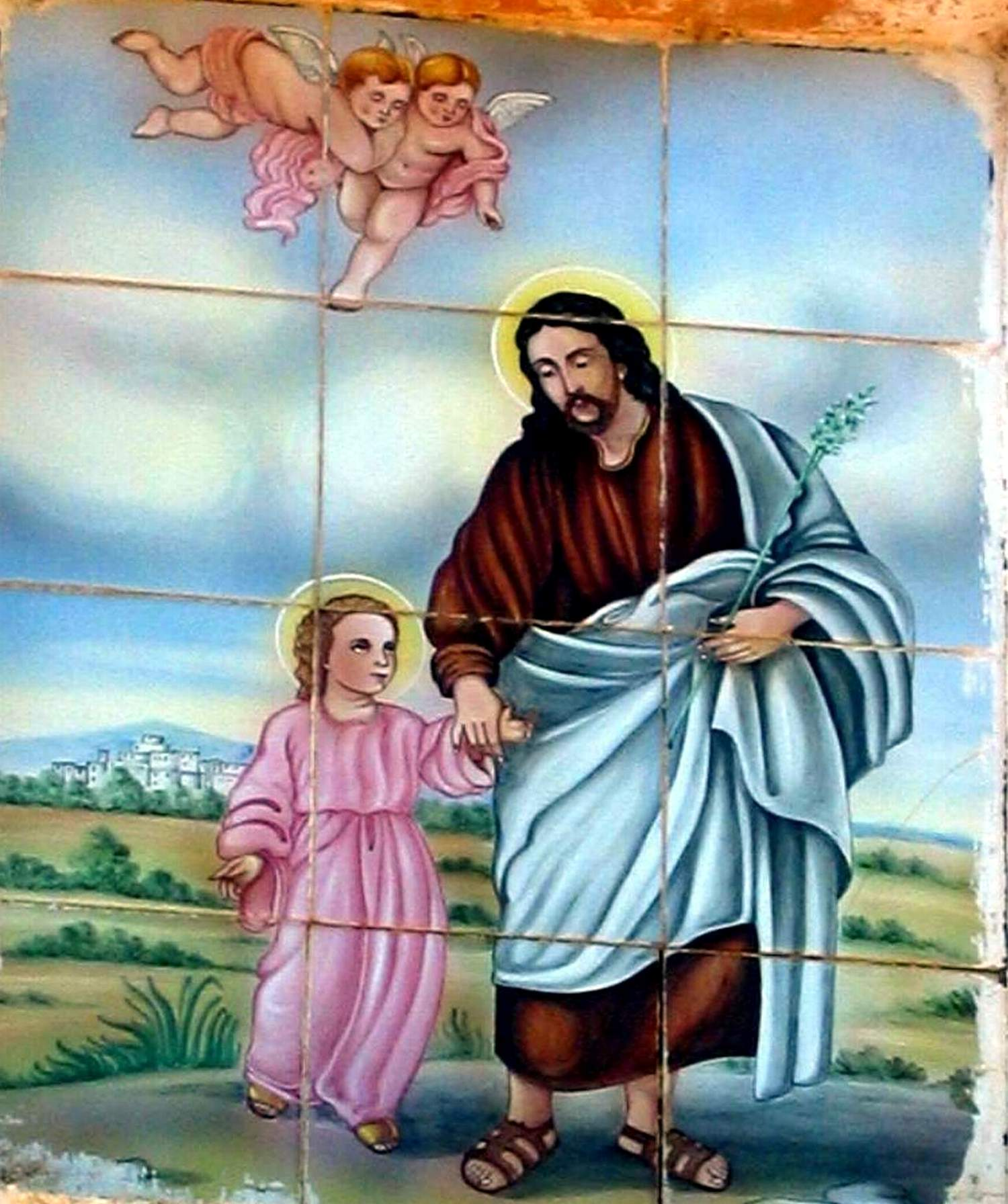
Detalle de plafón en fachada representando a san José con el Niño de la mano, Torrebaja (Valencia), s/f.

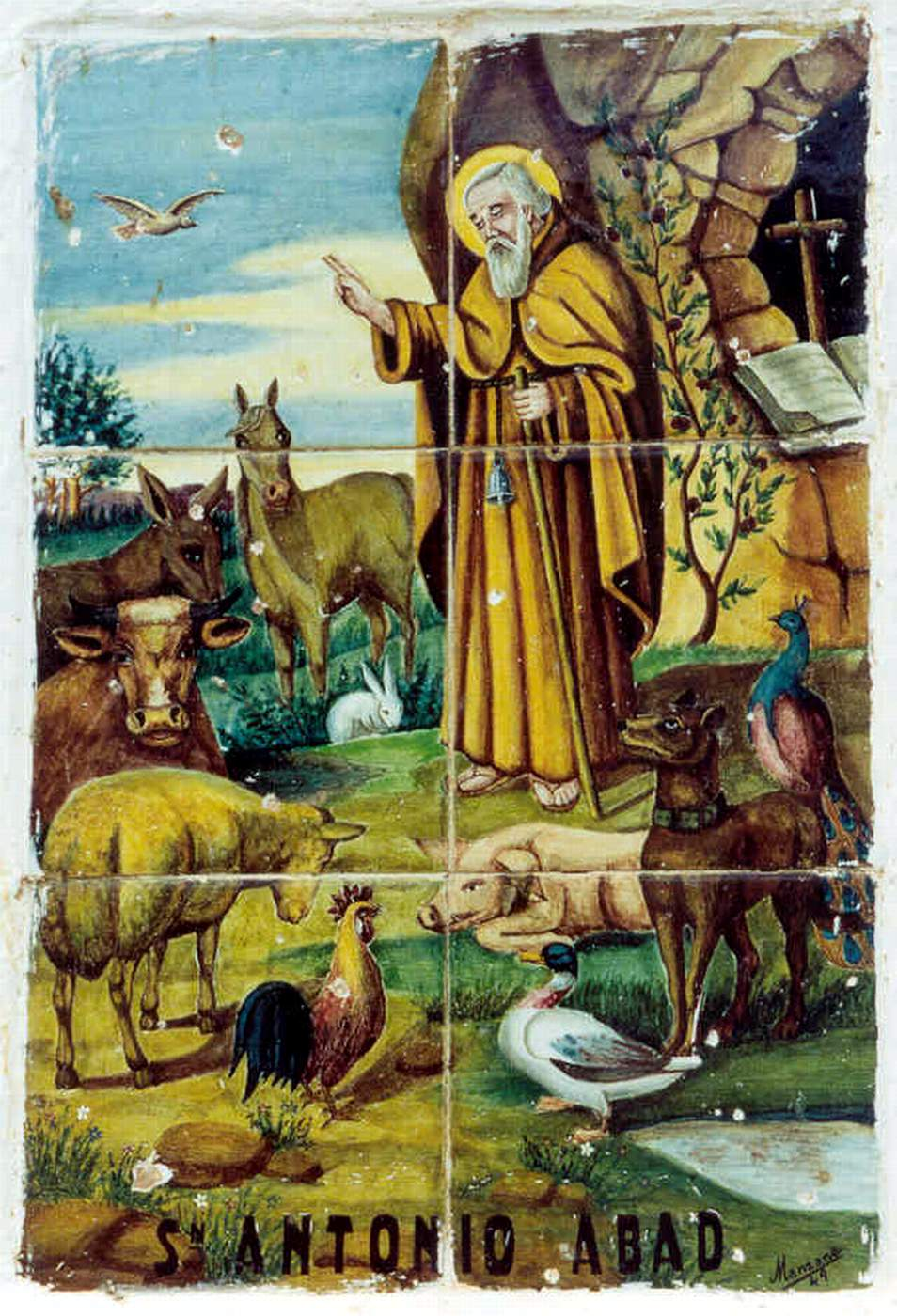
Detalle de plafón cerámico con la representación de San Antonio Abad, «San Antón», en la «fuente de Arriba» de Puebla de San Miguel (Valencia), Manzano 49.

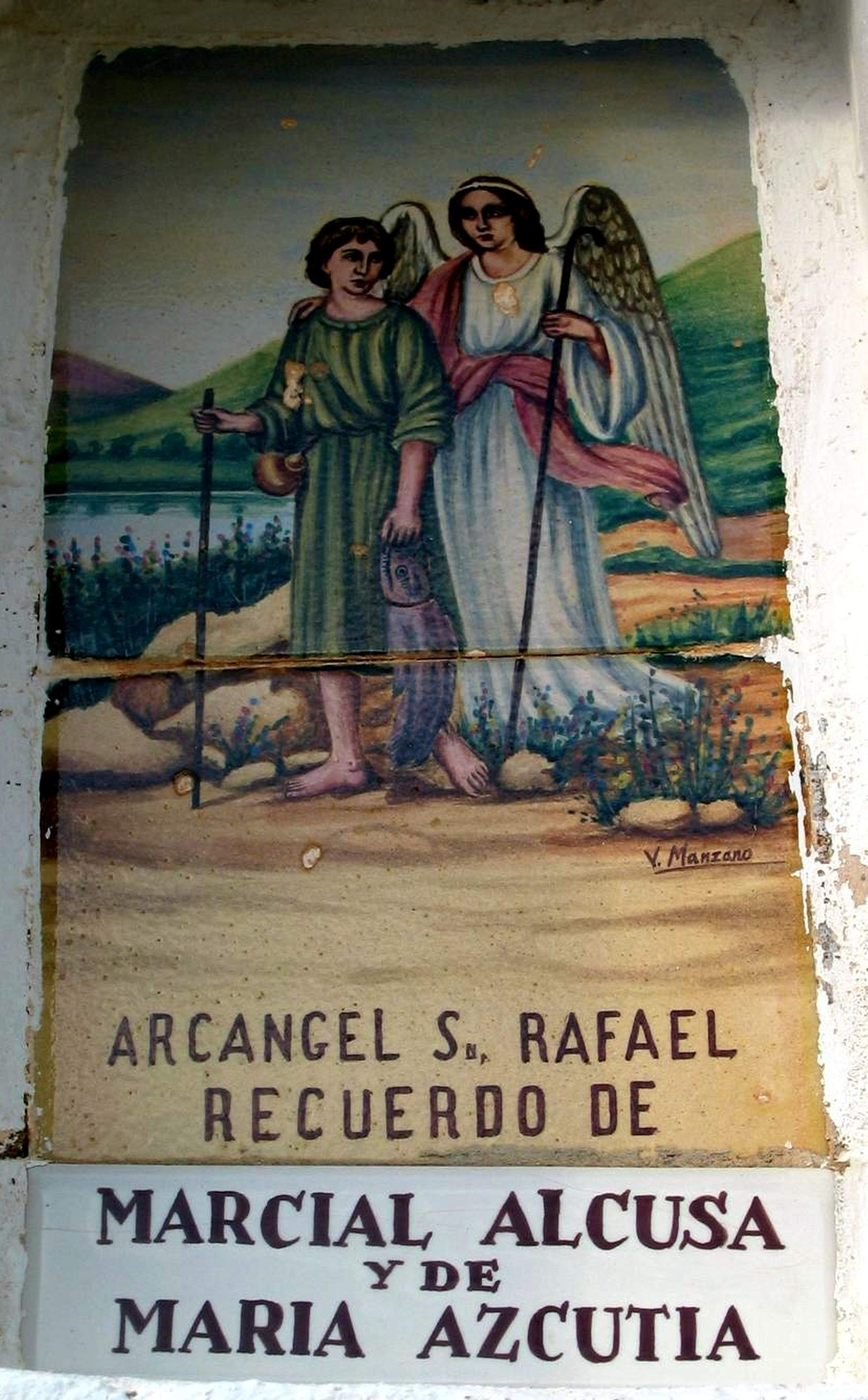
Detalle de ladrillo cerámico con la representación del Arcángel san Rafael en Puebla de San Miguel (Valencia), V. Manzano, s/f, año 2004.

Algunos ladrillos o paneles cerámicos devocionales suelen contener junto al título el nombre de la persona o personas a cuyas expensas se pusieron o en evocación de quien o quienes se colocaron: «Santa Bárbara. A expensas de Eugenia Tortajada» (en la fachada de la parroquial de Casas Bajas). «Arcángel Sn. Gabriel/ Recuerdo de Marcial Alcusa/ y de/ María Azcutia» (en Puebla de San Miguel). «San Juan Bautista./ En Memoria de/ Pedro Muñoz Yuste y María Blasco Martín» (en la parroquial de Puebla de San Miguel).
Los ladrillos cerámicos existentes en los cementerios locales cumplen la misión de lápidas de pared. Este tipo de señalizaciones fueron muy frecuentes en otro tiempo (segunda mitad del siglo XIX, principios del siglo XX), hoy sólo pueden verse en el cementerio de Casas Bajas y el en camposanto viejo de Puebla de San Miguel, pueden estar compuestos por uno o más azulejos. Los ladrillos se adosaban directamente a la tapia interior de los recintos cementeriales, formando a veces una somera hornacina: ello no debe hacer suponer que la inhumación se halla al pie de la misma, puede estar en las inmediaciones.
Los ladrillos cerámicos de los Vía crucis locales y los Siete dolores de María Santísima (Casas Altas), poseen la misma significación, pudiendo englobarse de pleno derecho entre los paneles cerámicos devocionales de exterior.

## Galería

### Ademuz

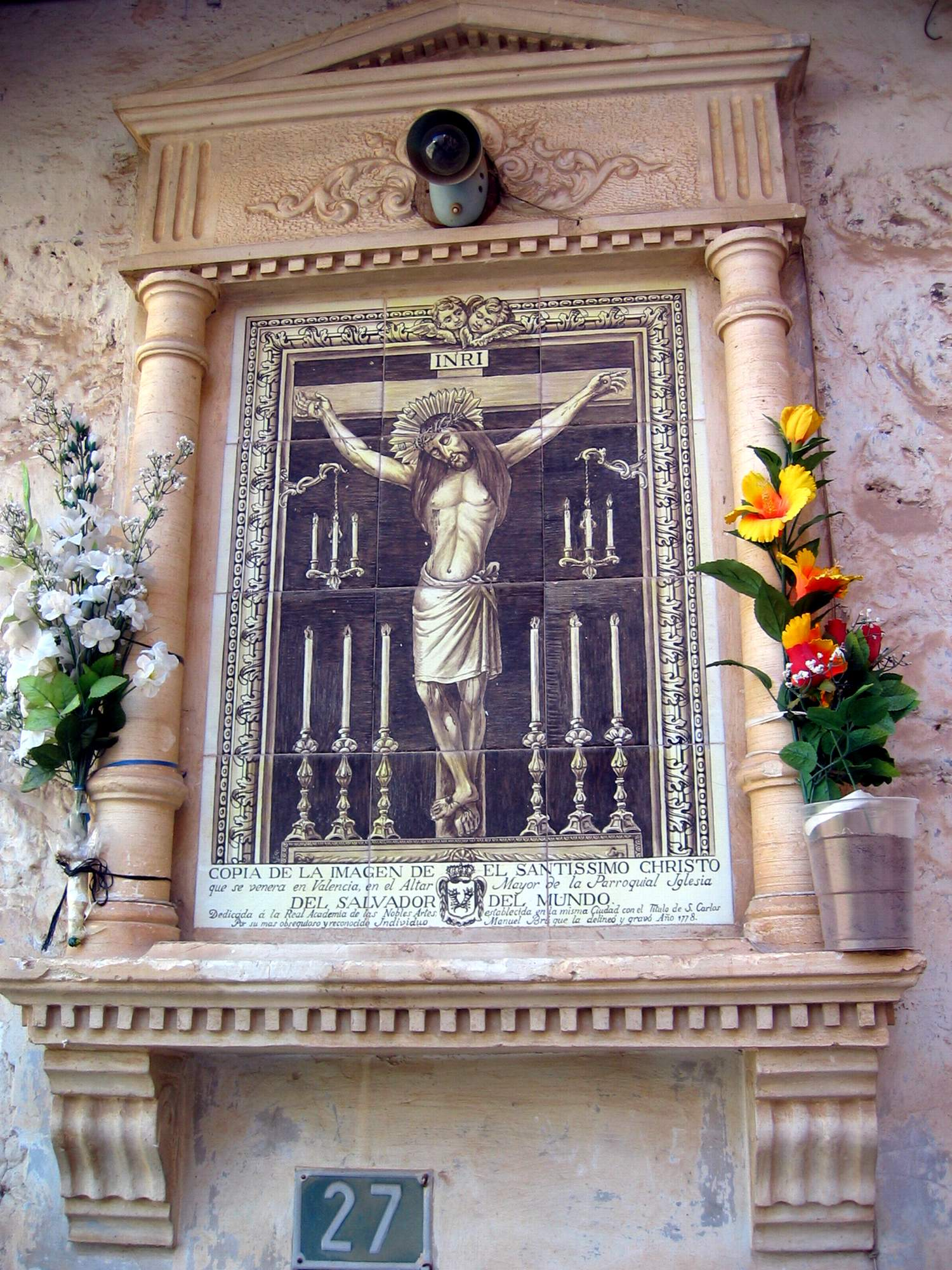
Vista del plafón del «Santíssimo Christo» en la fachada de una casa de Ademuz (Valencia), con detalle de hornacina neoclásica.
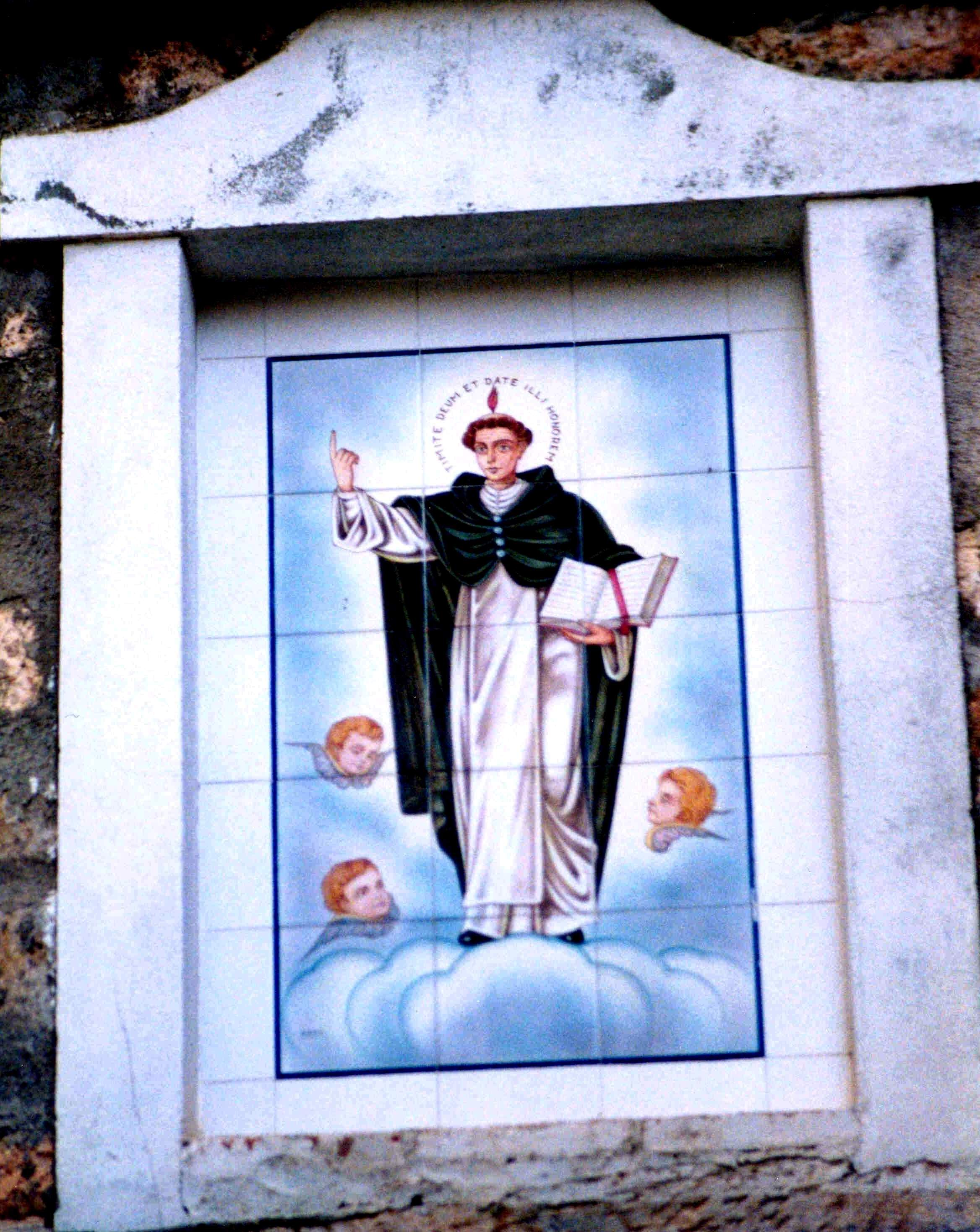
Vista del plafón de san Vicente Ferrer en el Portal de su nombre en Ademuz (Valencia), con detalle de la hornacina, s/f.
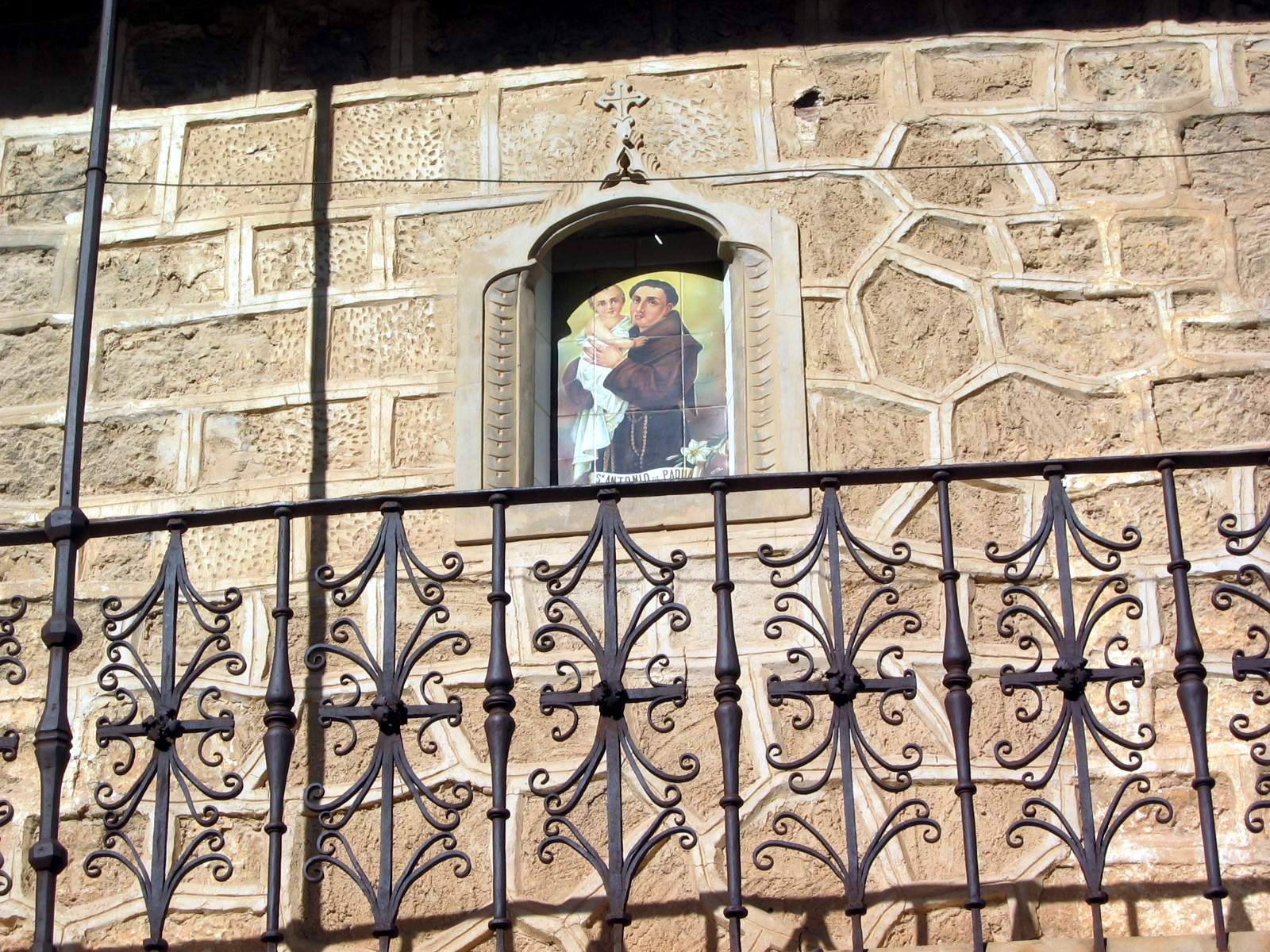
Vista del plafón de san Antonio de Padua en la fachada de una casa de Ademuz (Valencia), con detalle de balcón de forja, s/f.
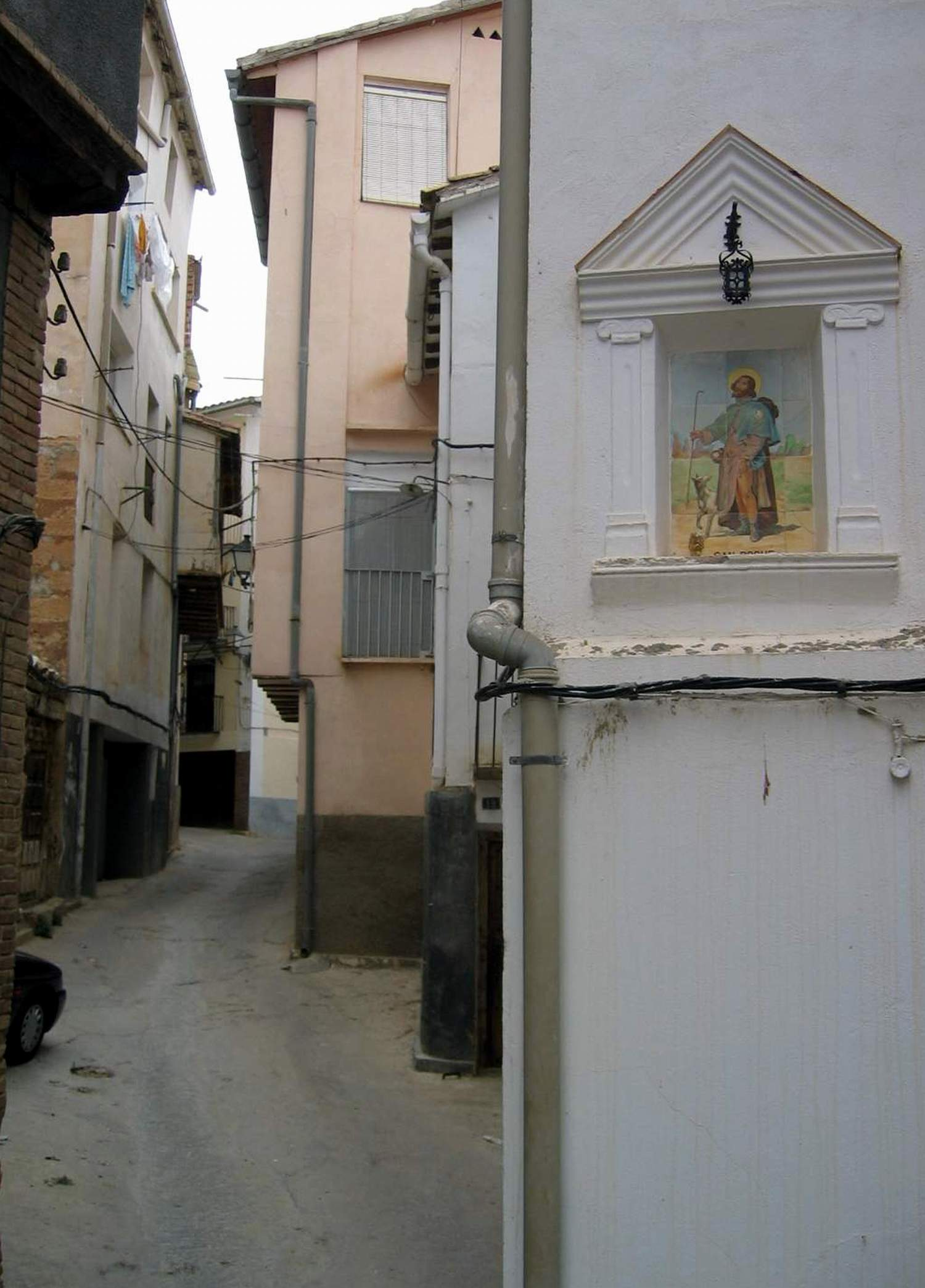
Vista de plafón cerámico en hornacina neoclásica con la imagen de san Roque de Montpellier en Ademuz (Valencia), año 2004 (s/f).
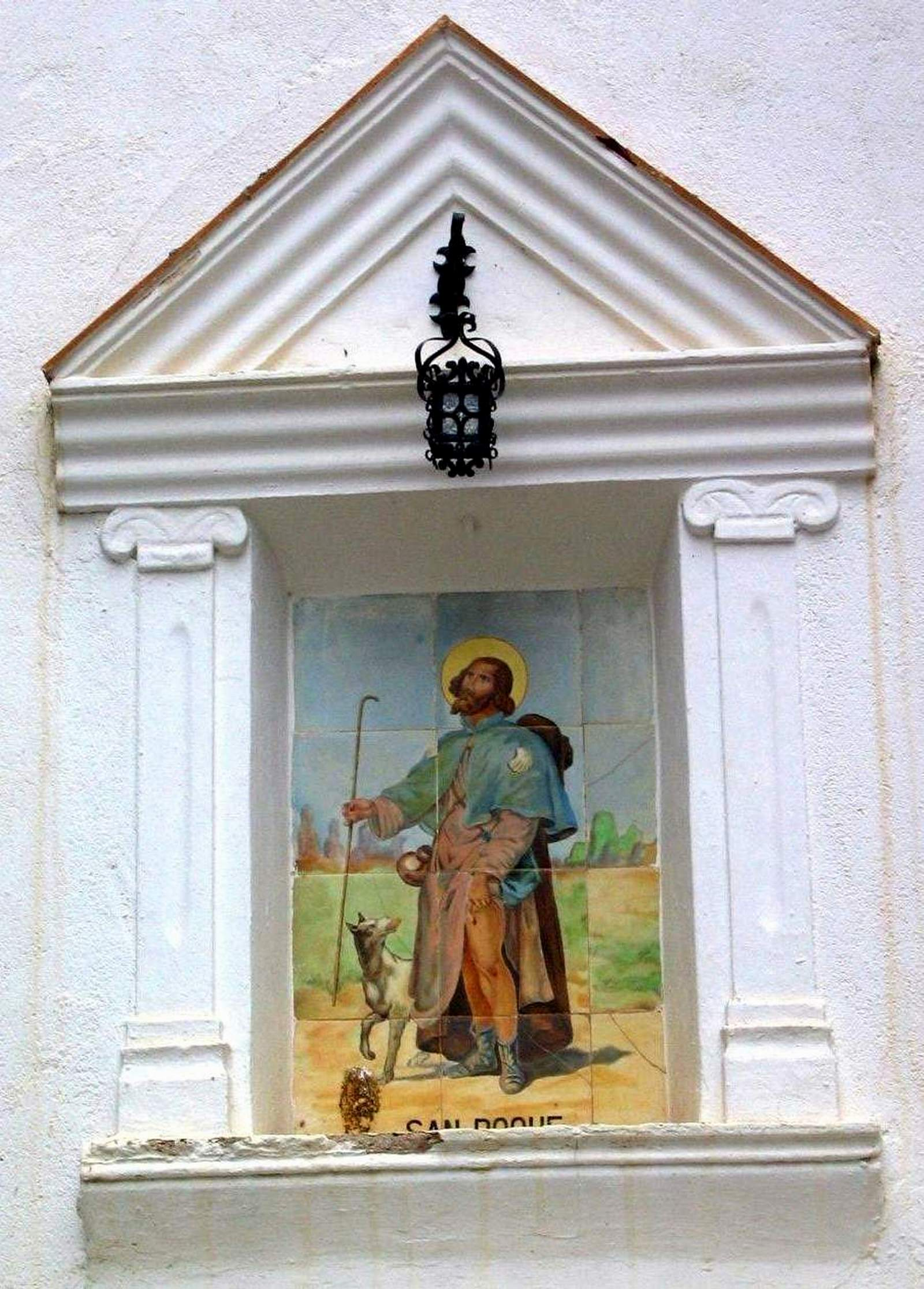
Vista del plafón de san Roque en la fachada de una casa de Ademuz (Valencia), con detalle de hornacina neoclásica, s/f.
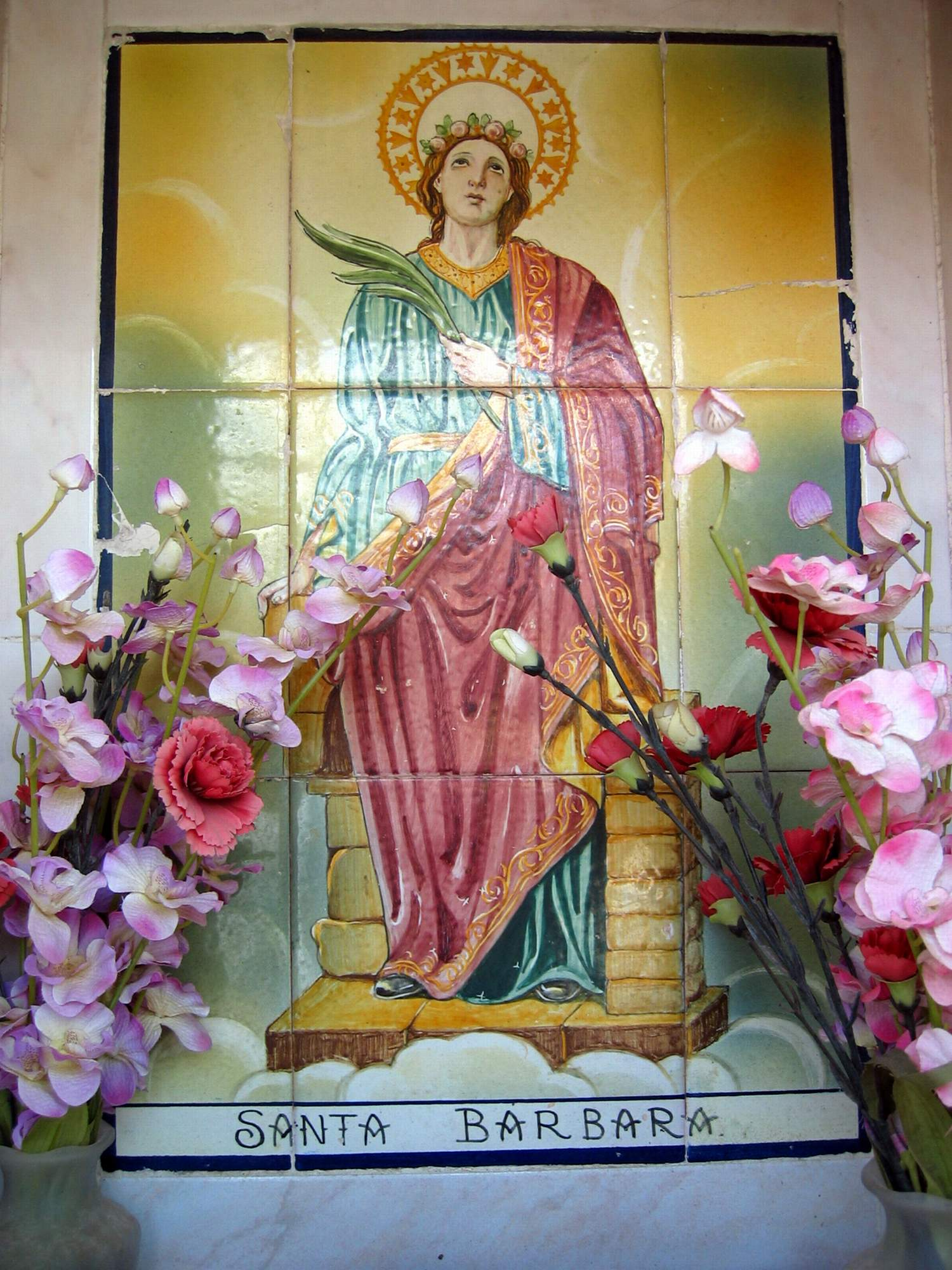
Detalle de plafón en el pilón de Santa Bárbara en Sesga, Ademuz (Valencia), representando a la mártir con sus atributos. s/f.
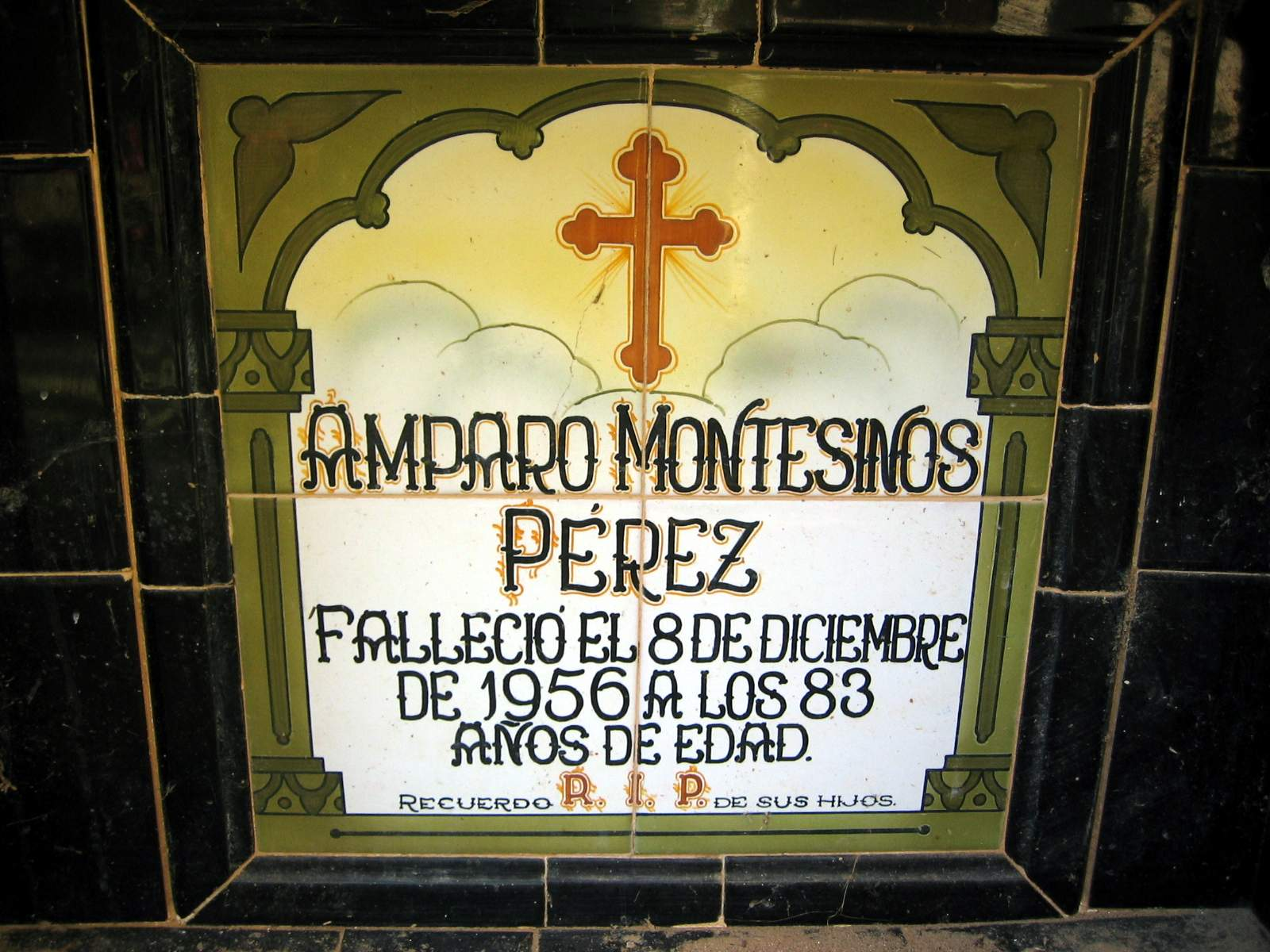
Vista de plafón cerámico (señalización funeraria de nicho) en el cementerio parroquial de Ademuz (Valencia), año 1956.
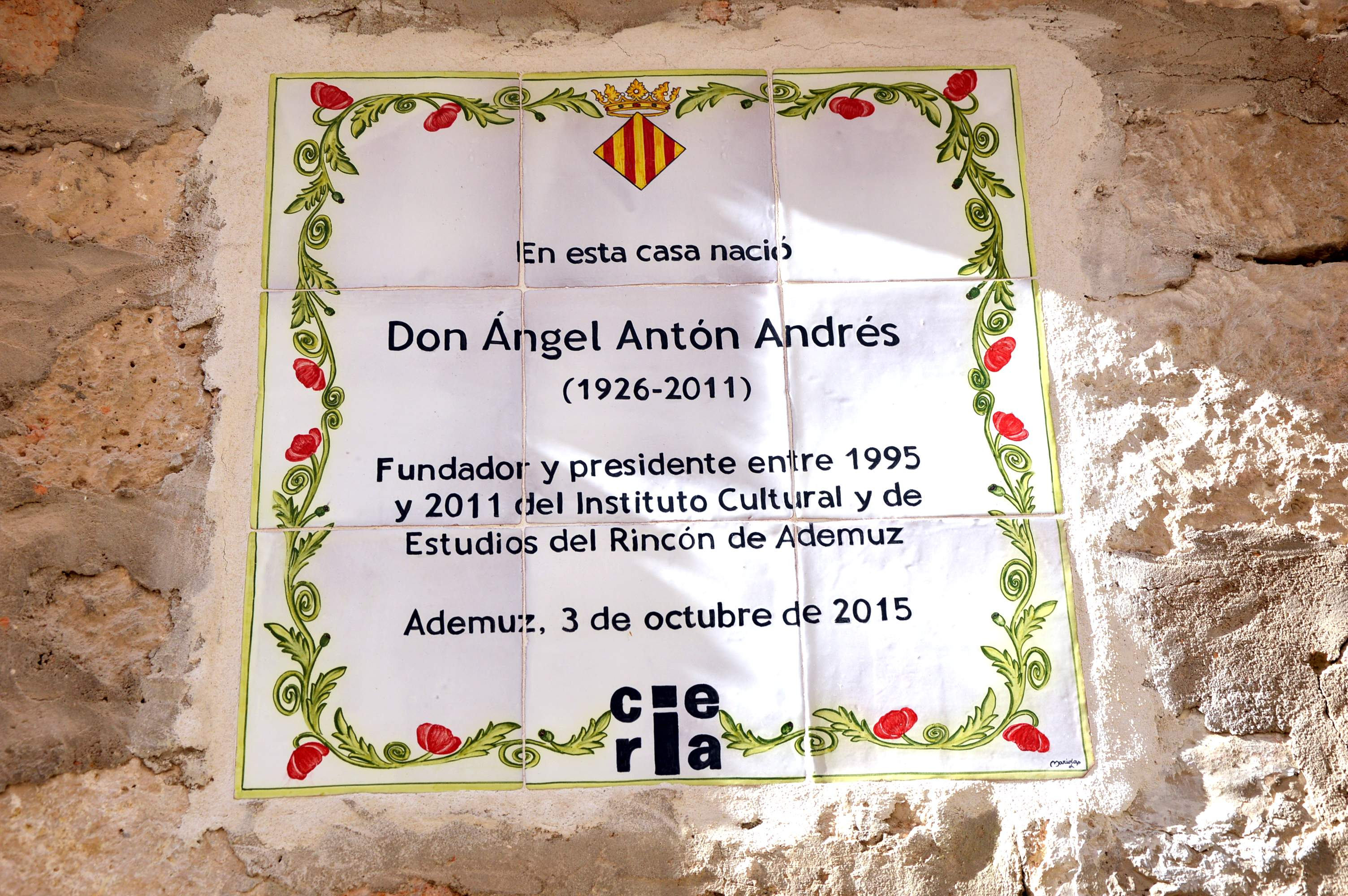
Detalle de plafón cerámico en la fachada de la casa natal de don Ángel Antón Andrés (1926-2011), s/f.
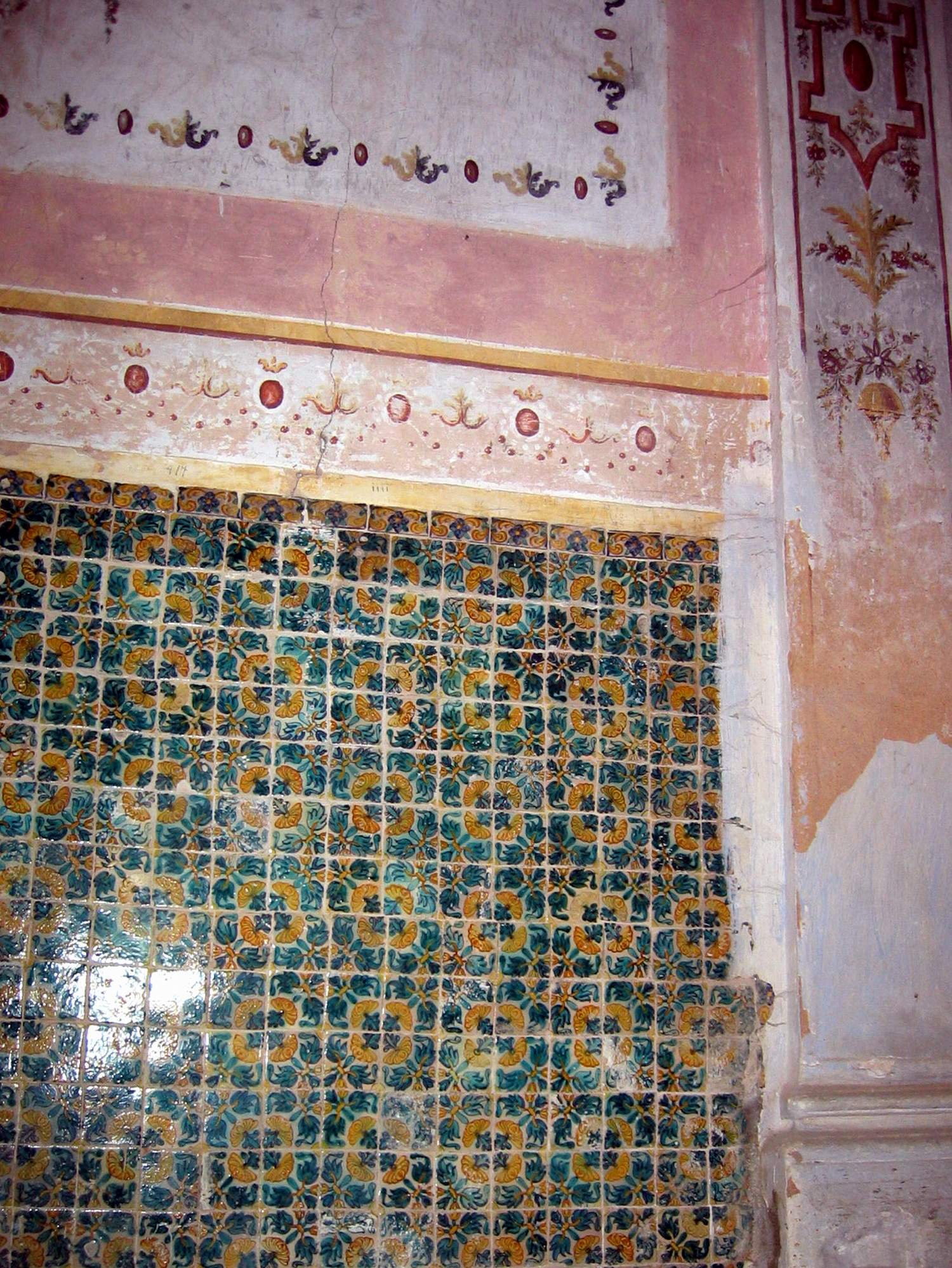
Detalle de ladrillos cerámicos en el presbiterio de la ermita Virgen de la Huerta, Ademuz (Valencia), año 2003. Siglo XVIIIca.
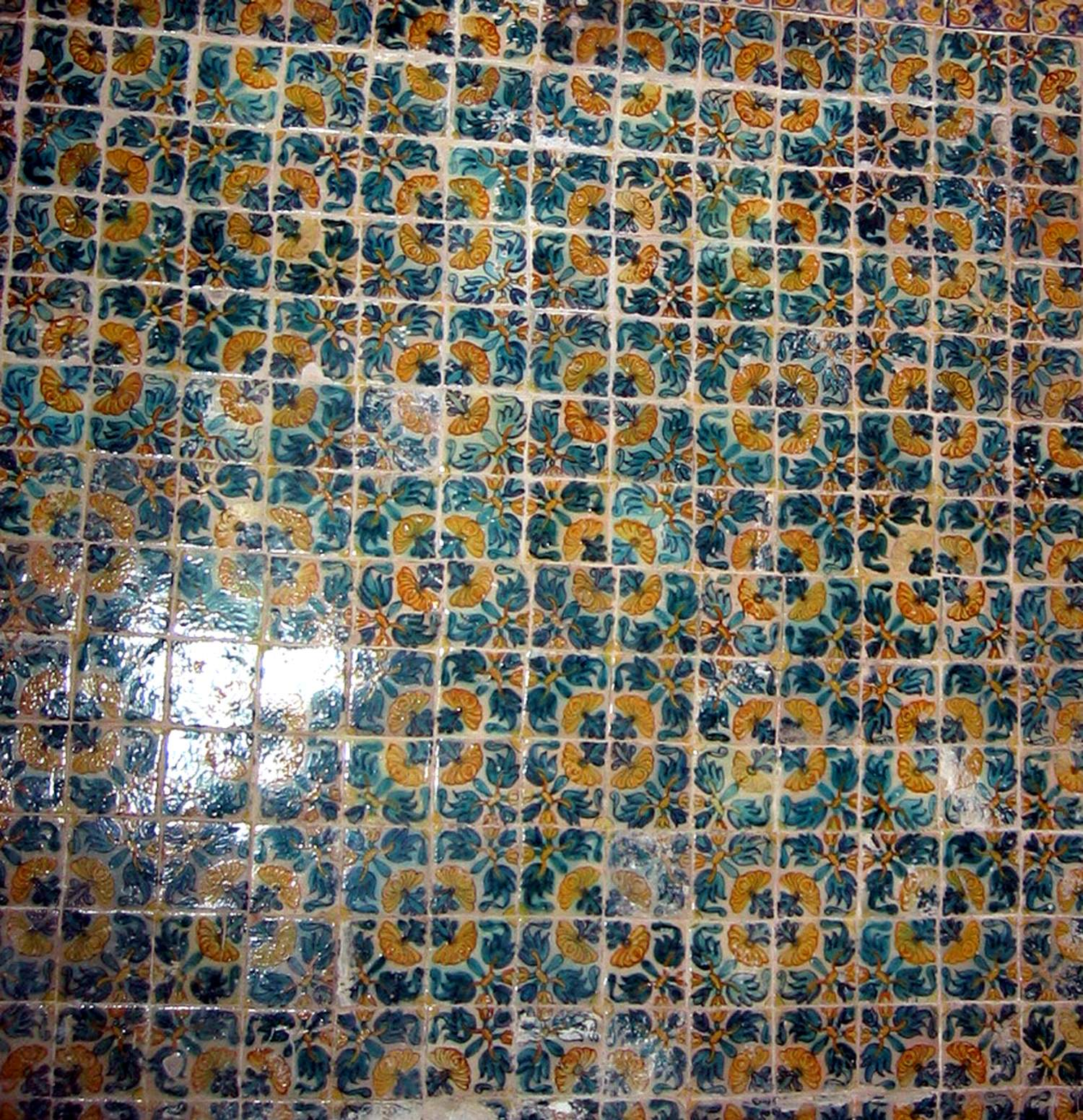
Detalle de ladrillos cerámicos en el presbiterio de la ermita Virgen de la Huerta, Ademuz (Valencia), año 2003. Siglo XVIIIca.
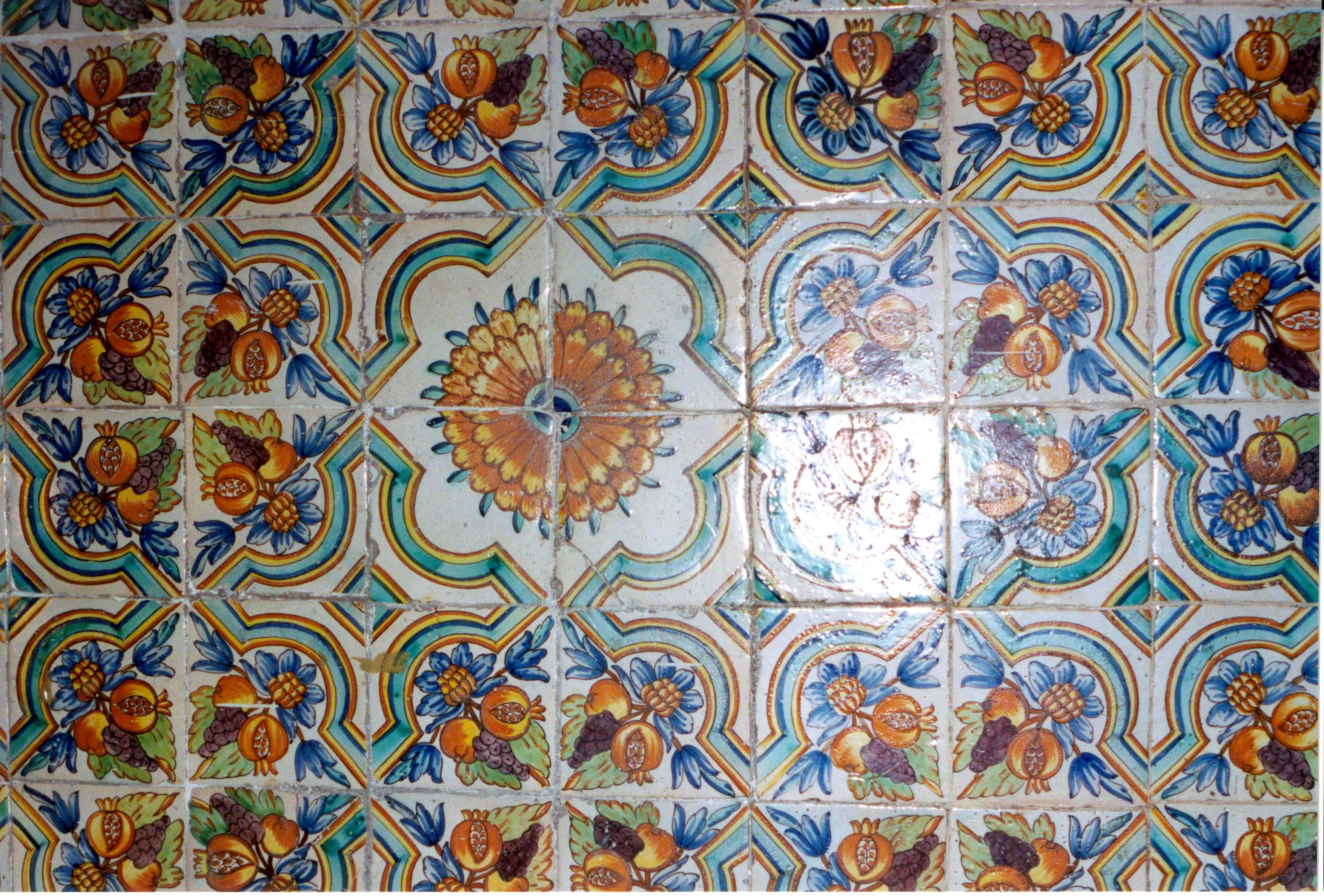
Detalle de ladrillos cerámicos en el presbiterio de la iglesia parroquial, Ademuz (Valencia), año 2003. Siglo XVIIIca.
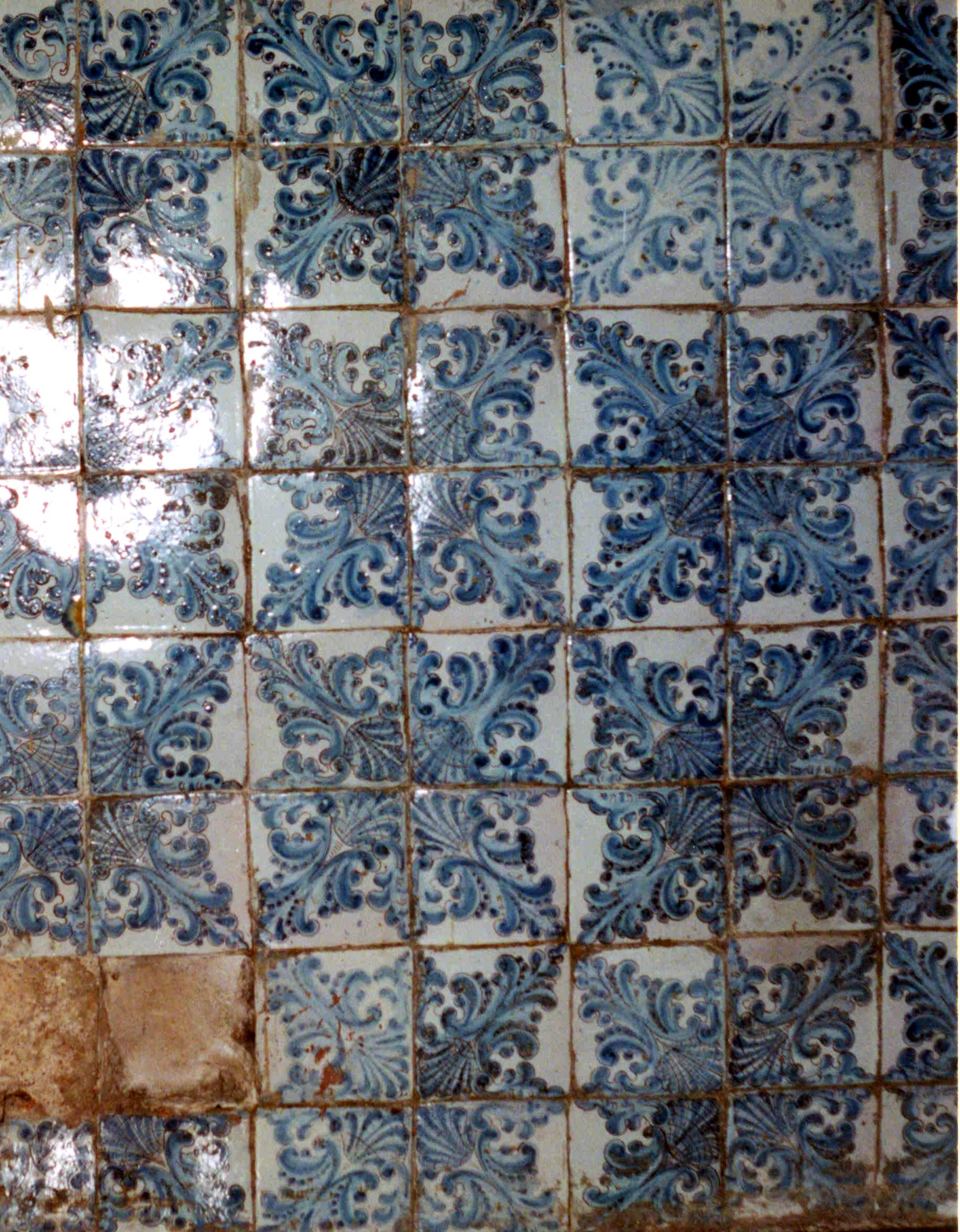
Detalle de ladrillos cerámicos en una capilla de la iglesia parroquial, Ademuz (Valencia), año 2003. Siglo XVIIIca.
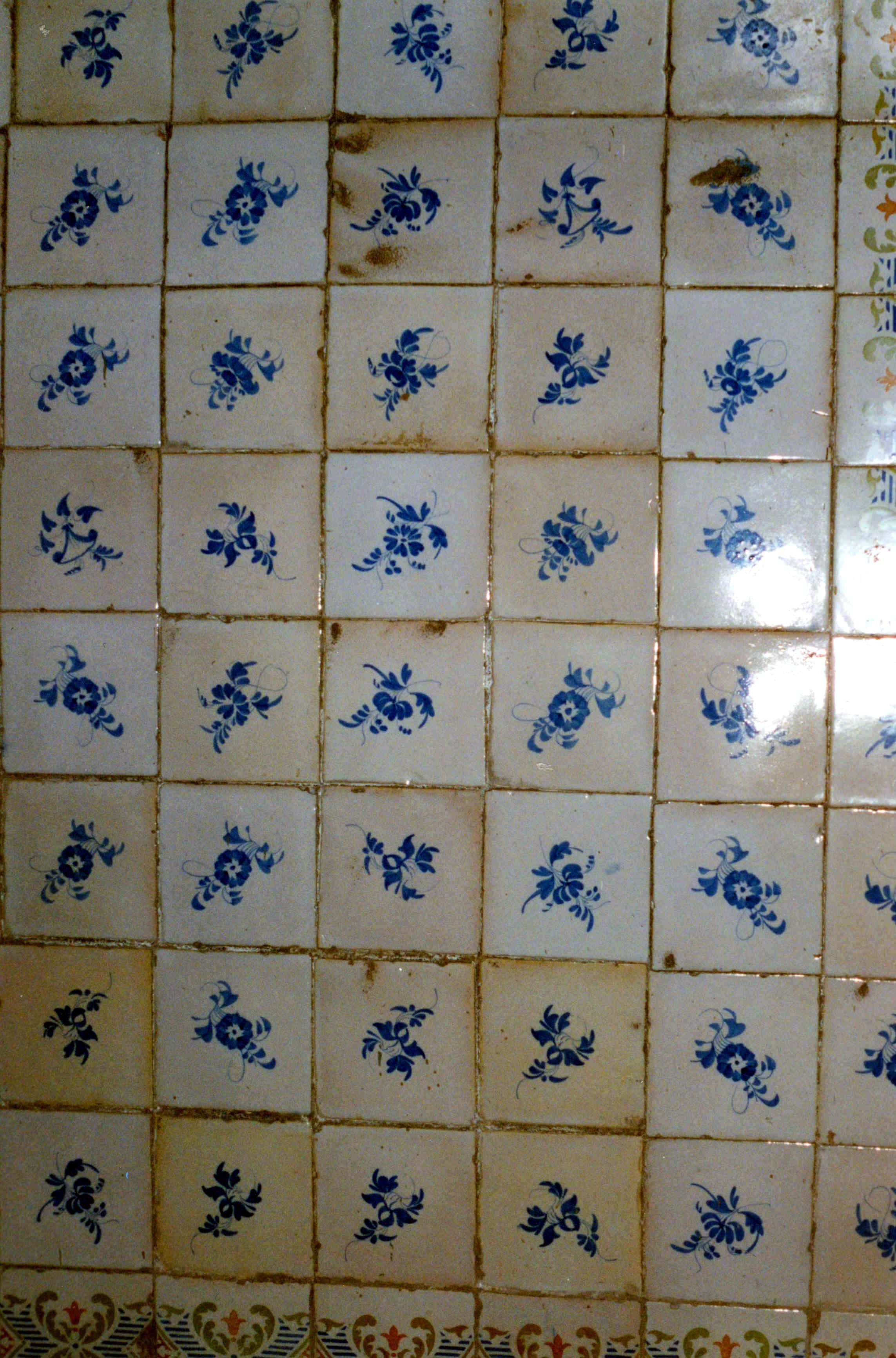
Detalle de ladrillos cerámicos en una capilla de la iglesia parroquial, Ademuz (Valencia), año 2003. Siglo XVIIIca.
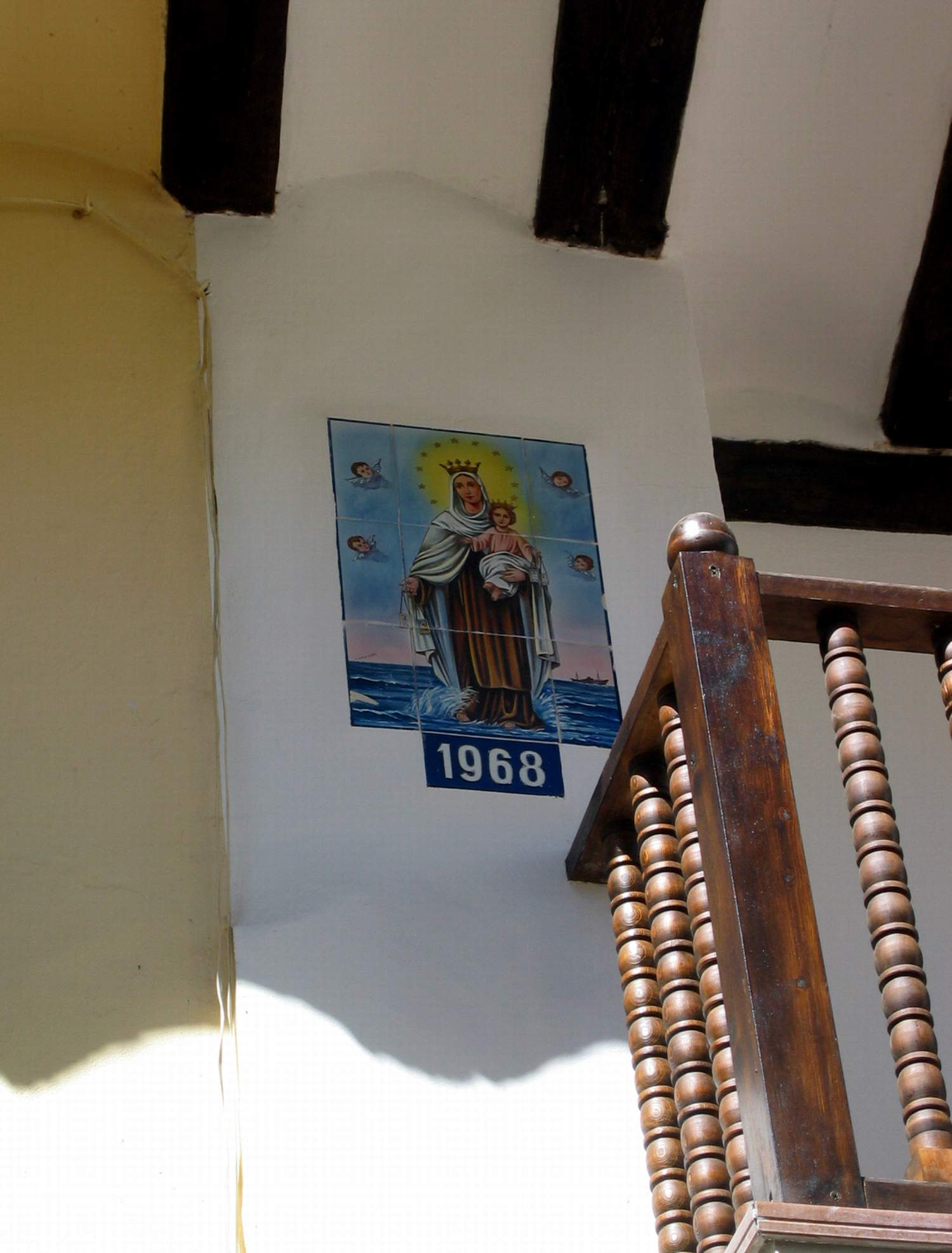
Vista de plafón cerámico con la imagen de la Virgen del Carmen en la fachada de una casa de Ademuz (Valencia), año 2003 (s/f).
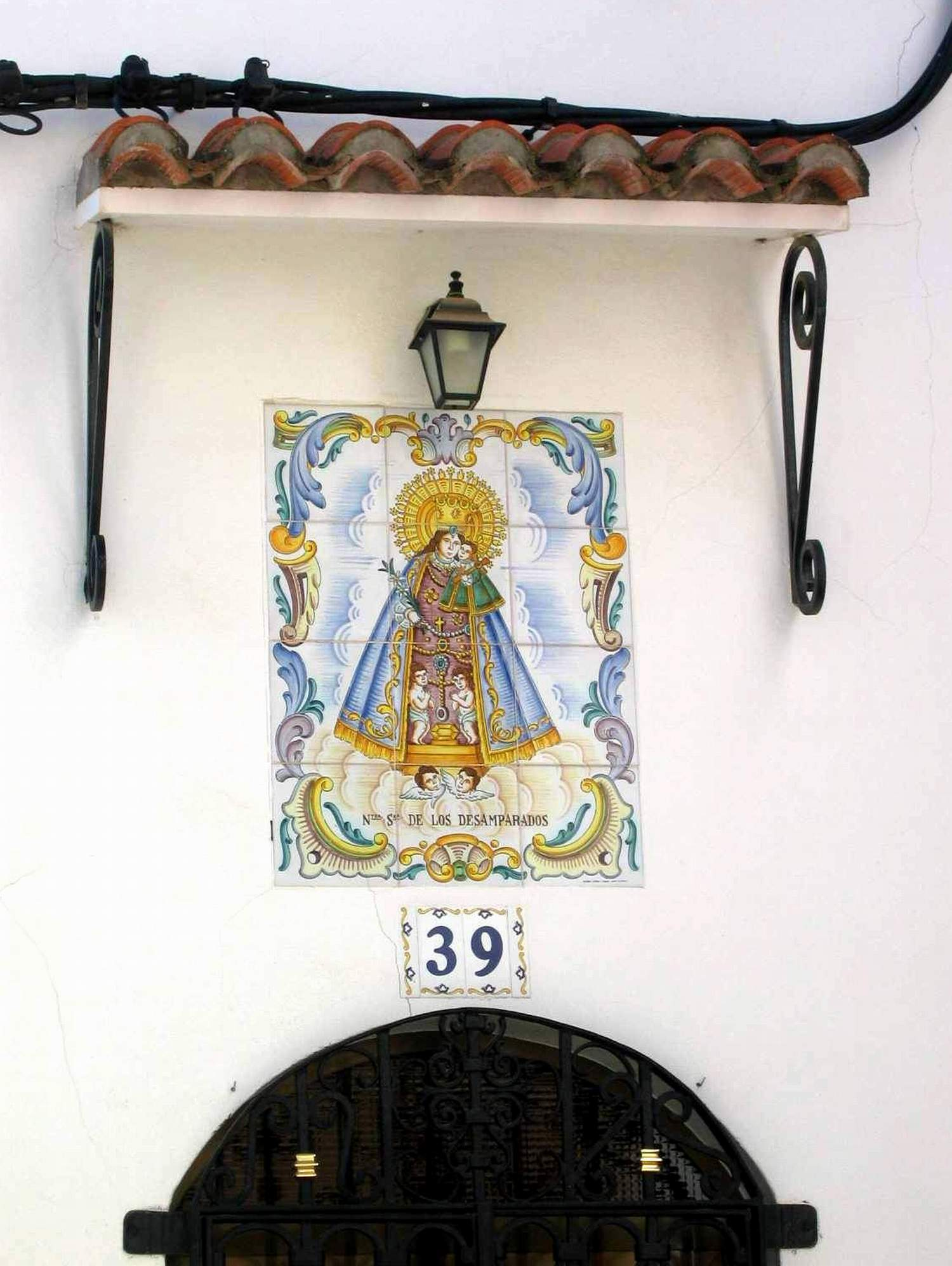
Vista de plafón cerámico con la imagen de la Virgen de los Desamparados en la fachada de una casa de Ademuz (Valencia), año 2003 (s/f).
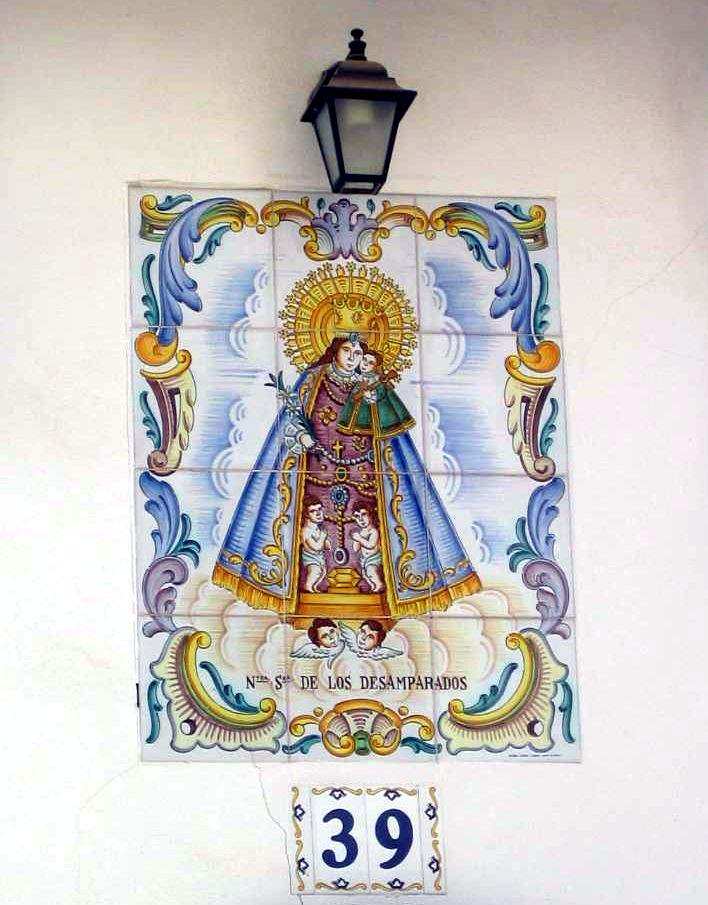
Detalle de plafón cerámico con la imagen de la Virgen de los Desamparados en la fachada de una casa de Ademuz (Valencia), año 2003 (s/f).

### Casas Altas

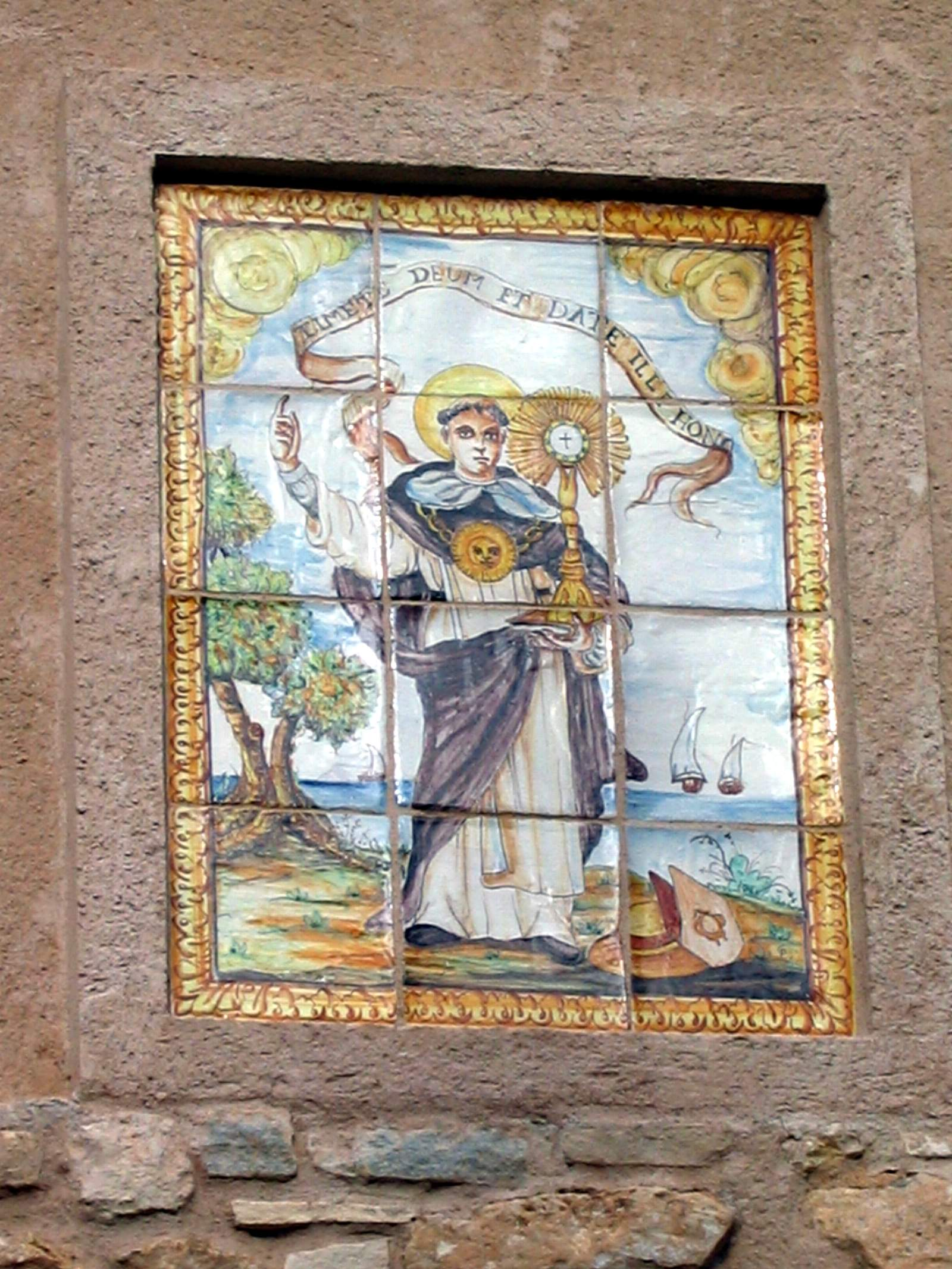
Vista del plafón de san Vicente Ferrer en la fachada de una casa en Casas Altas (Valencia), s/f.
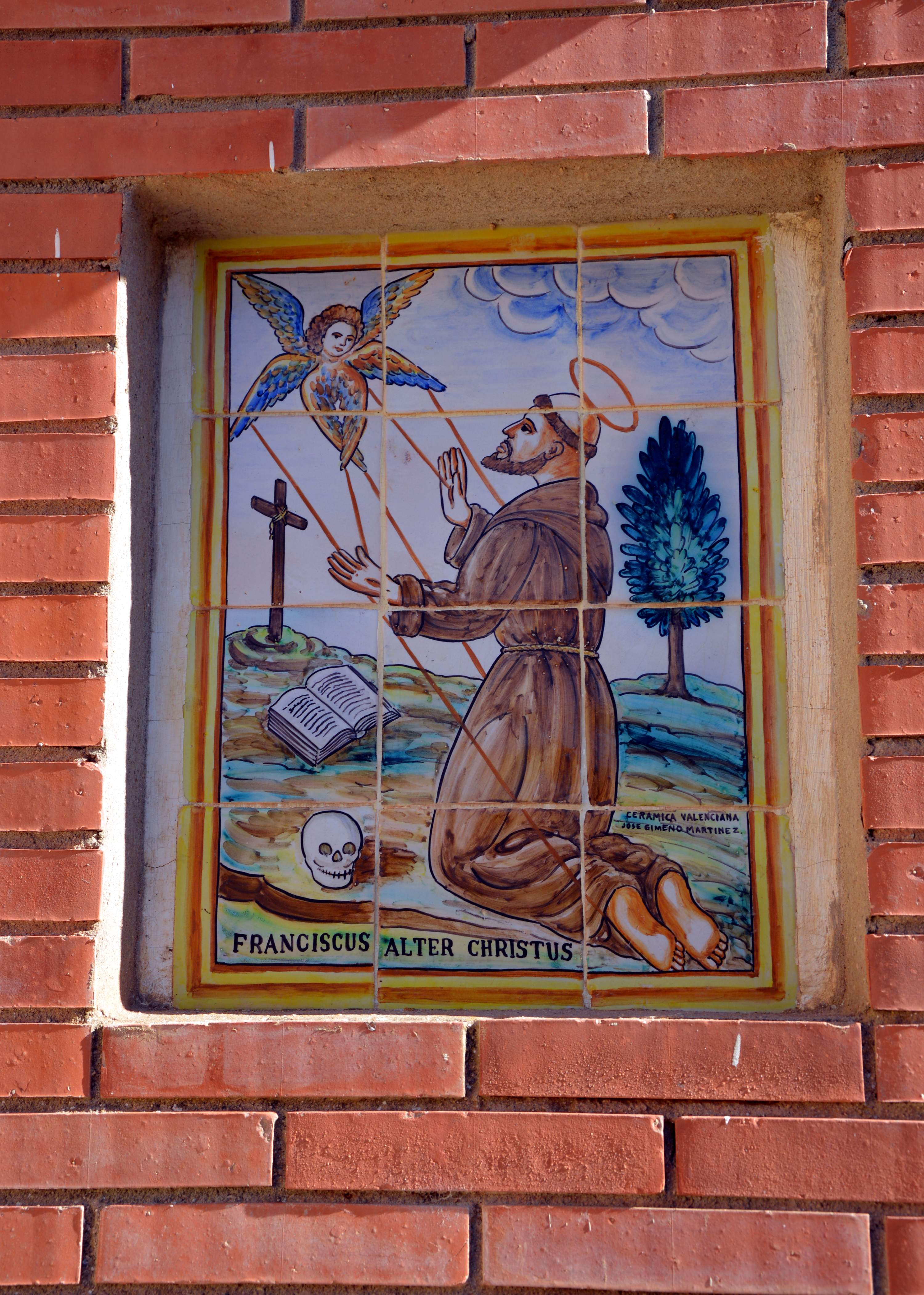
Detalle de plafón a la entrada del «Vía Crucis» de Casas Altas (Valencia), representando a san Francisco de Asís, Cerámica Valenciana, J. Jimeno, s/f.
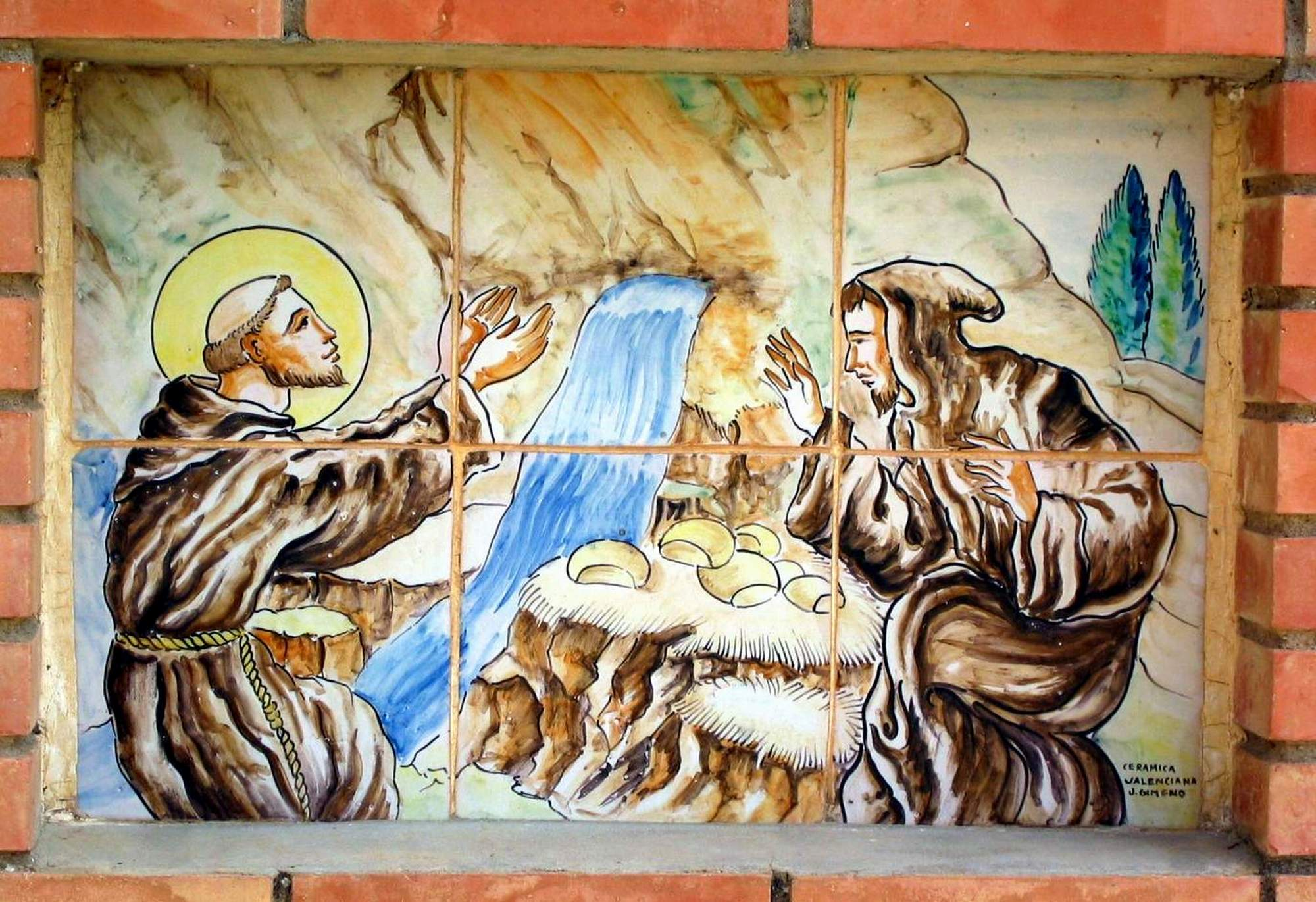
Detalle de plafón representando a San Francisco de Asís en la mesa-altar del «Vía Crucis» de Casas Altas (Valencia), Cerámica Valenciana, J. Jimeno, s/f.
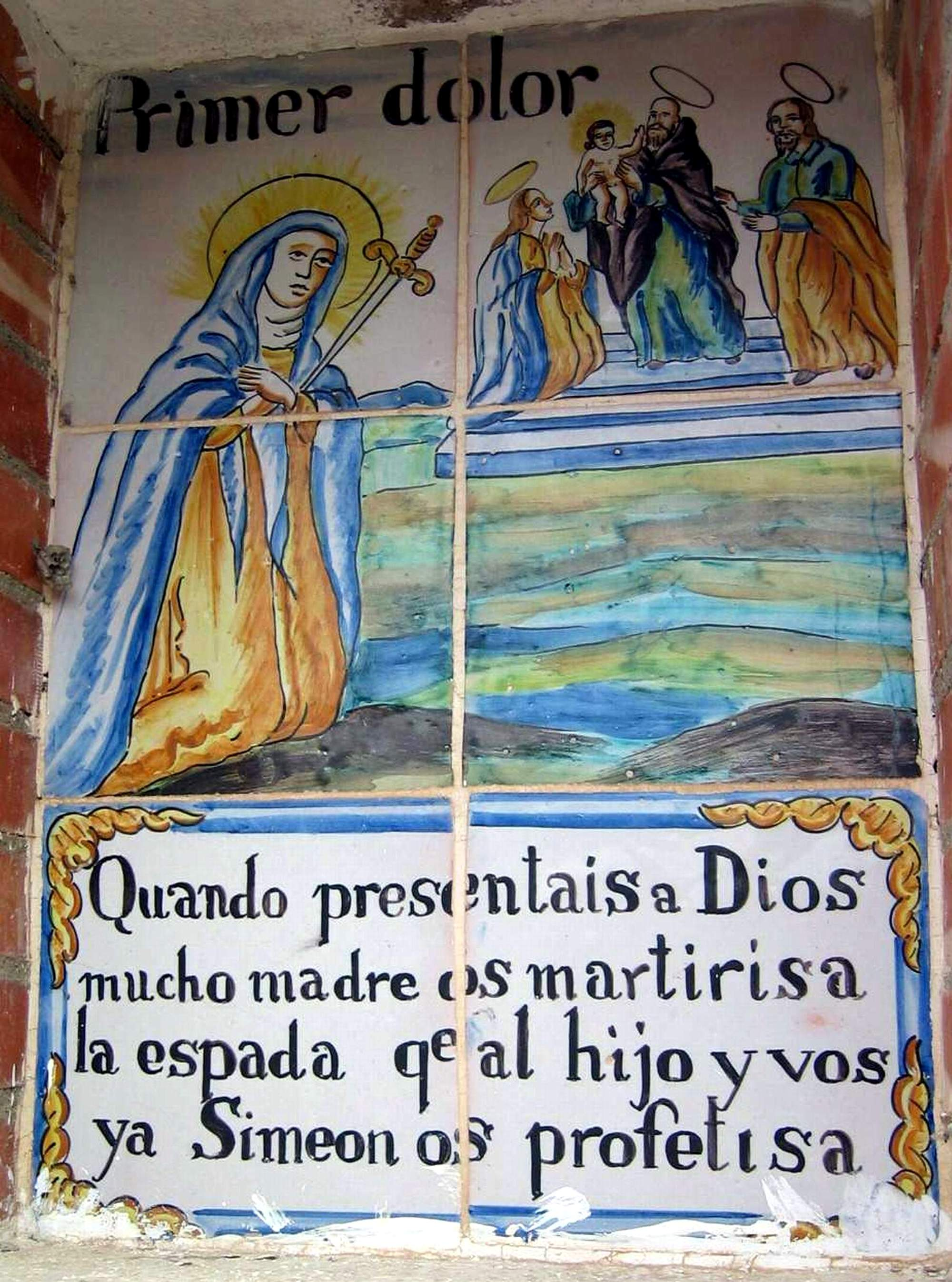
Detalle de plafón correspondiente al primero de los «Siete Dolores de María» en Casas Altas (Valencia), s/f.
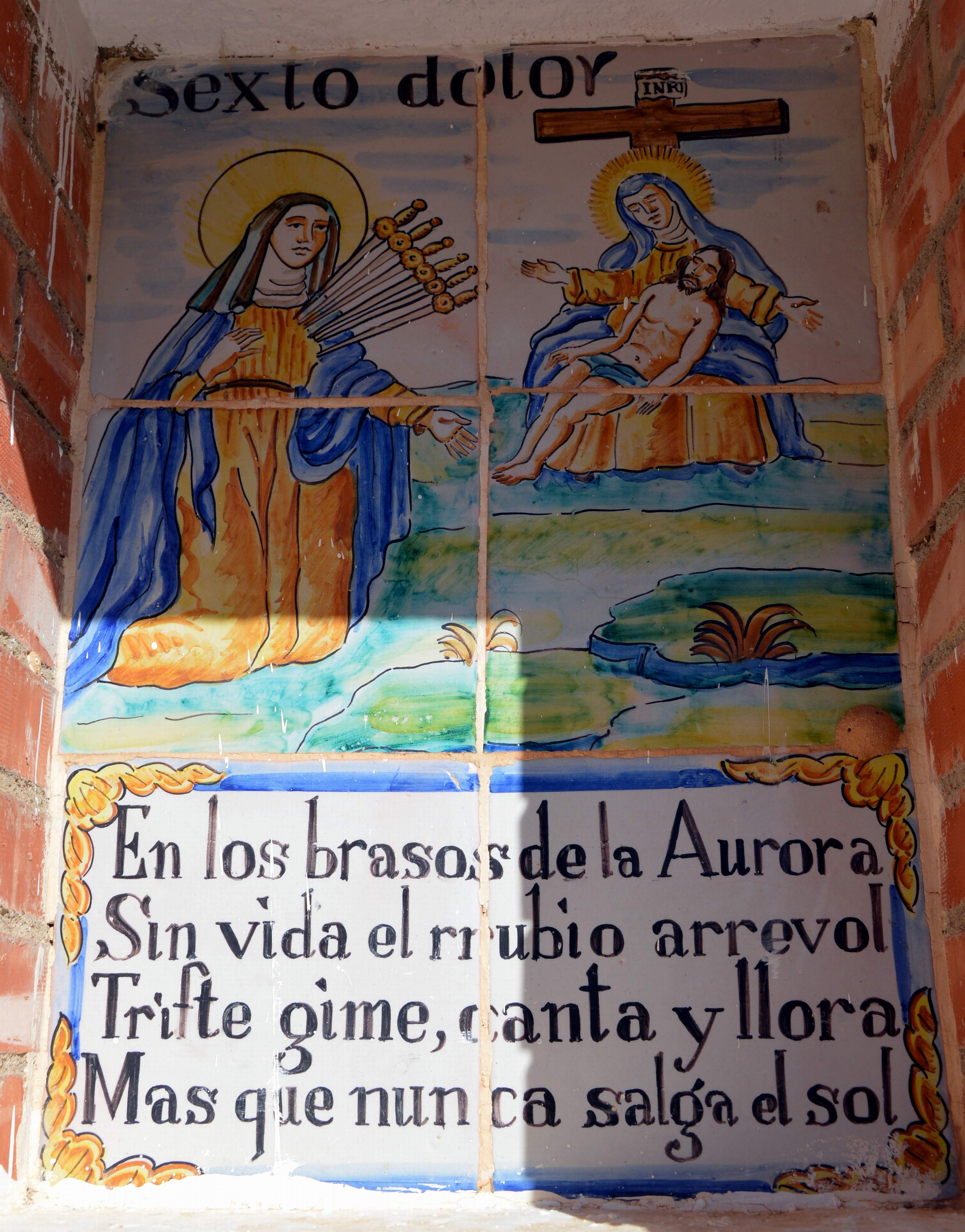
Detalle de plafón correspondiente al sexto de los «Siete Dolores de María» en Casas Altas (Valencia) s/f.
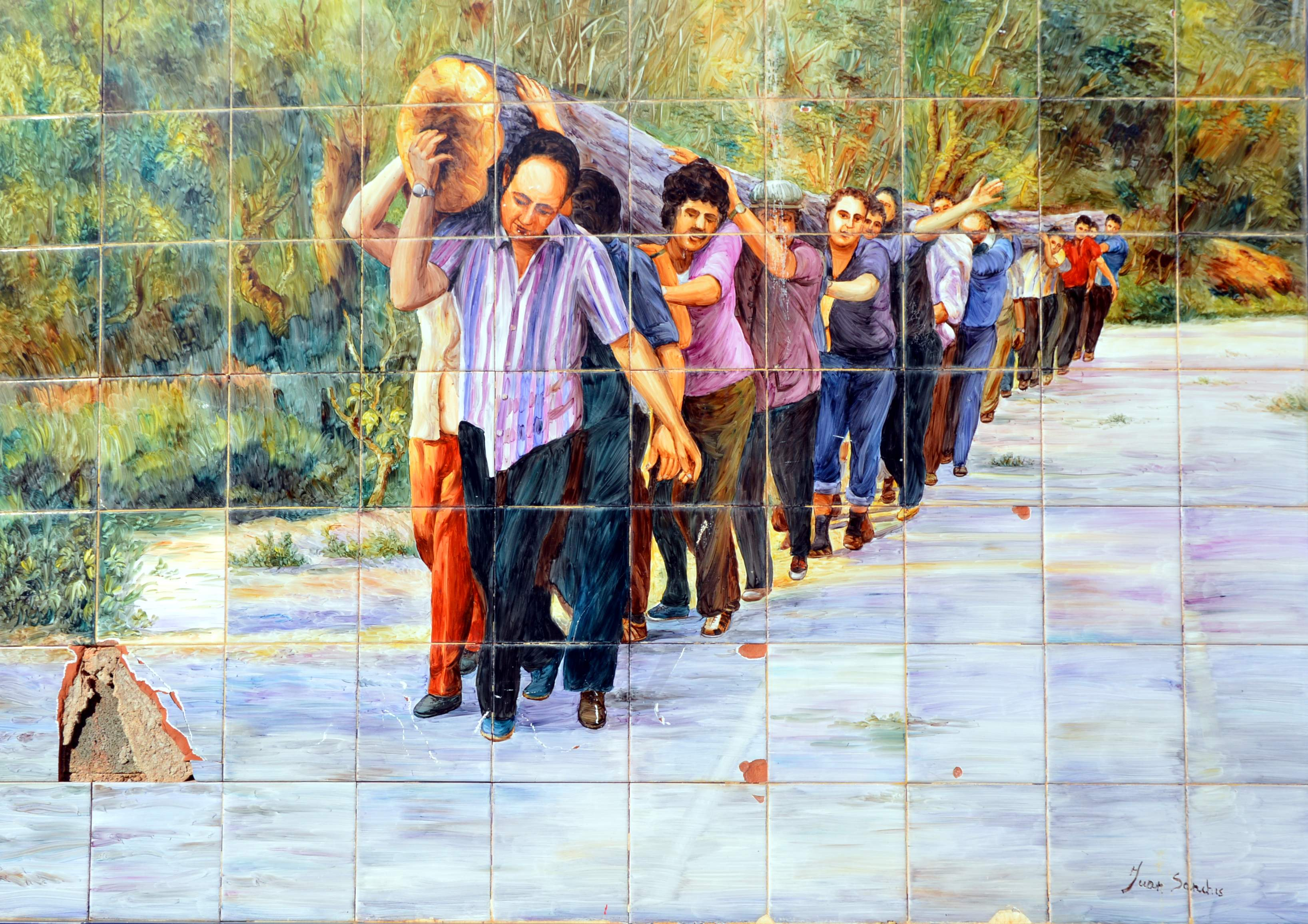
Detalle de plafón en la «fuente del Tornajo» en Casas Altas (Valencia), representando la subida del chopo de Pascua, año 1995.
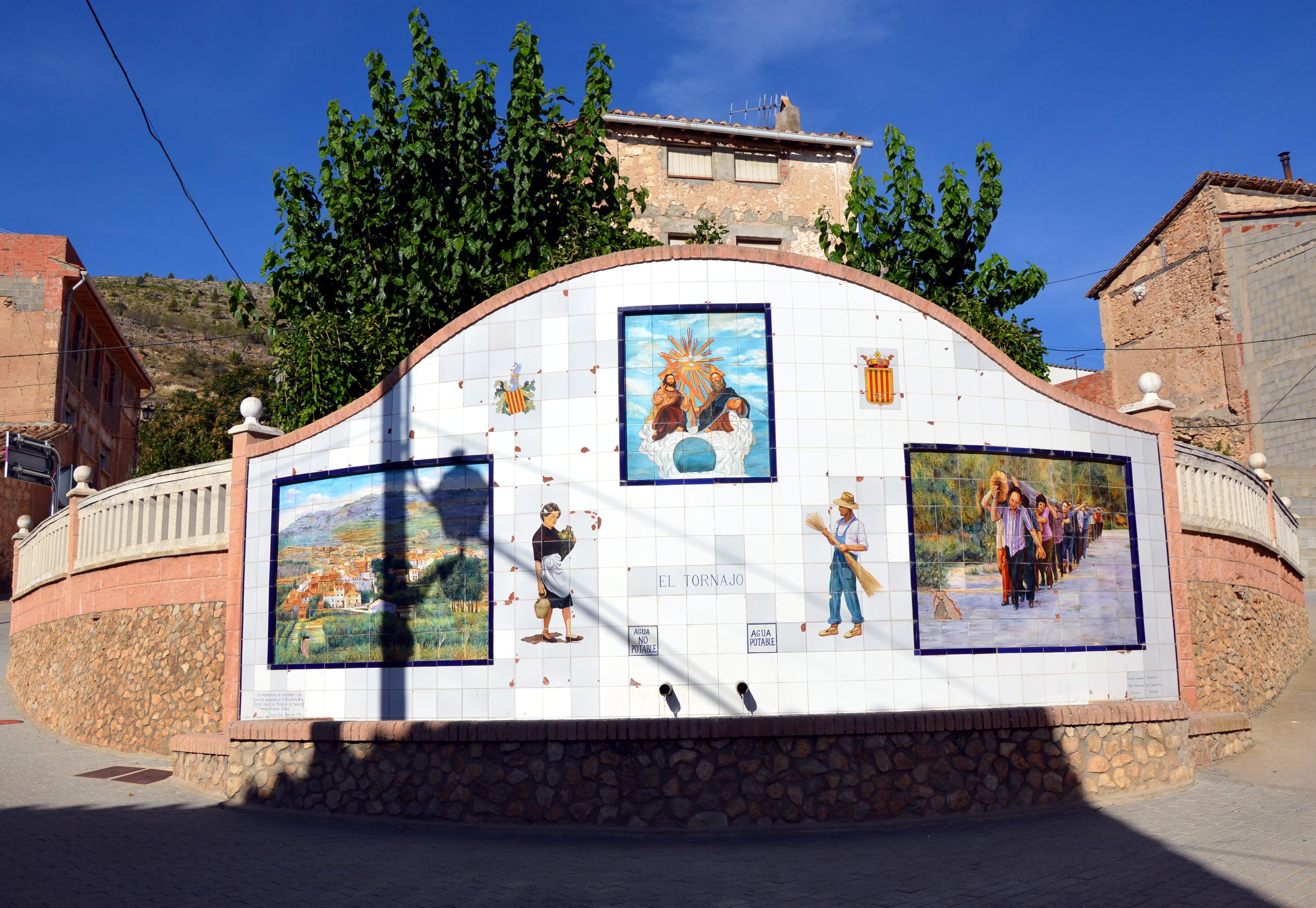
Vista frontal de la «fuente del Tornajo» en Casas Altas (Valencia), con detalle de los plafones cerámicos que contiene, año 1995.
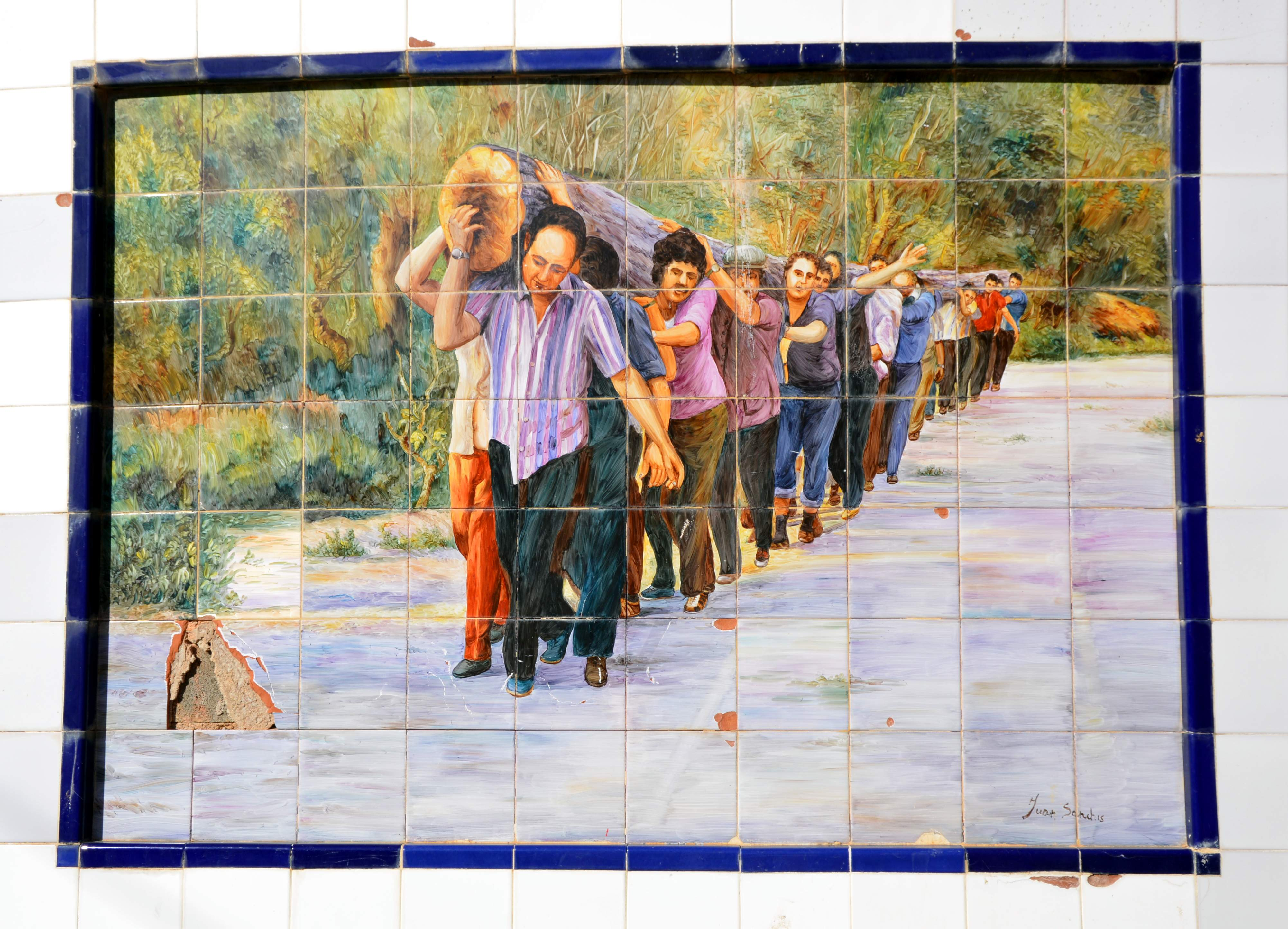
Detalle de plafón en la «fuente del Tornajo» en Casas Altas (Valencia), representando la subida del chopo de Pascua, año 1995.
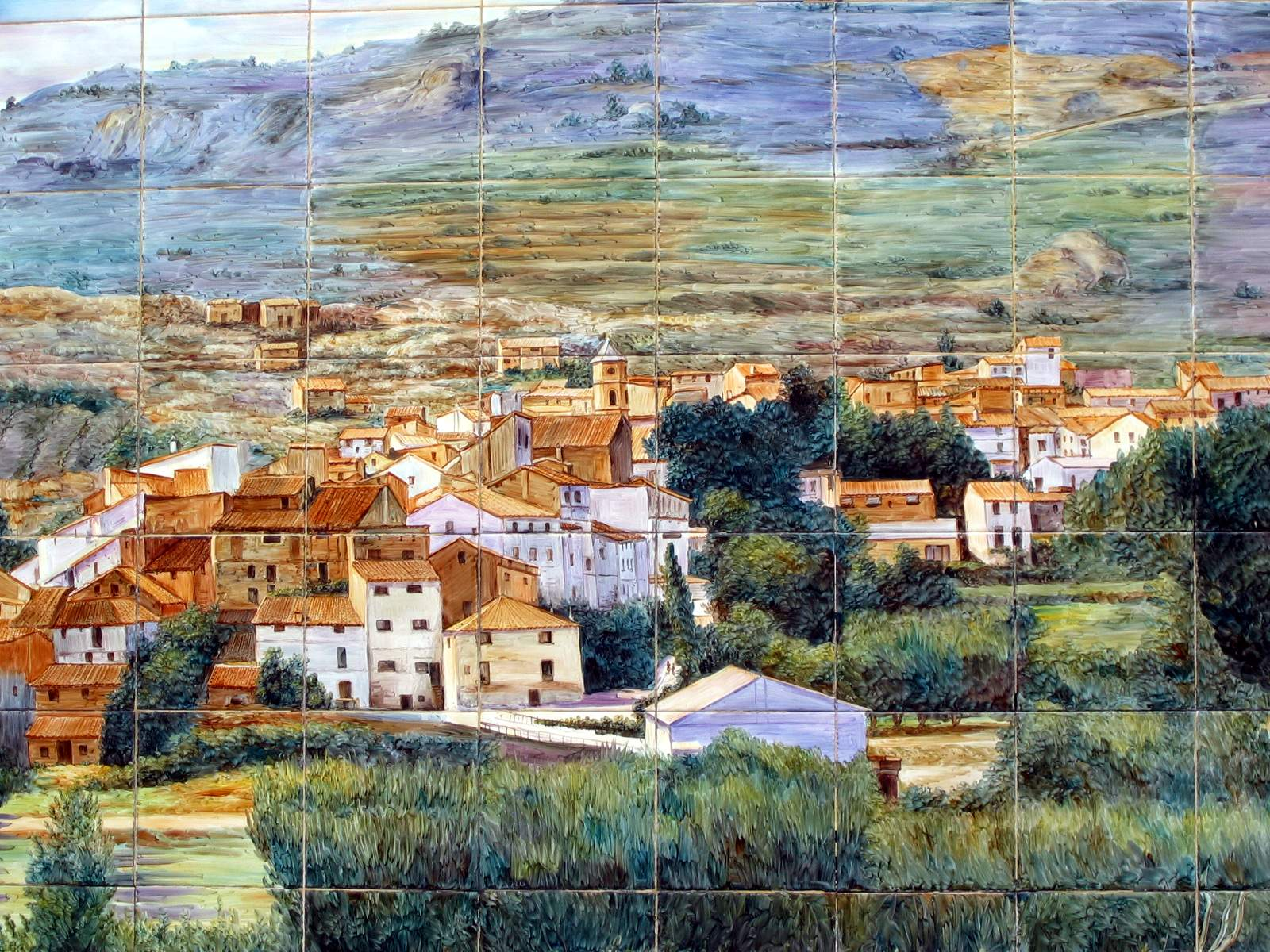
Detalle de plafón cerámico (paisaje urbano) en la «fuente del Tornajo» de Casas Altas (Valencia), año 1995.
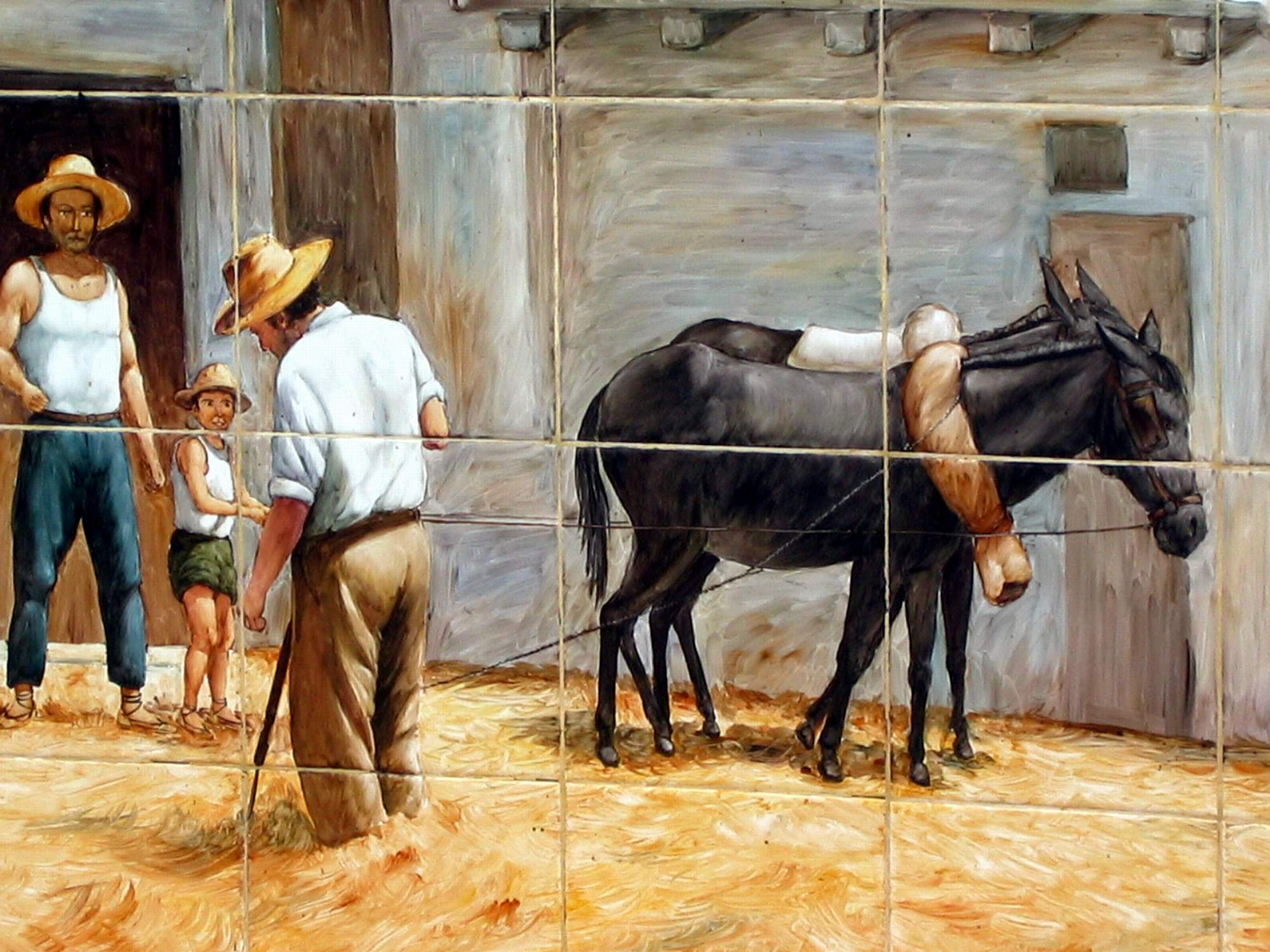
Detalle de plafón cerámico (escena de trilla) en la «fuente del Tornajo» de Casas Altas (Valencia), año 1995.
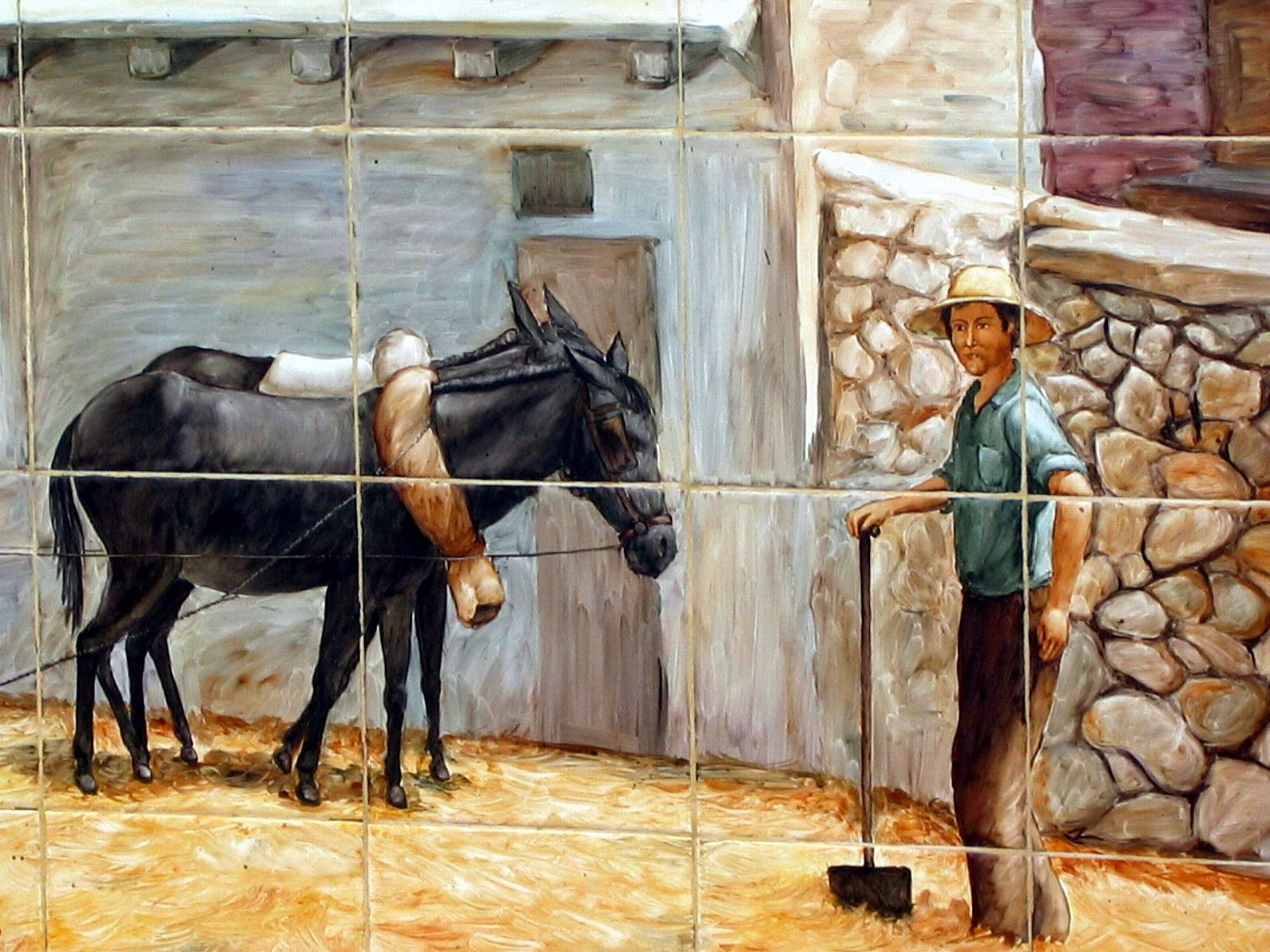
Detalle de plafón cerámico (escena de trilla) en la «fuente del Tornajo» de Casas Altas (Valencia), año 1995.
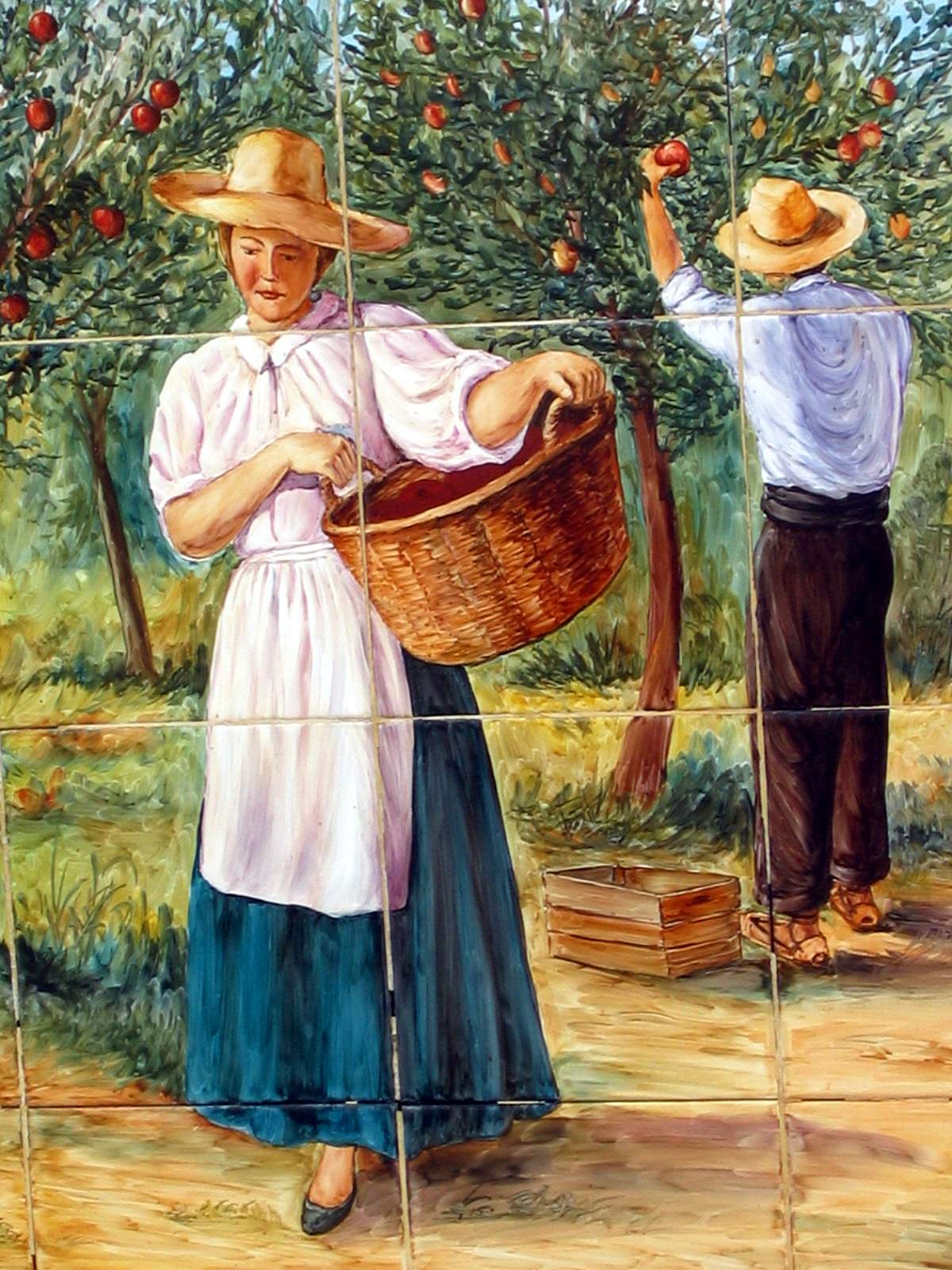
Detalle de plafón cerámico (recogiendo fruta) en la «fuente del Tornajo» de Casas Altas (Valencia), año 1995.
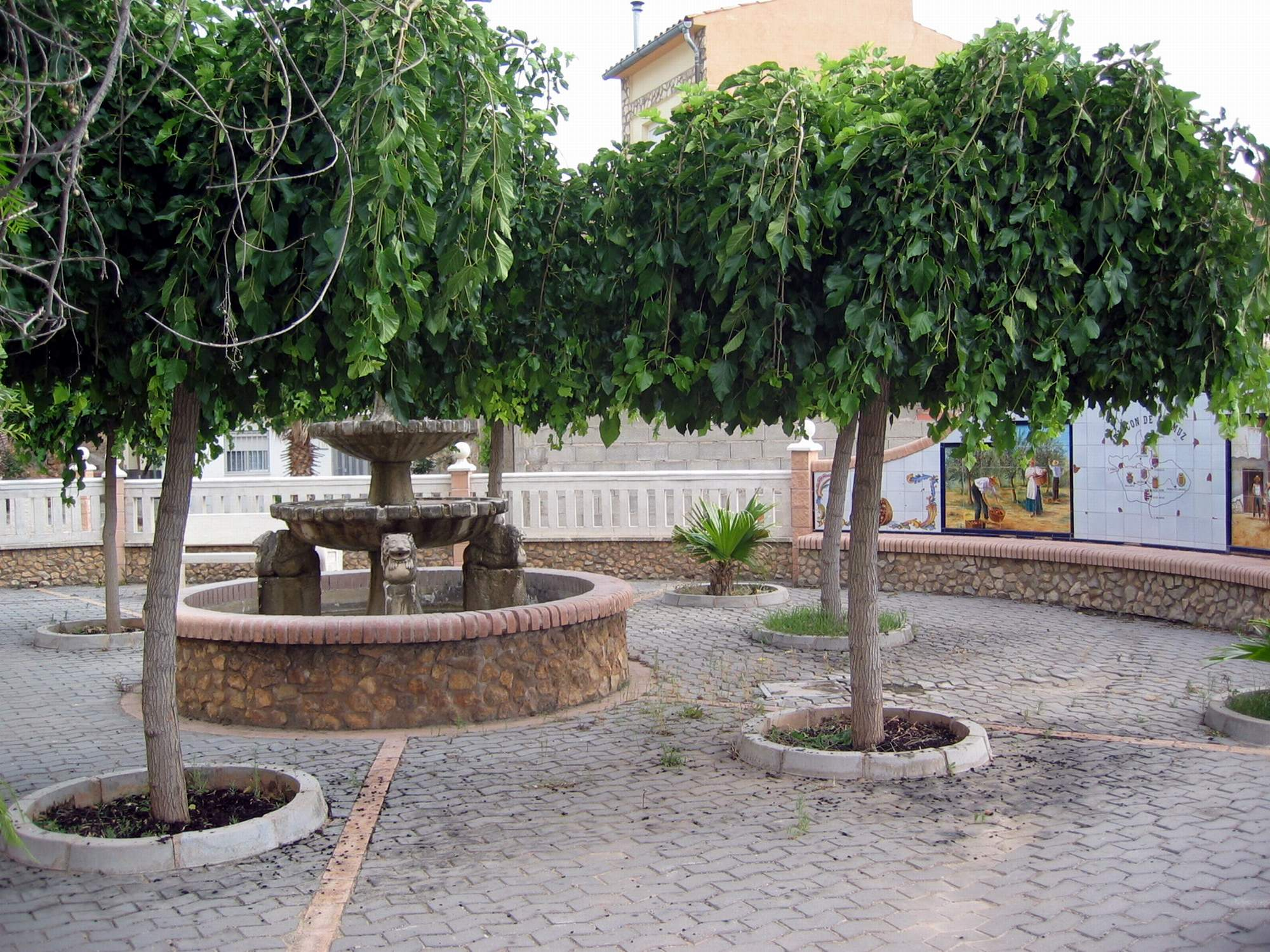
Vista parcial de la «fuente del Tornajo» en Casas Altas (Valencia), con detalle del plafón cerámico al fondo, año 1995.
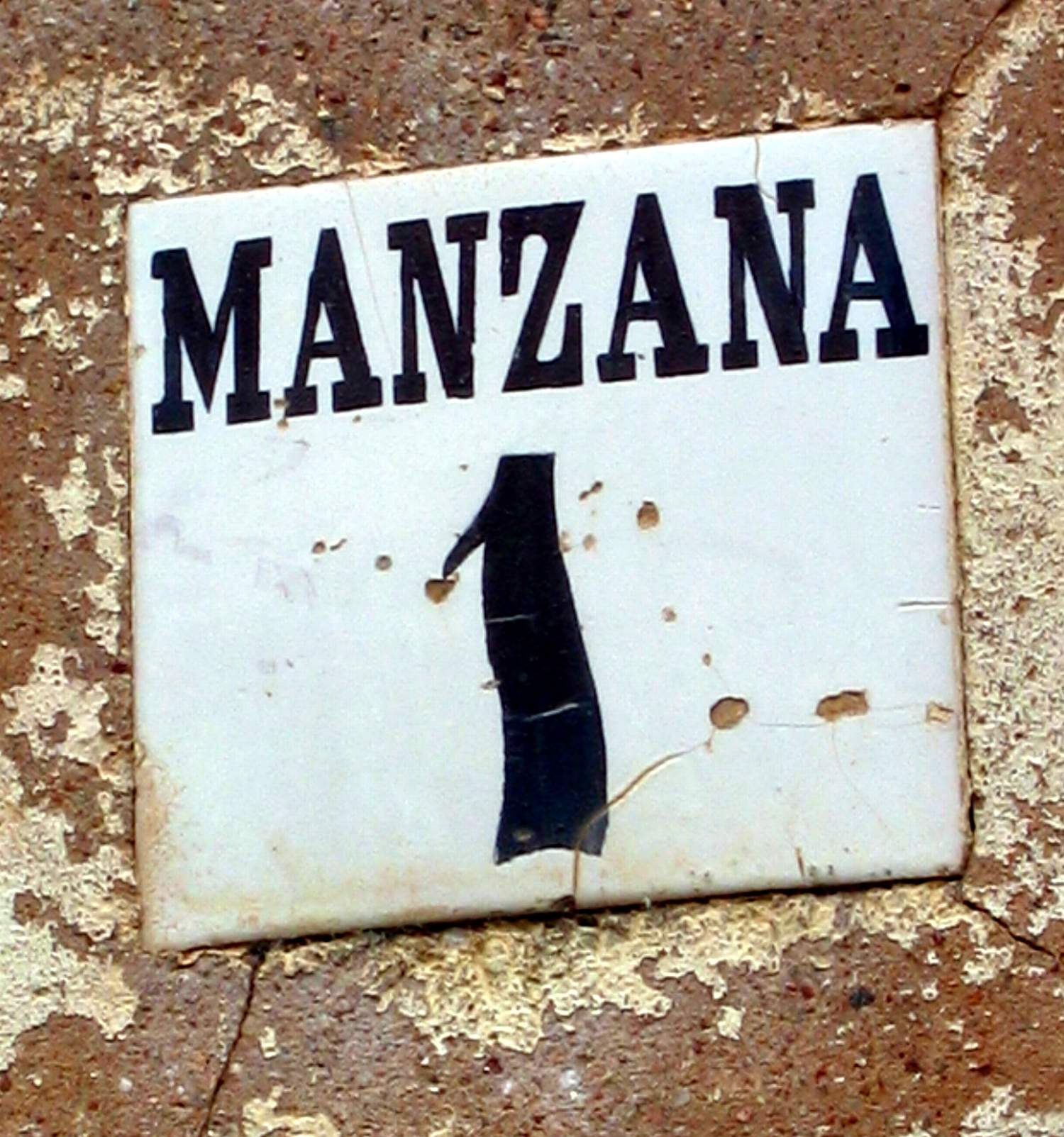
Detalle de ladrillo cerámico en la fachada de una vivienda en Casas Altas (Valencia), s/f.
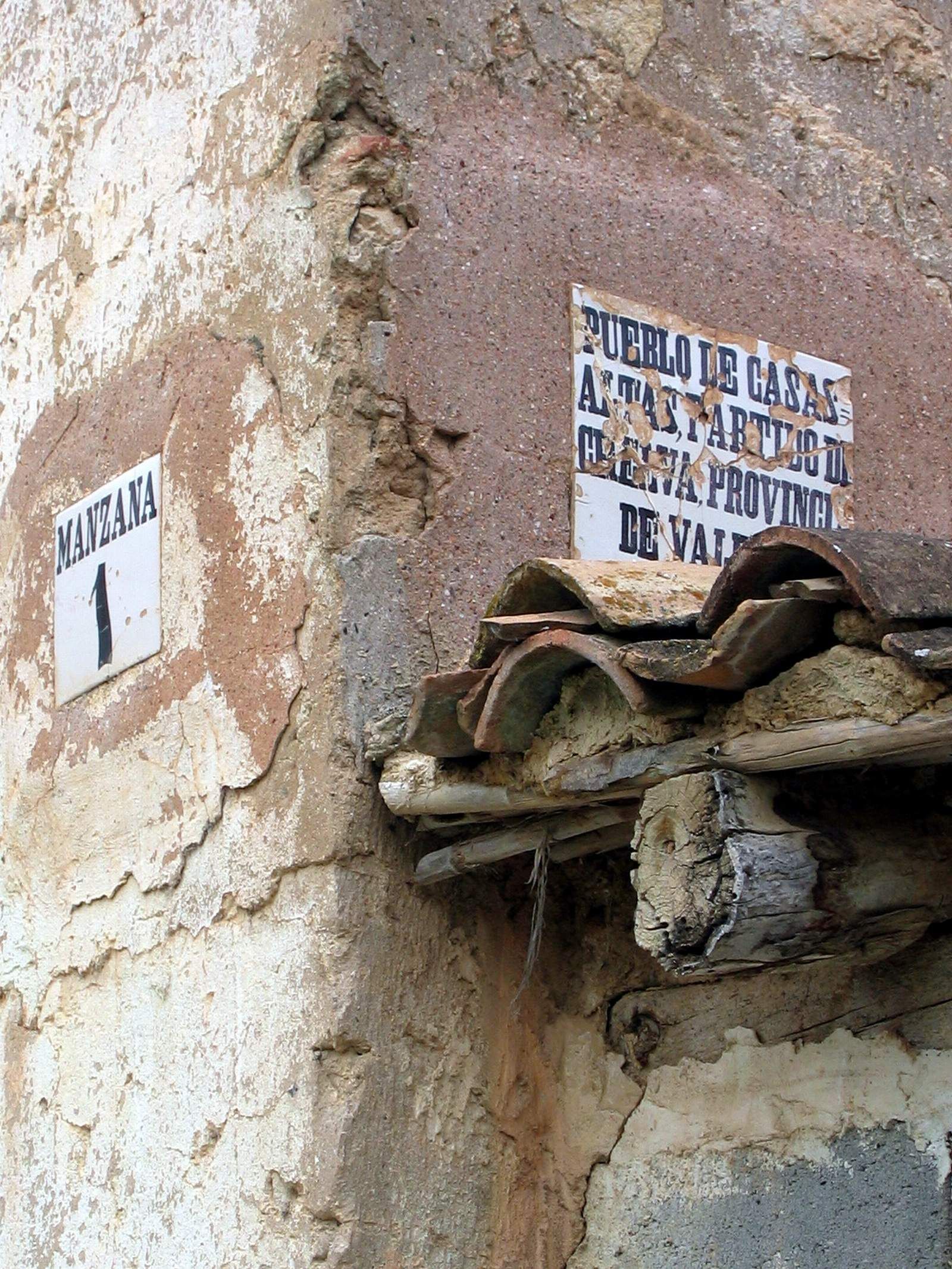
Detalle de ladrillos cerámicos en la fachada de una vivienda en Casas Altas (Valencia), s/f.
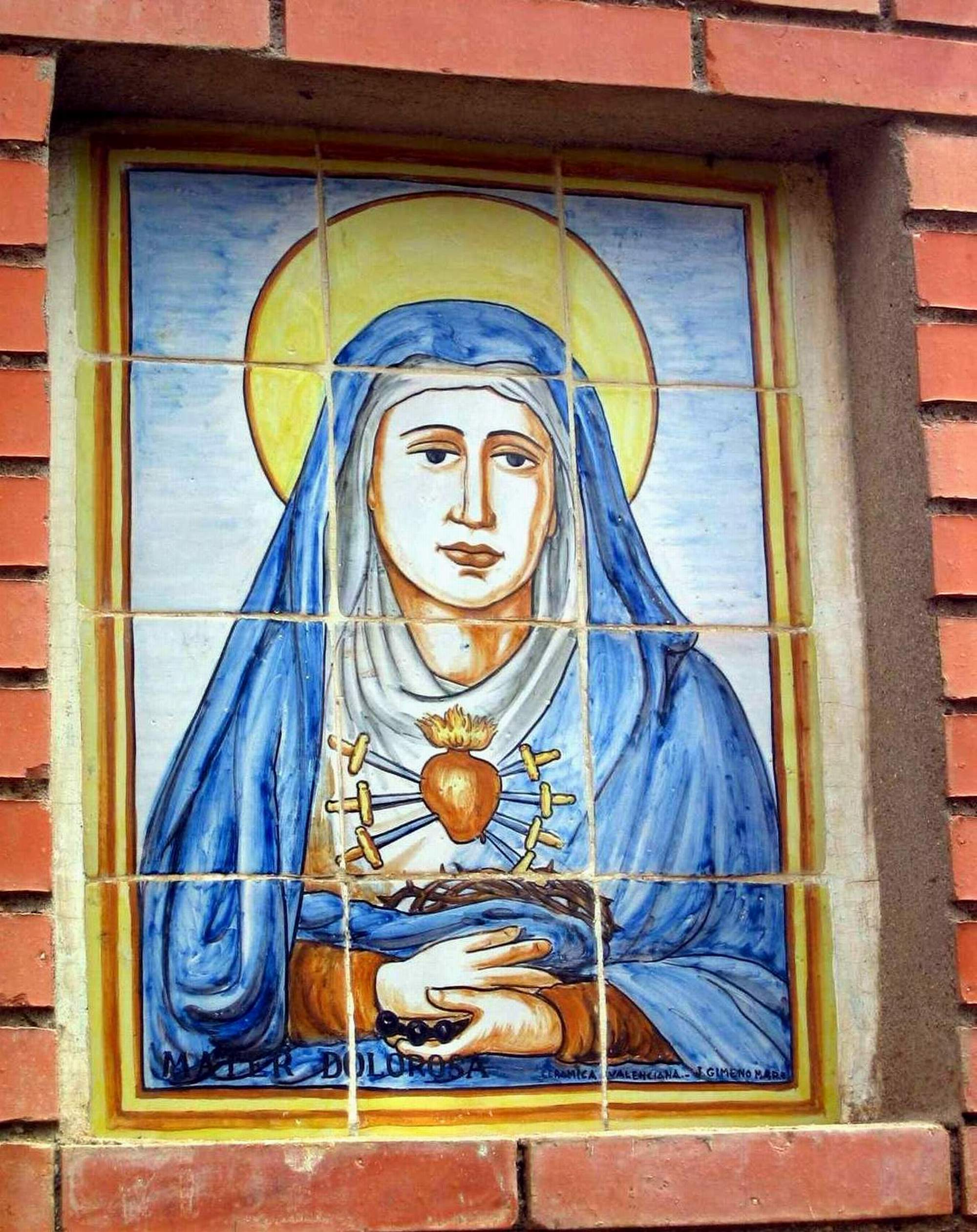
Detalle de plafón representando a la Virgen María a la entrada del «Vía Crucis» de Casas Altas (Valencia), s/f.
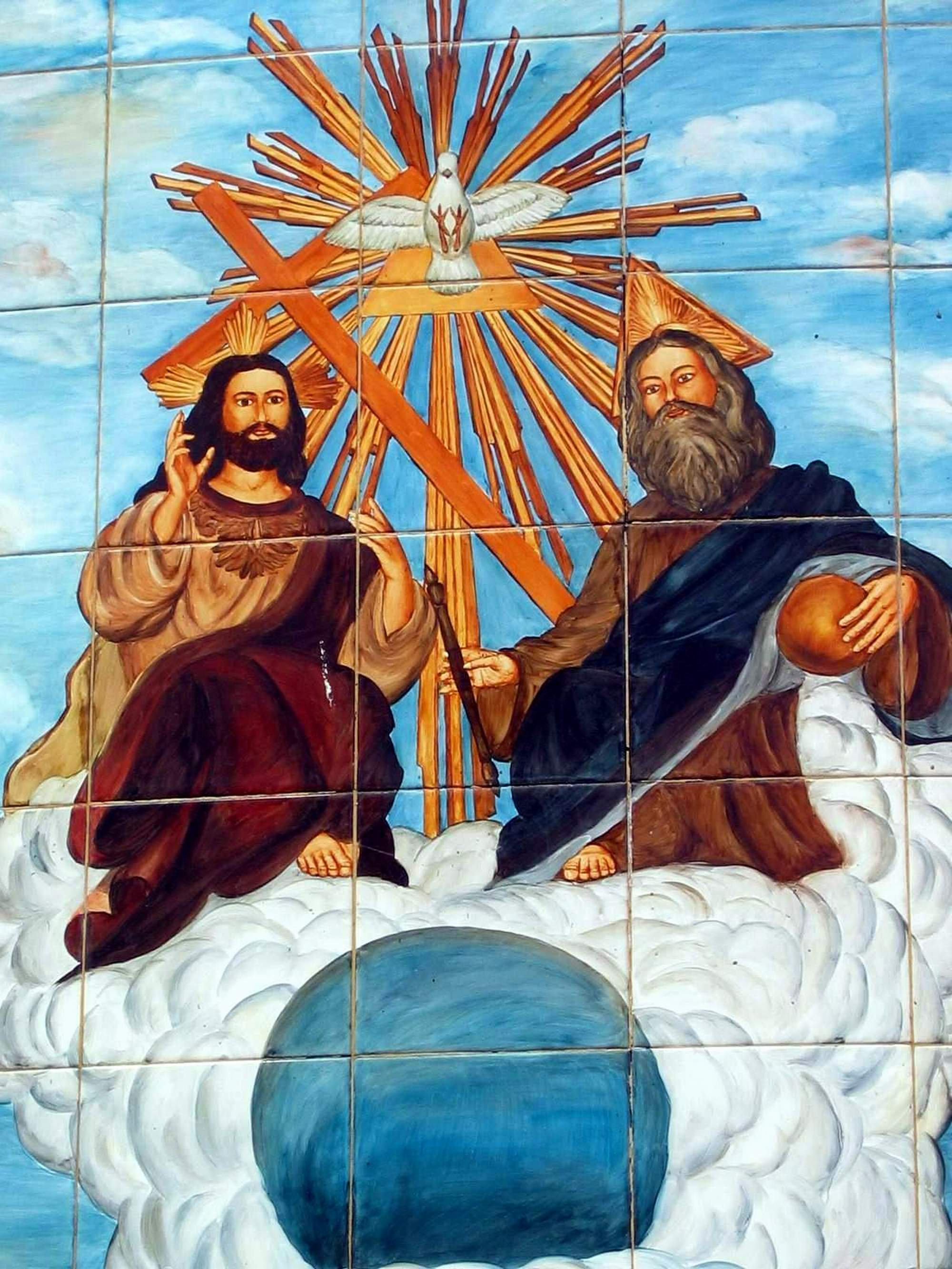
Detalle de plafón cerámico (Santísima Trinidad) en la «fuente del Tornajo» de Casas Altas (Valencia), año 1995.
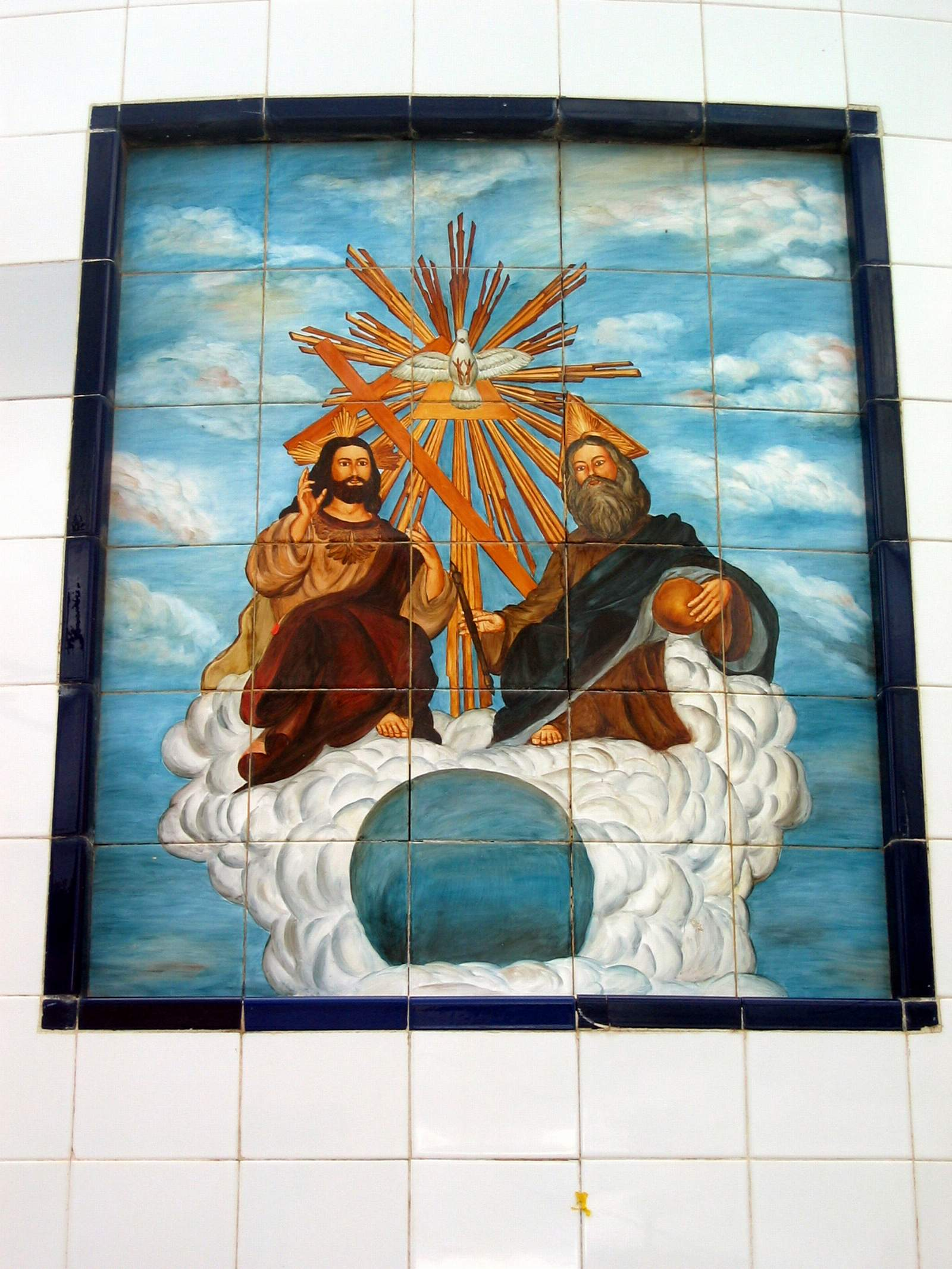
Detalle de plafón cerámico (Santísima Trinidad) en la «fuente del Tornajo» en Casas Altas (Valencia), año 1995.
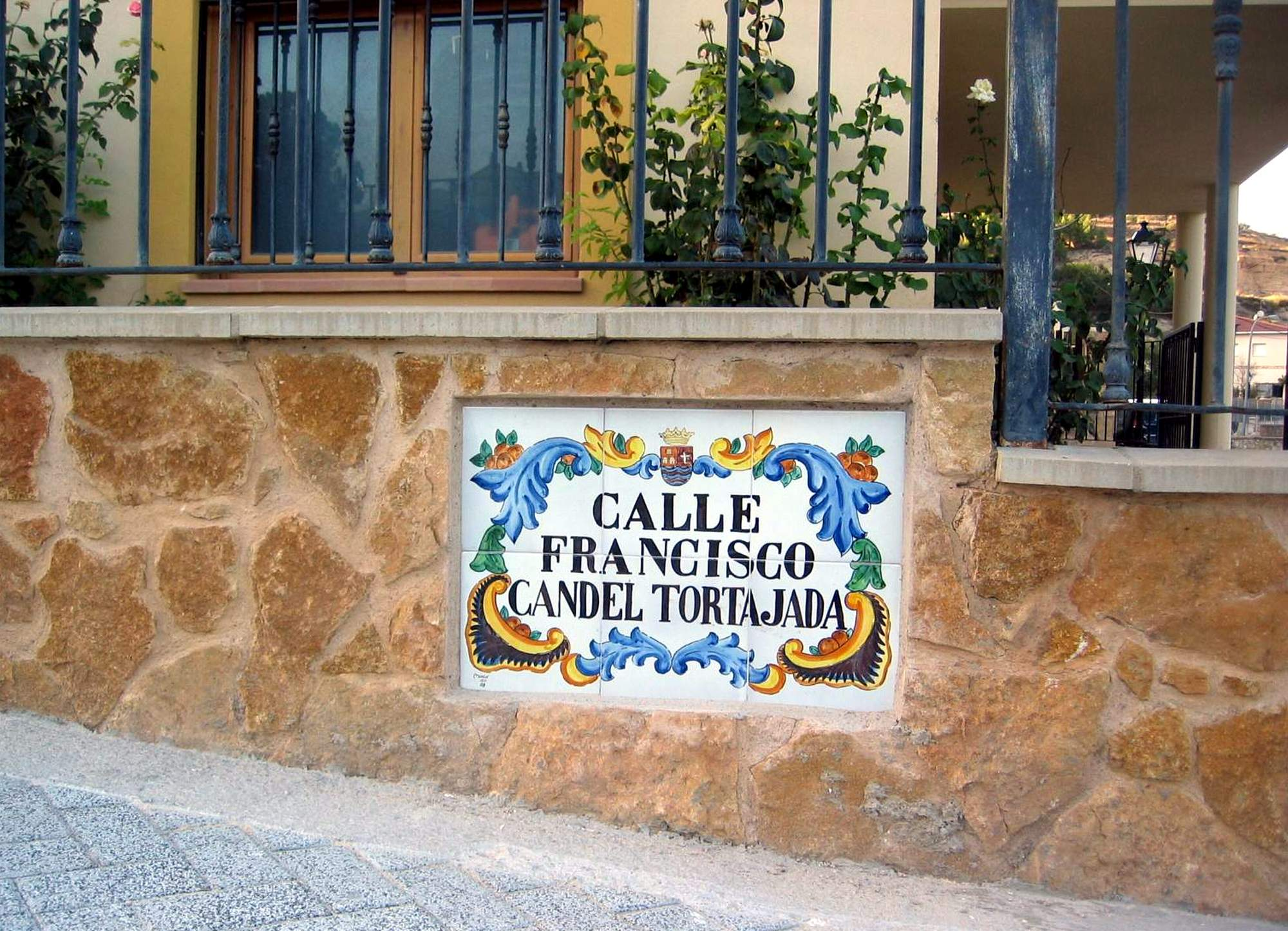
Detalle de plafón cerámico en la calle Francisco Candel Tortajada en Casas Altas (Valencia).
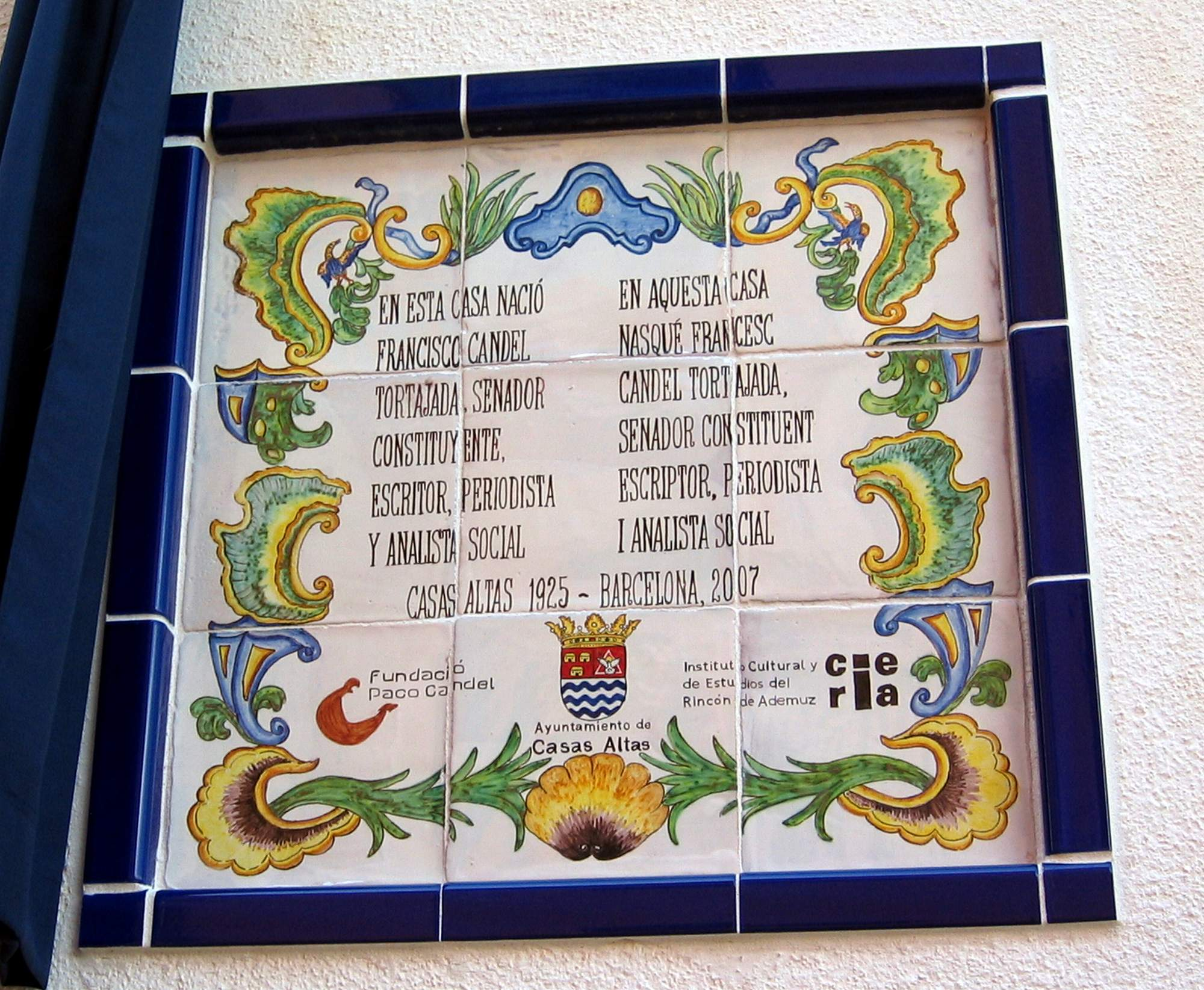
Detalle de plafón cerámico en homenaje al escritor casaltense Francisco Candel Tortajada en su casa natal de Casas Altas (Valencia).
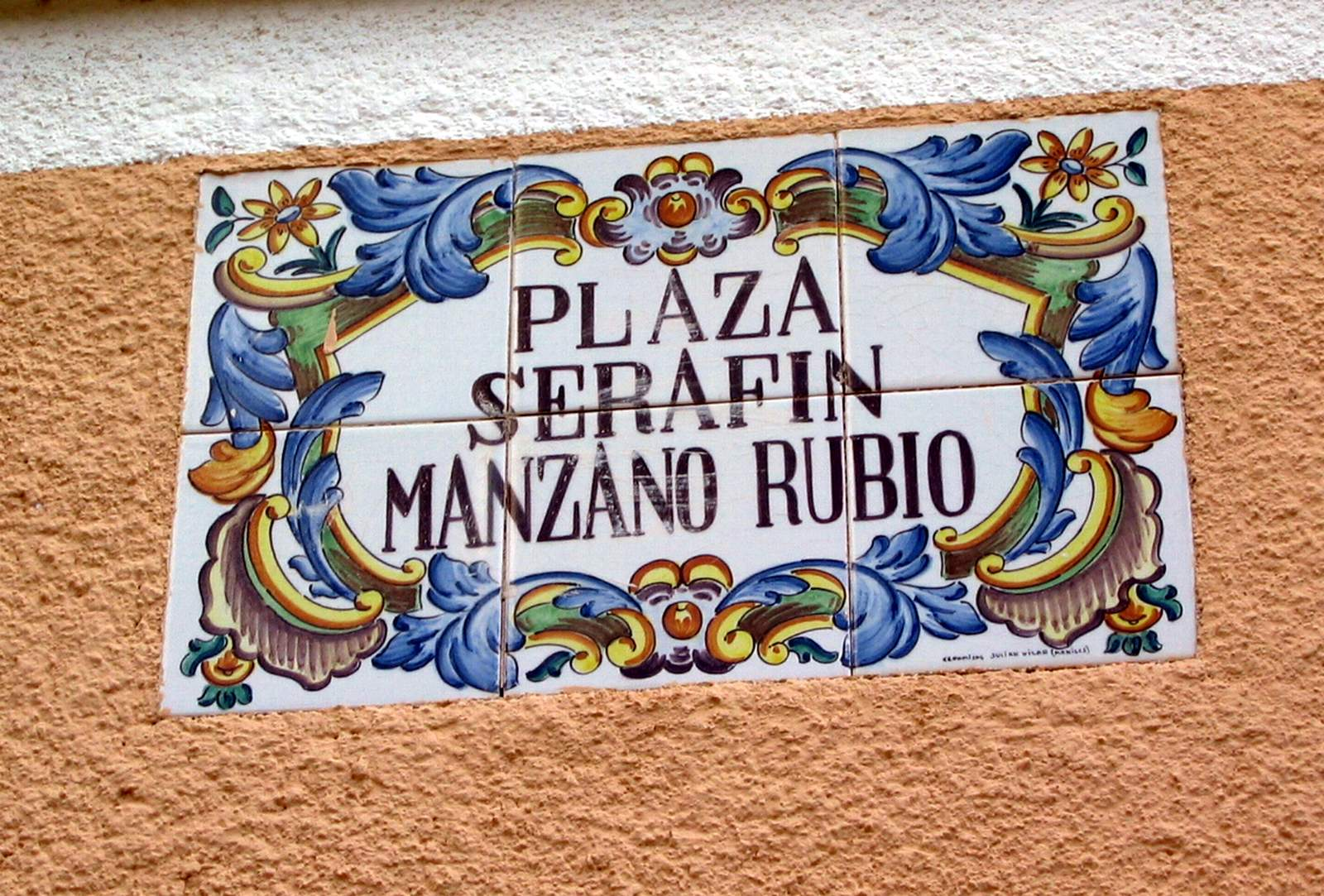
Detalle de plafón cerámico en el callejero de Casas Altas (Valencia), dedicado a personaje local.

### Casas Bajas

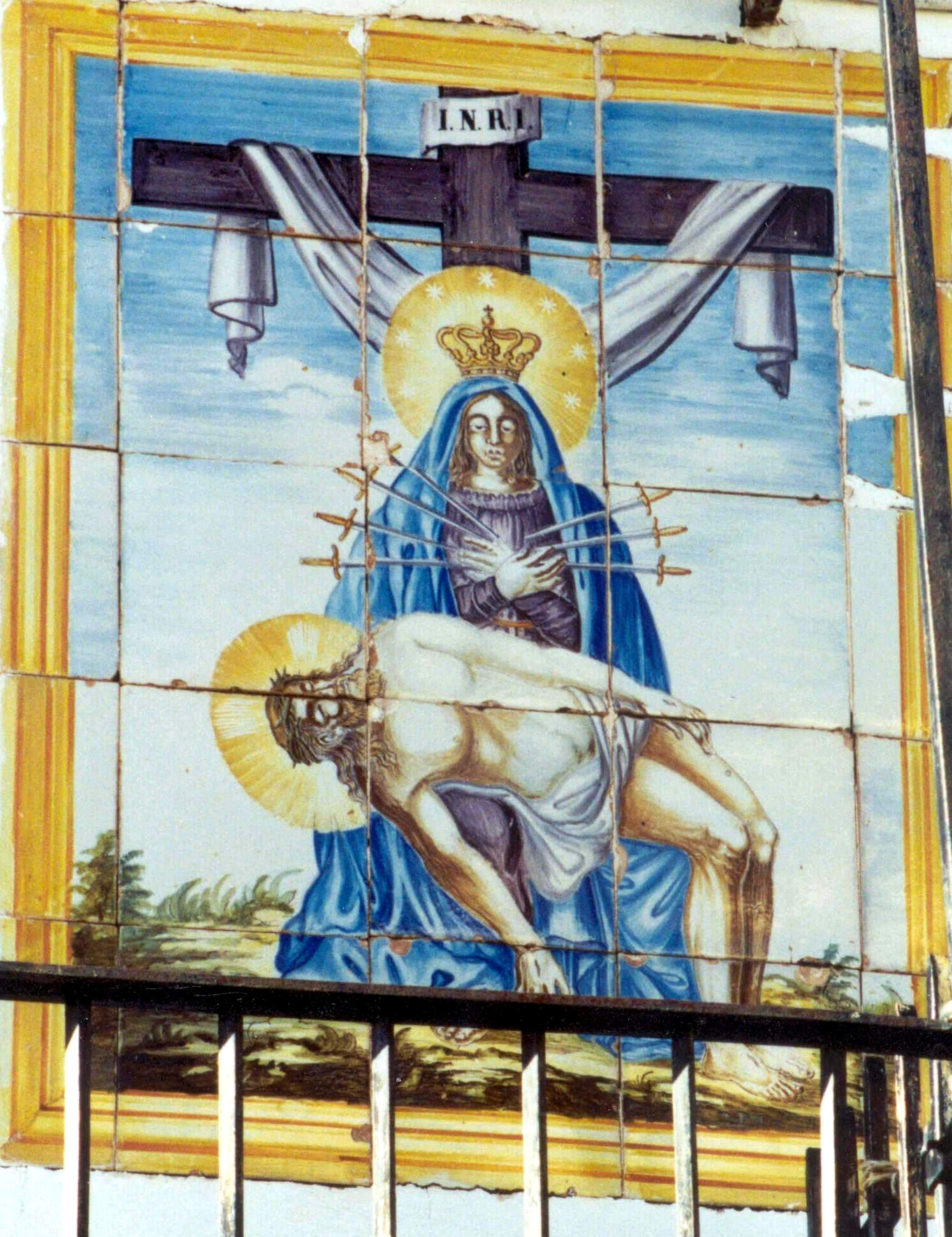
Detalle de plafón cerámico con la representación de la Virgen Dolorosa, sosteniendo a Jesús muerto, en la fachada de una casa de Casas Bajas (Valencia), s/f.
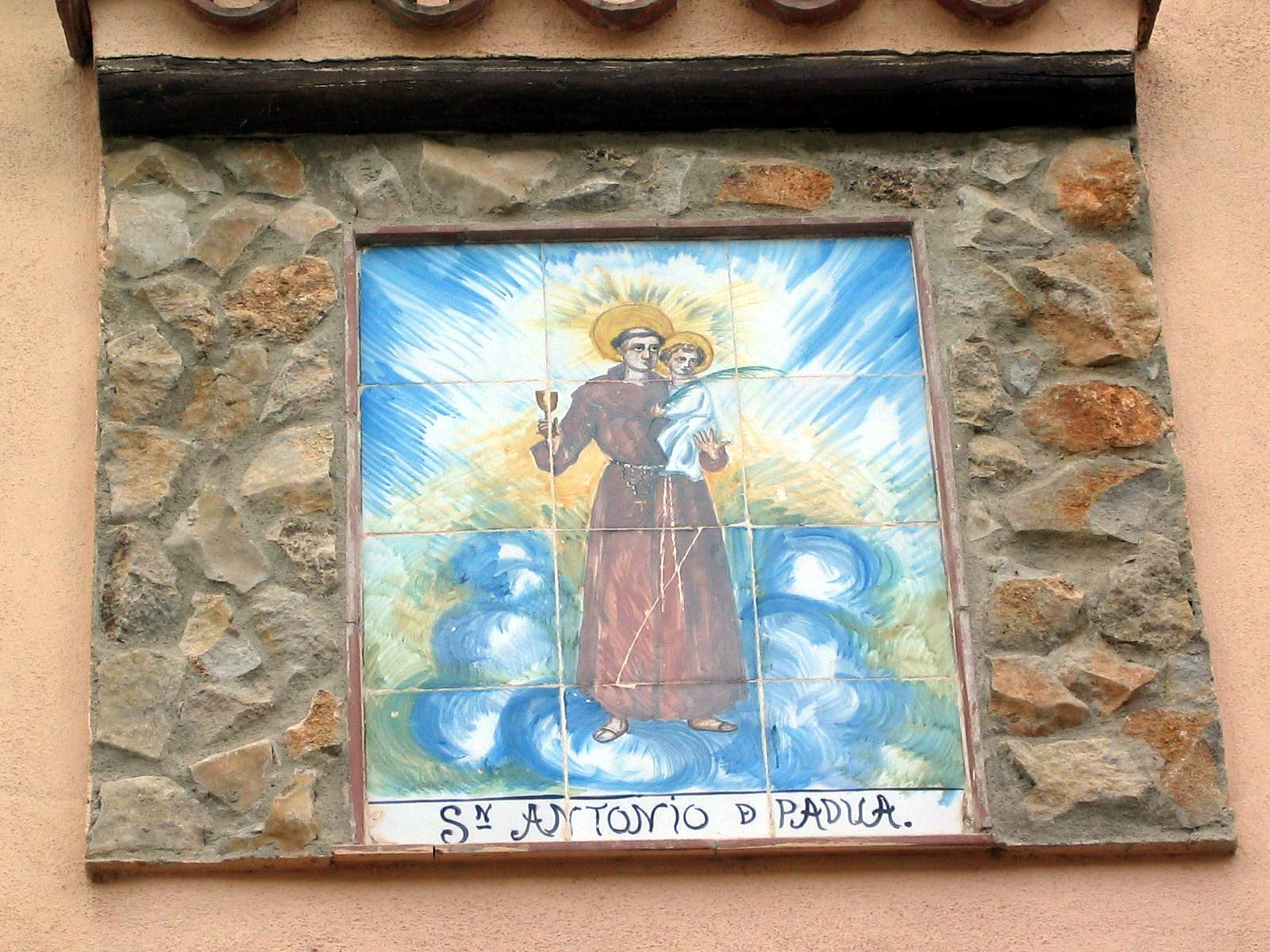
Vista de plafón de san Antonio de Padua en la fachada de una casa en Casas Bajas (Valencia), s/f.
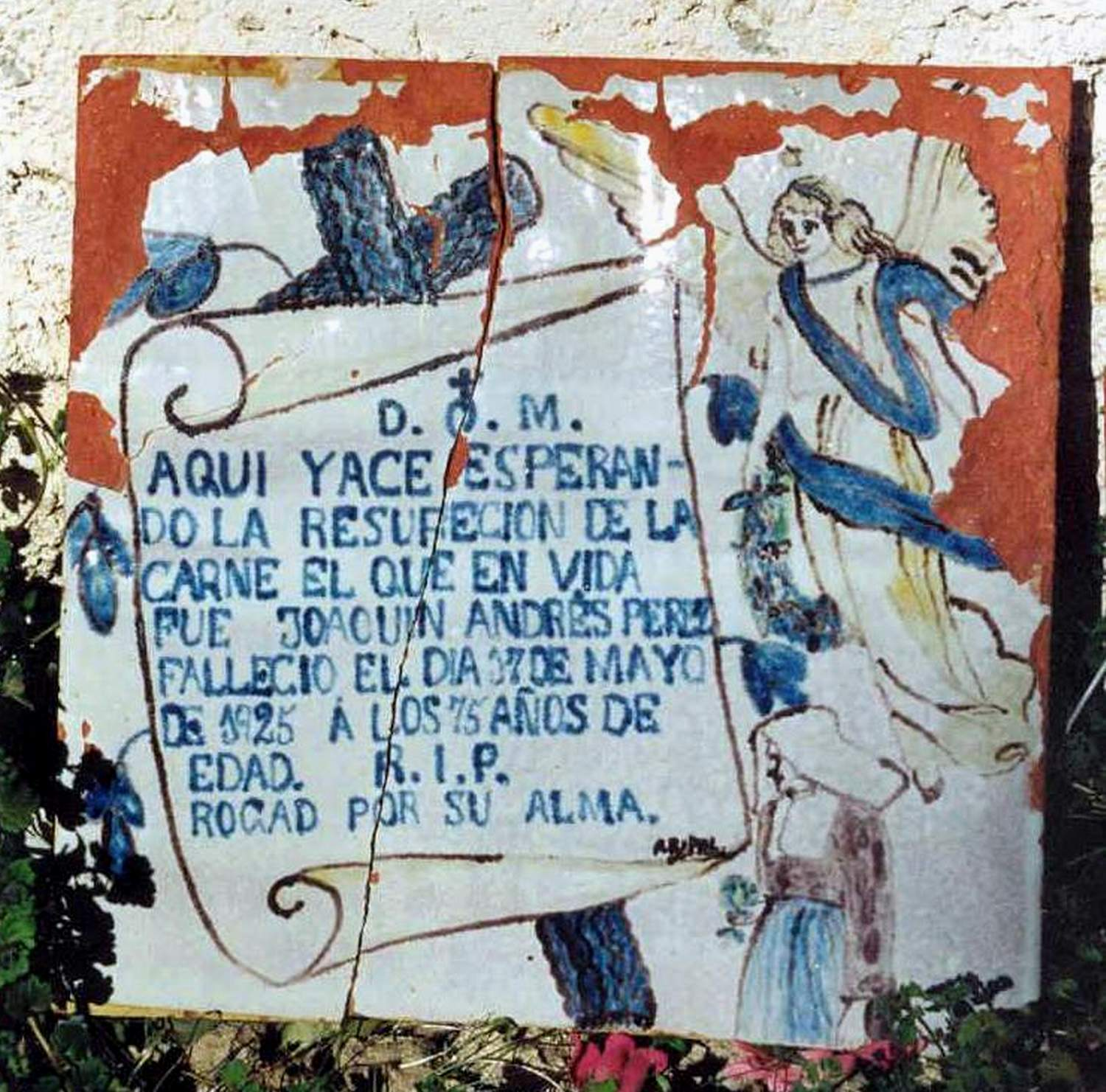
Detalle de ladrillo cerámico (señalización de pared) en el cementerio municipal de Casas Bajas (Valencia), año 1925.
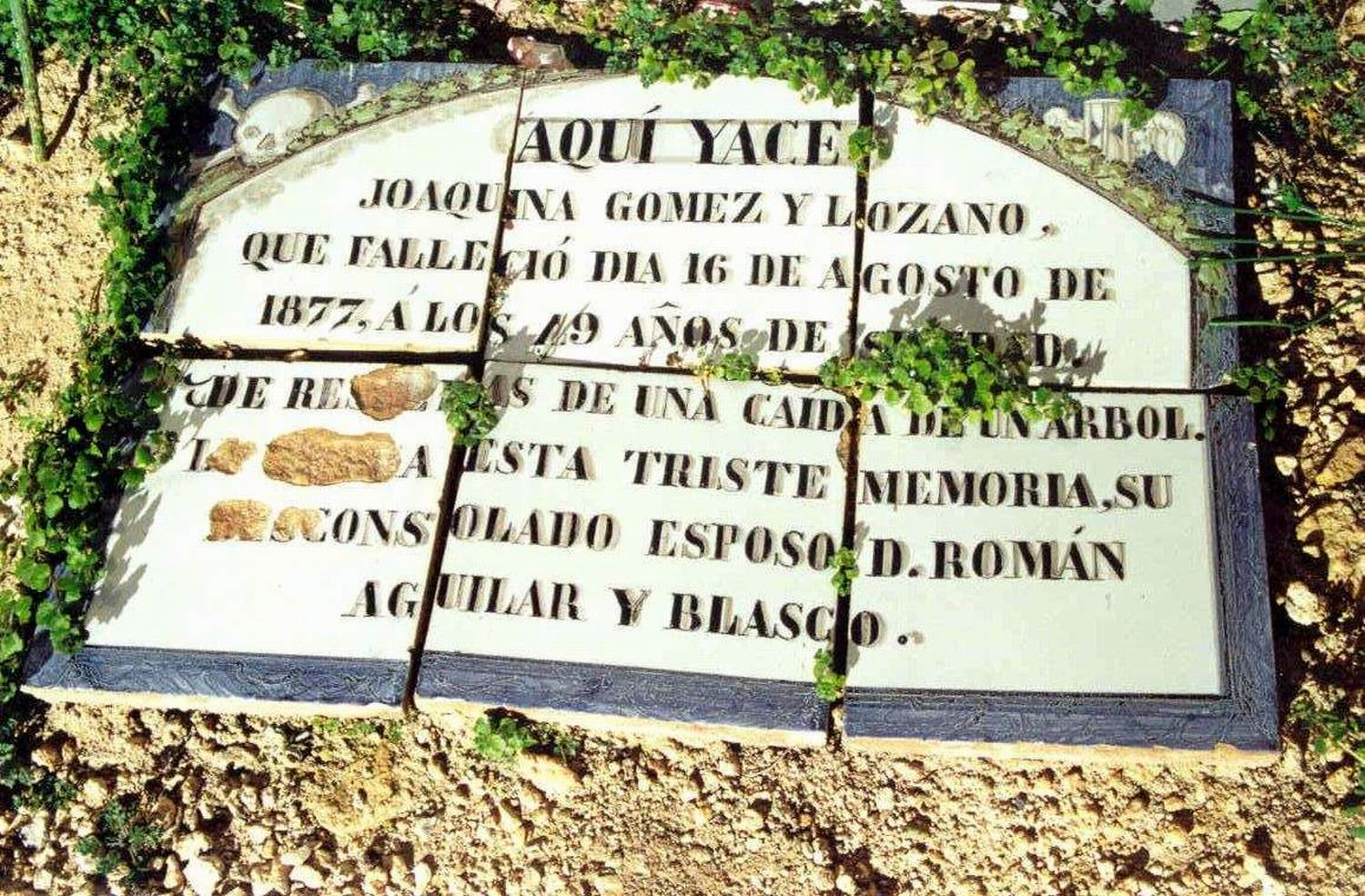
Detalle de plafón (señalización de pared) en el cementerio municipal de Casas Bajas (Valencia), año 1877.
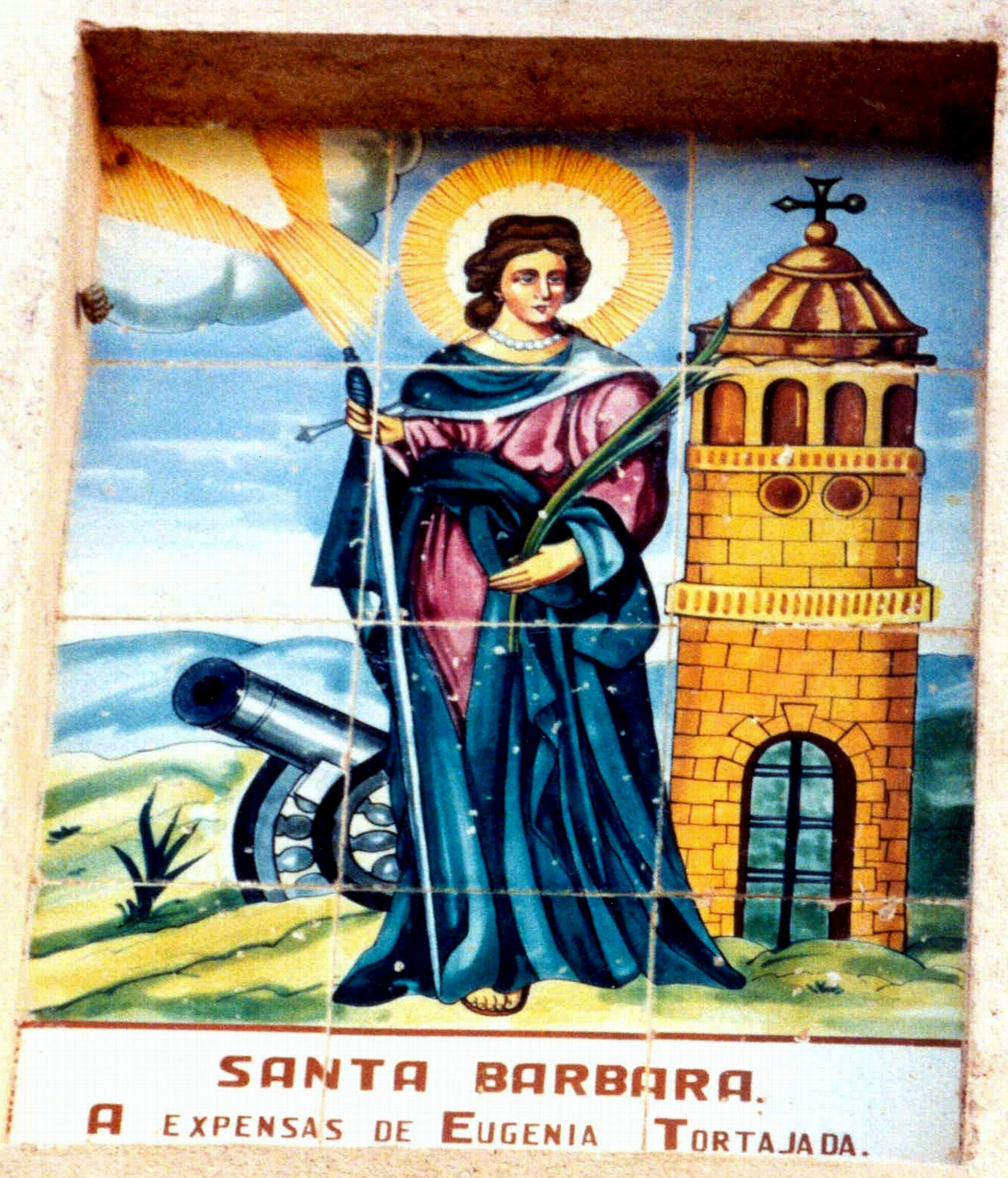
Detalle de plafón con la representación de santa Bárbara en una hornacina de la fachada principal de la Iglesia parroquial del Salvador (Casas Bajas), s/f.
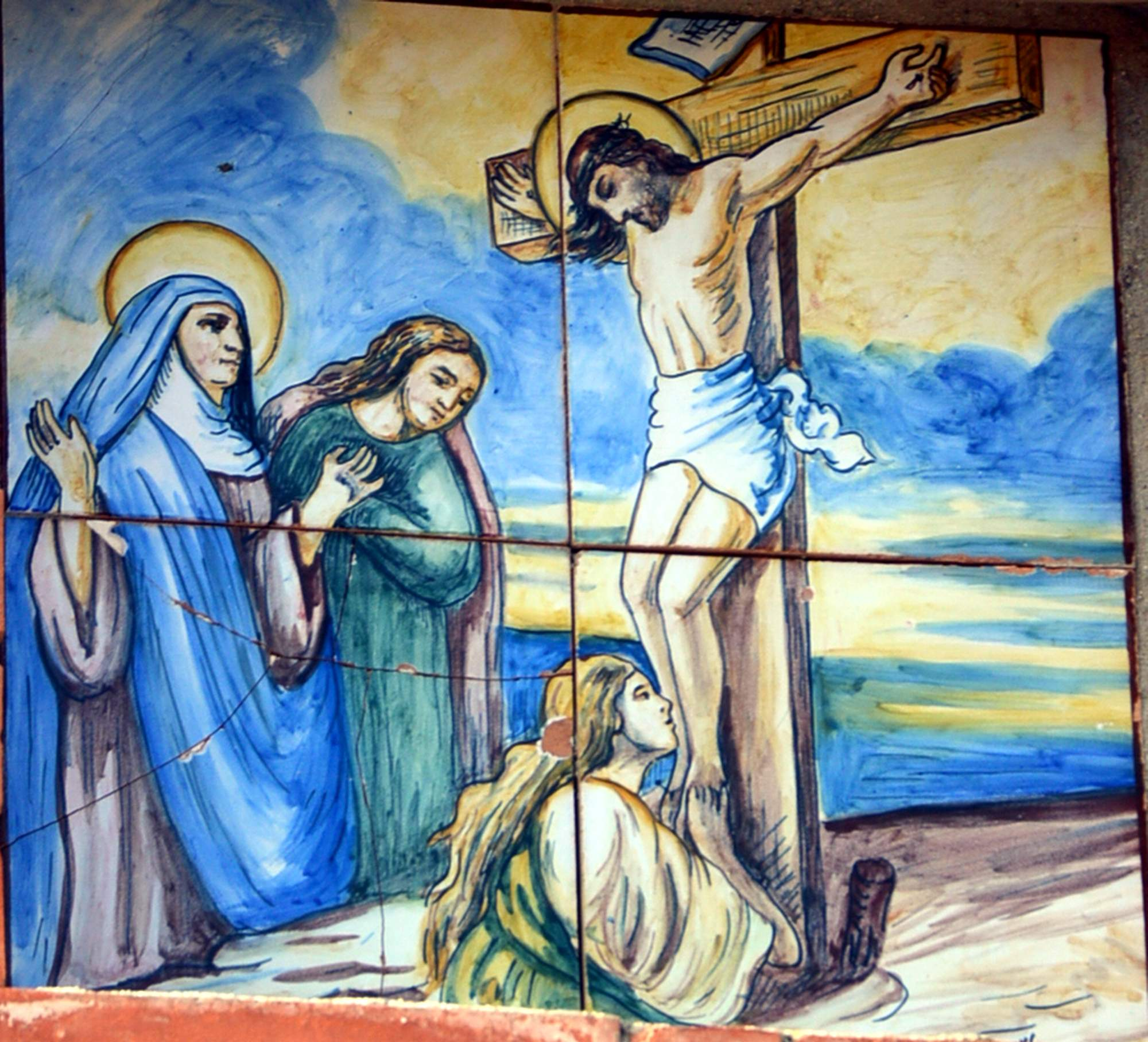
Detalle de plafón correspondiente a la Estación XII del Viacrucis de Casas Bajas (Valencia): Jesús muere en la cruz.
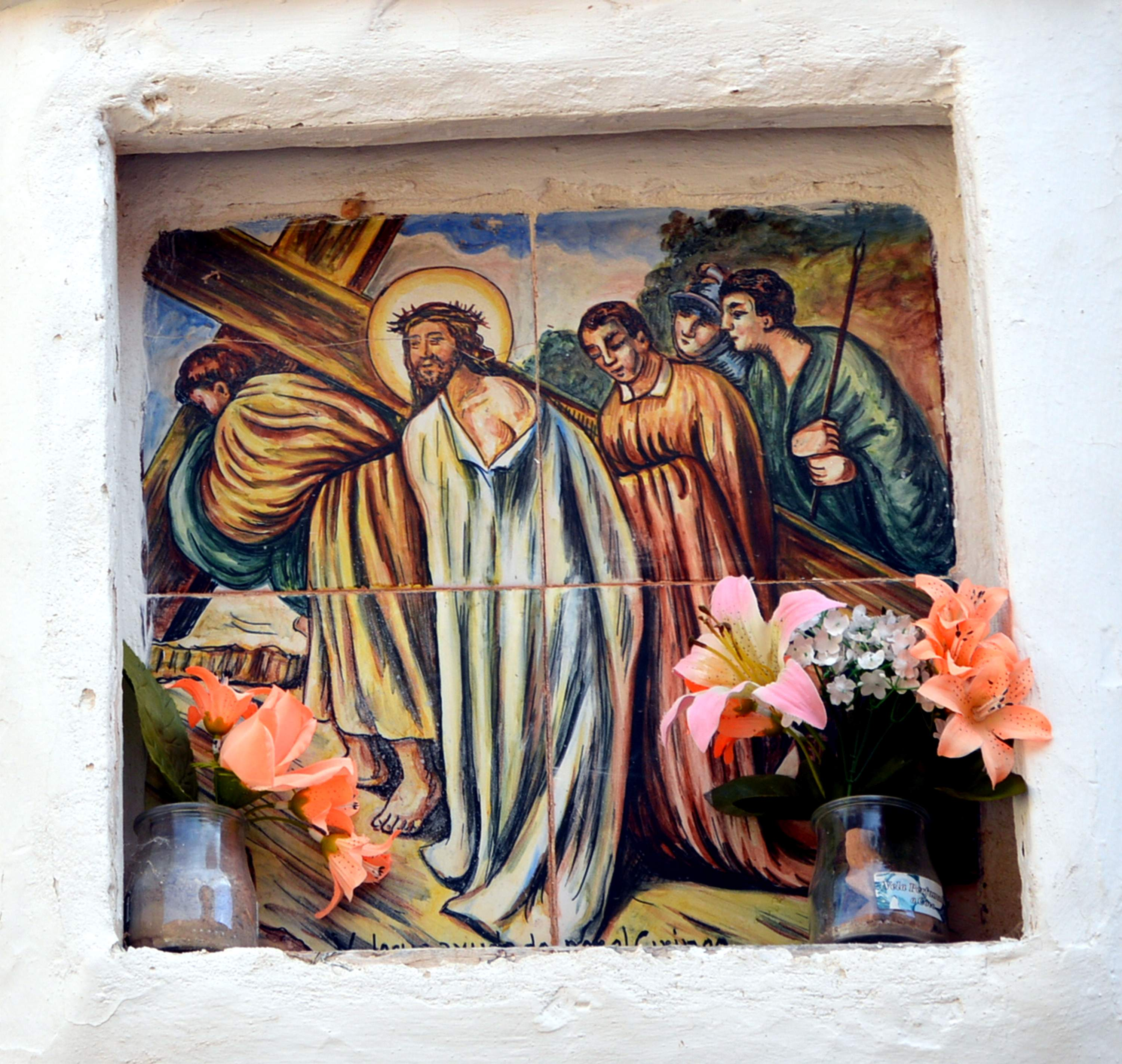
Detalle de plafón correspondiente a la Estación V del Viacrucis de Casas Bajas (Valencia): Jesús es ayudado por el Cireneo.
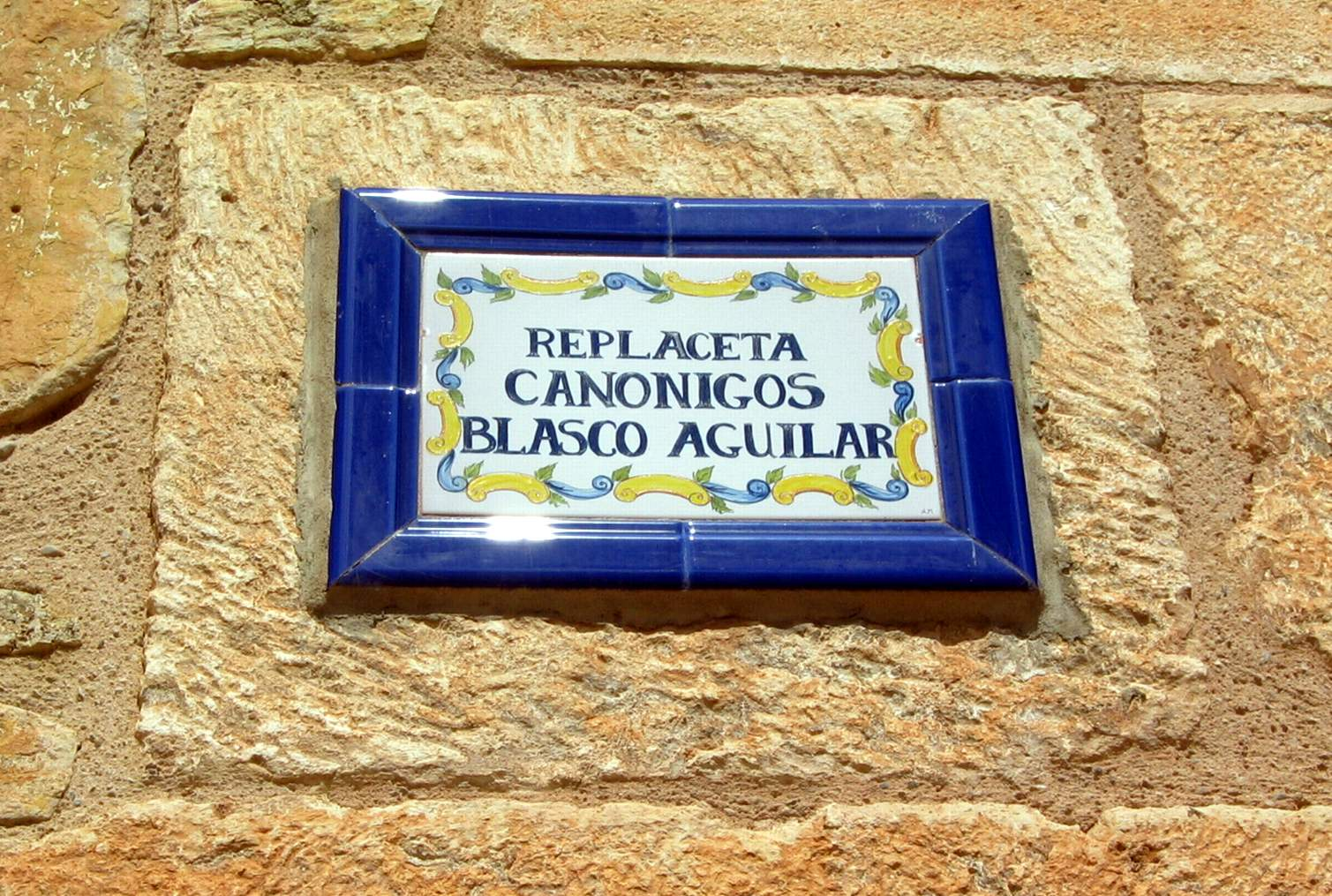
Detalle de ladrillo cerámico en la Iglesia parroquial del Salvador (Casas Bajas), s/f.

### Castielfabib

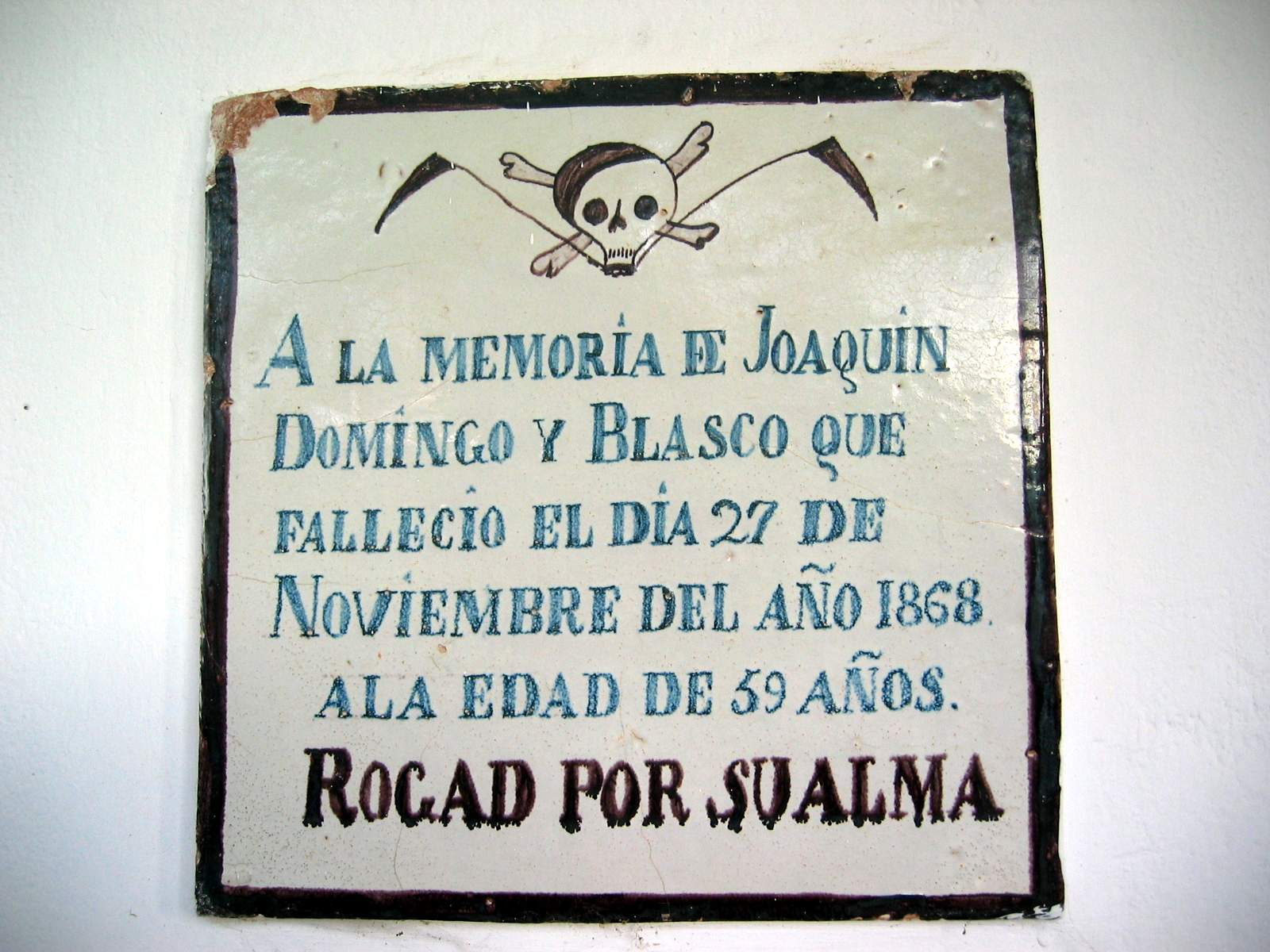
Detalle de ladrillo cerámico (señalización funeraria de pared) en el cementerio de Los Santos, Castielfabib (Valencia), año 1868.
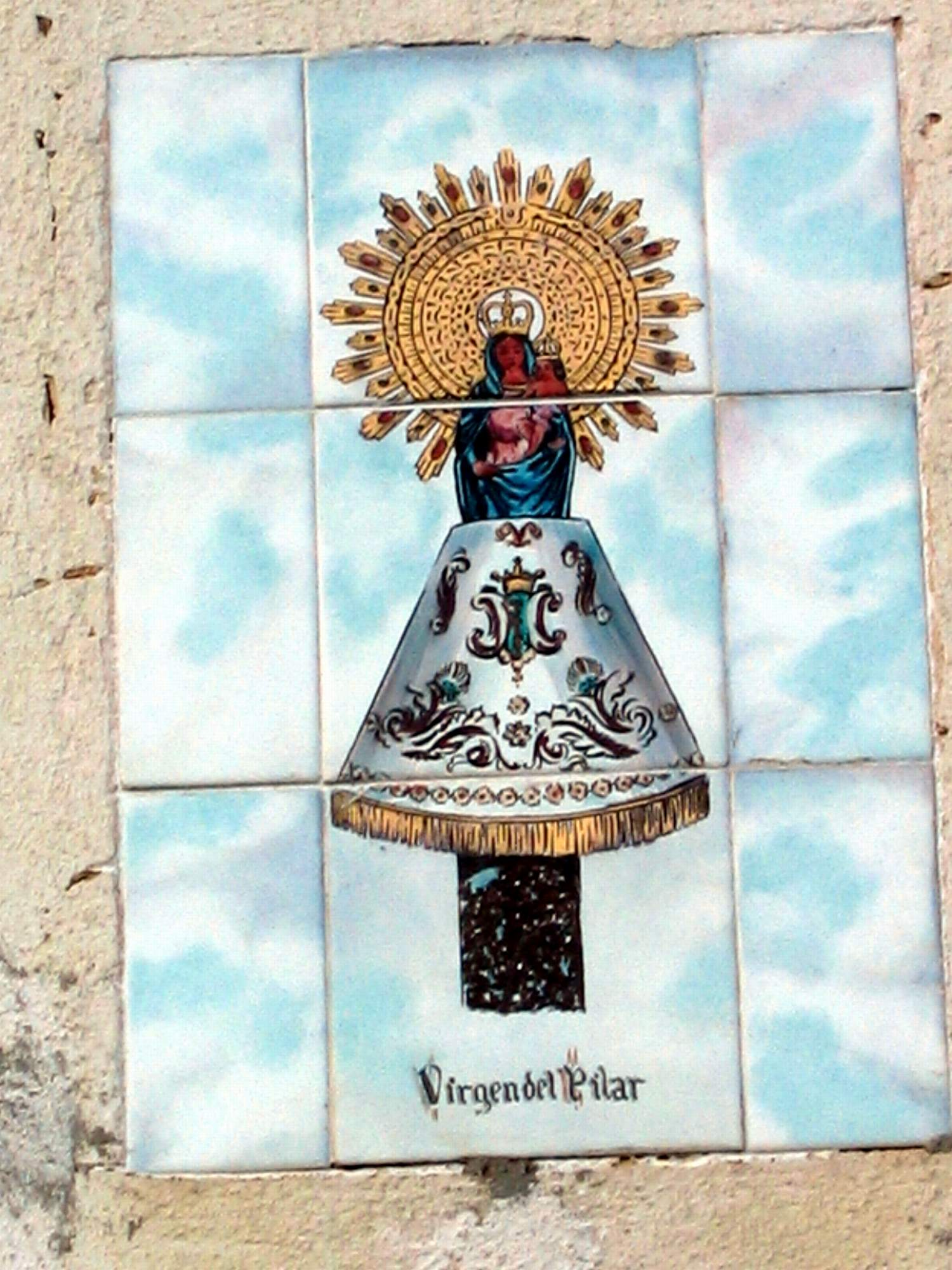
Detalle de plafón cerámico con la imagen de la Virgen del Pilar en Los Santos, Castielfabib (Valencia). Siglo XX.

### Puebla de San Miguel

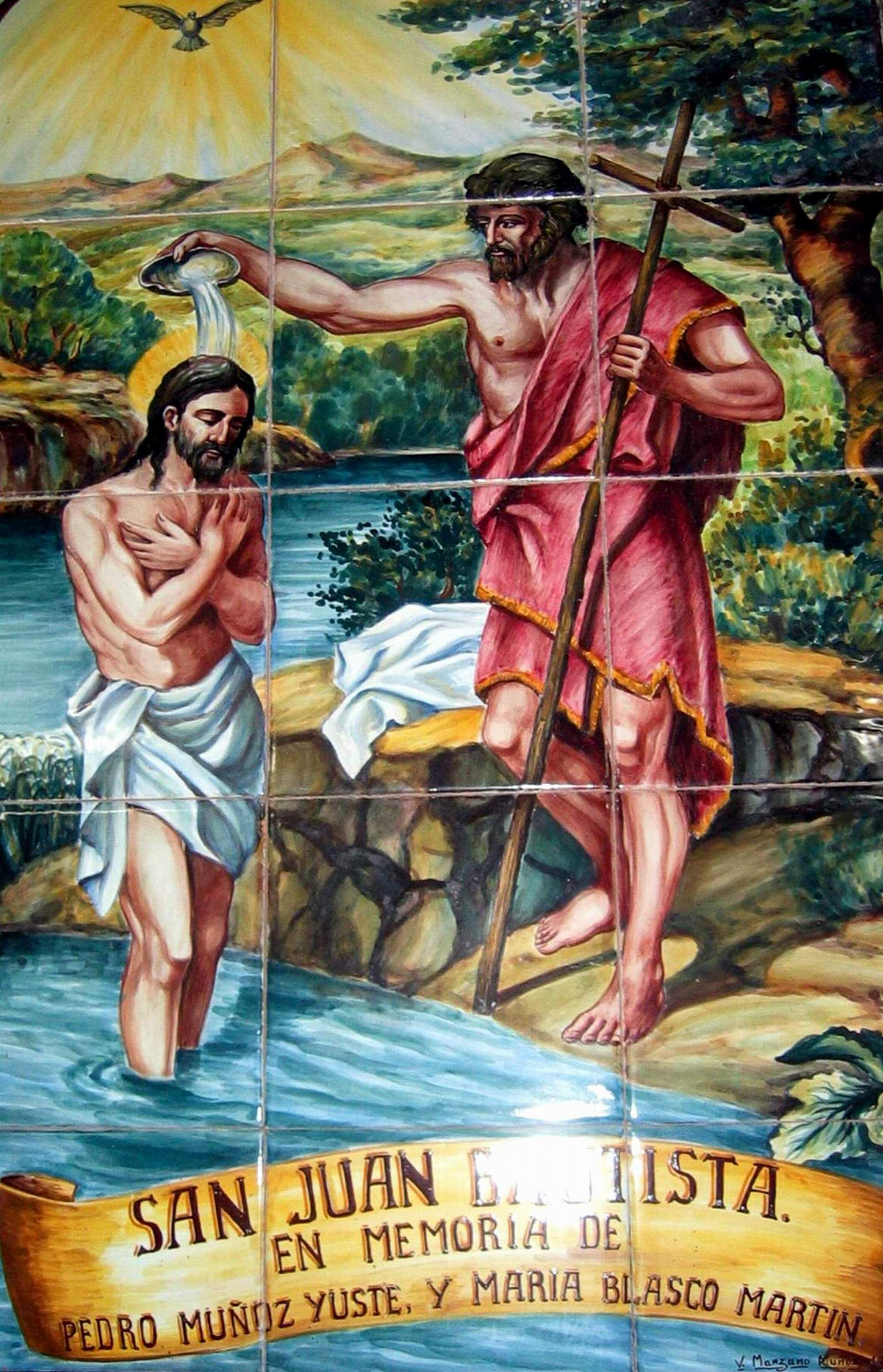
Detalle de plaflón cerámico de san Juan Bautista en la parroquial de Puebla de San Miguel (Valencia), V. Manzano Muñoz, año 1959.
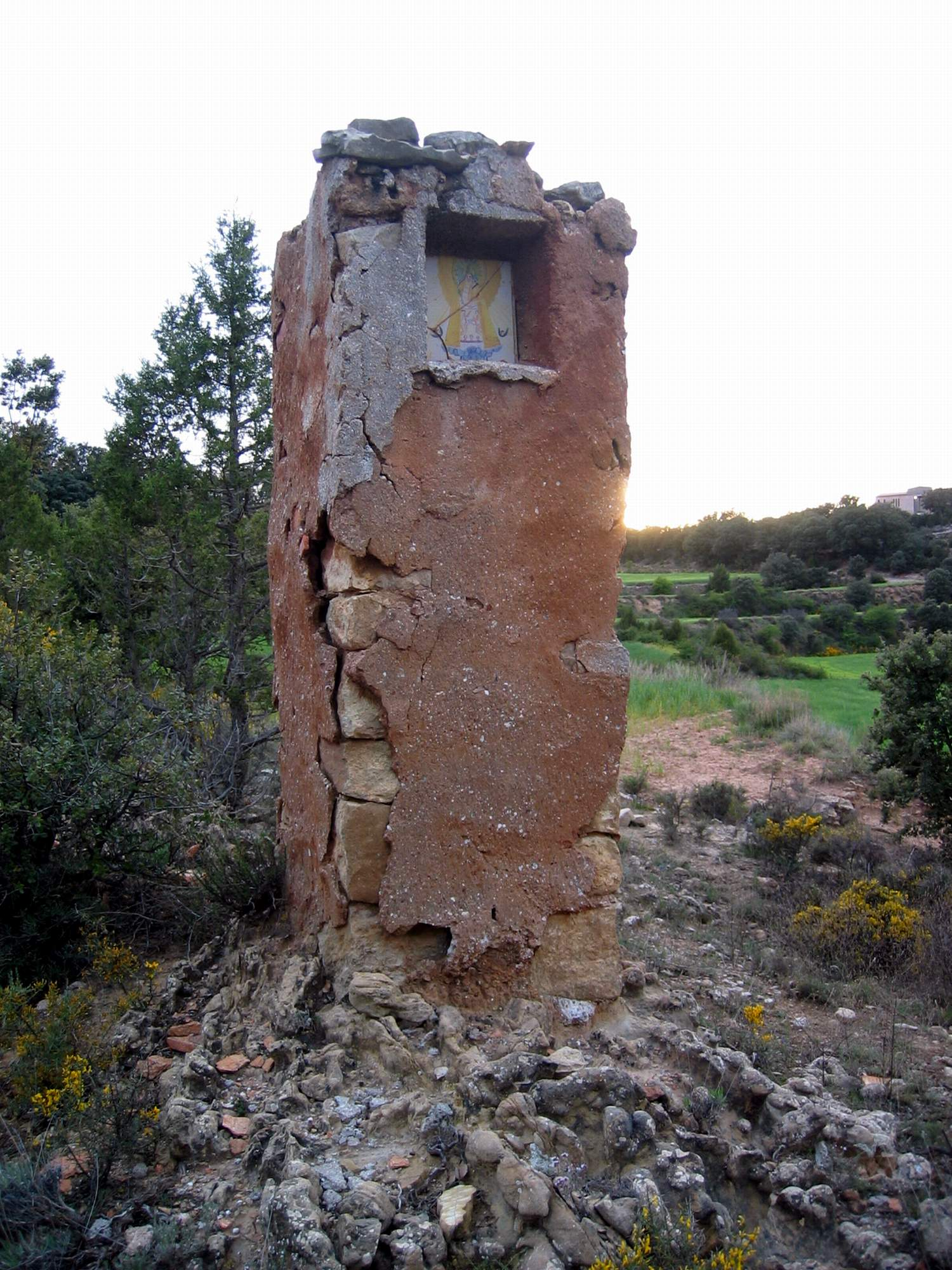
Detalle de pilón con ladrillo cerámico de la Virgen de los Desamparados en Puebla de San Miguel (Valencia), antes de su restauración, s/f.
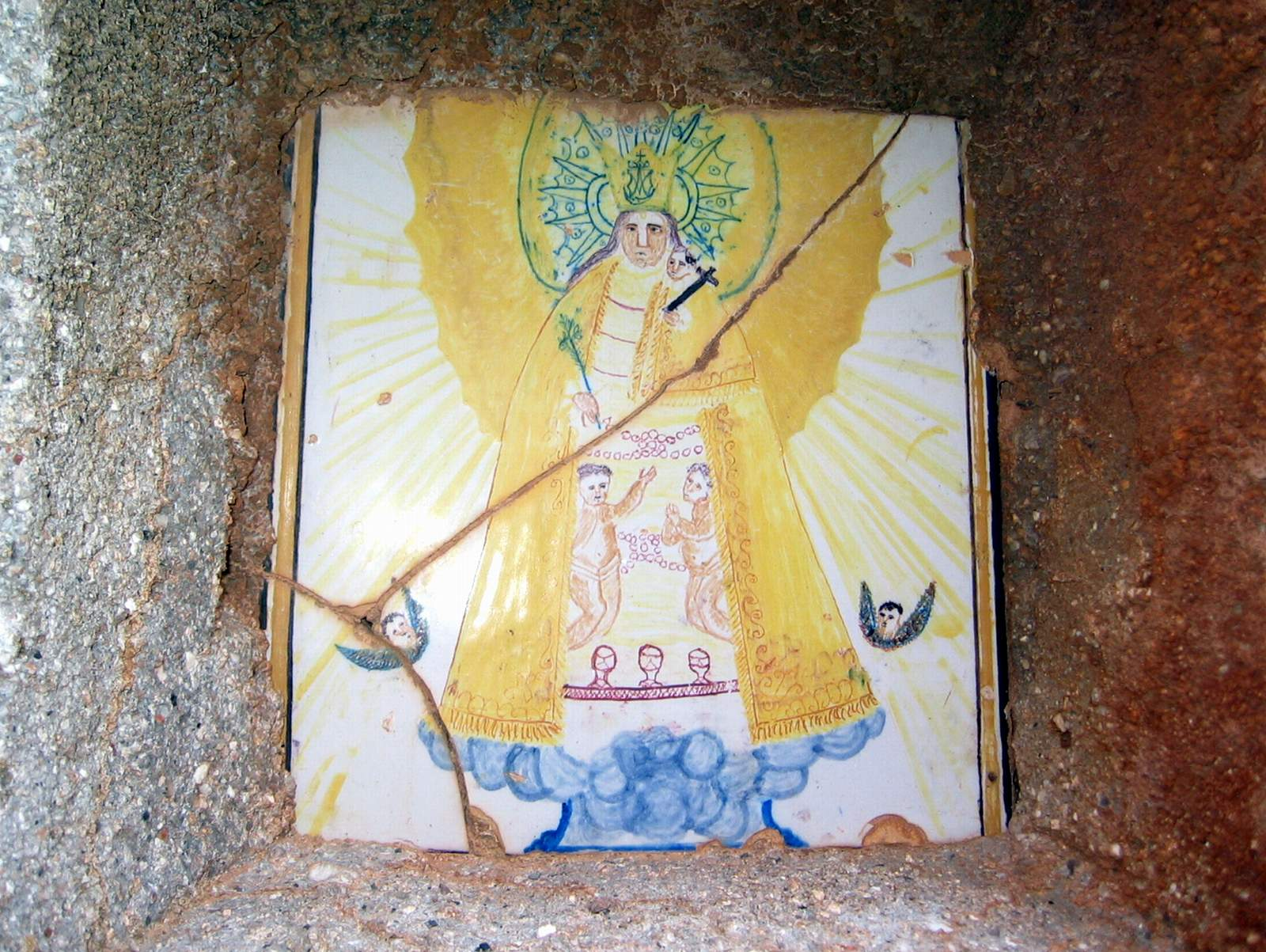
Detalle de ladrillo de cerámica en un pilón de Puebla de San Miguel (Valencia), antes de su restauración, s/f.
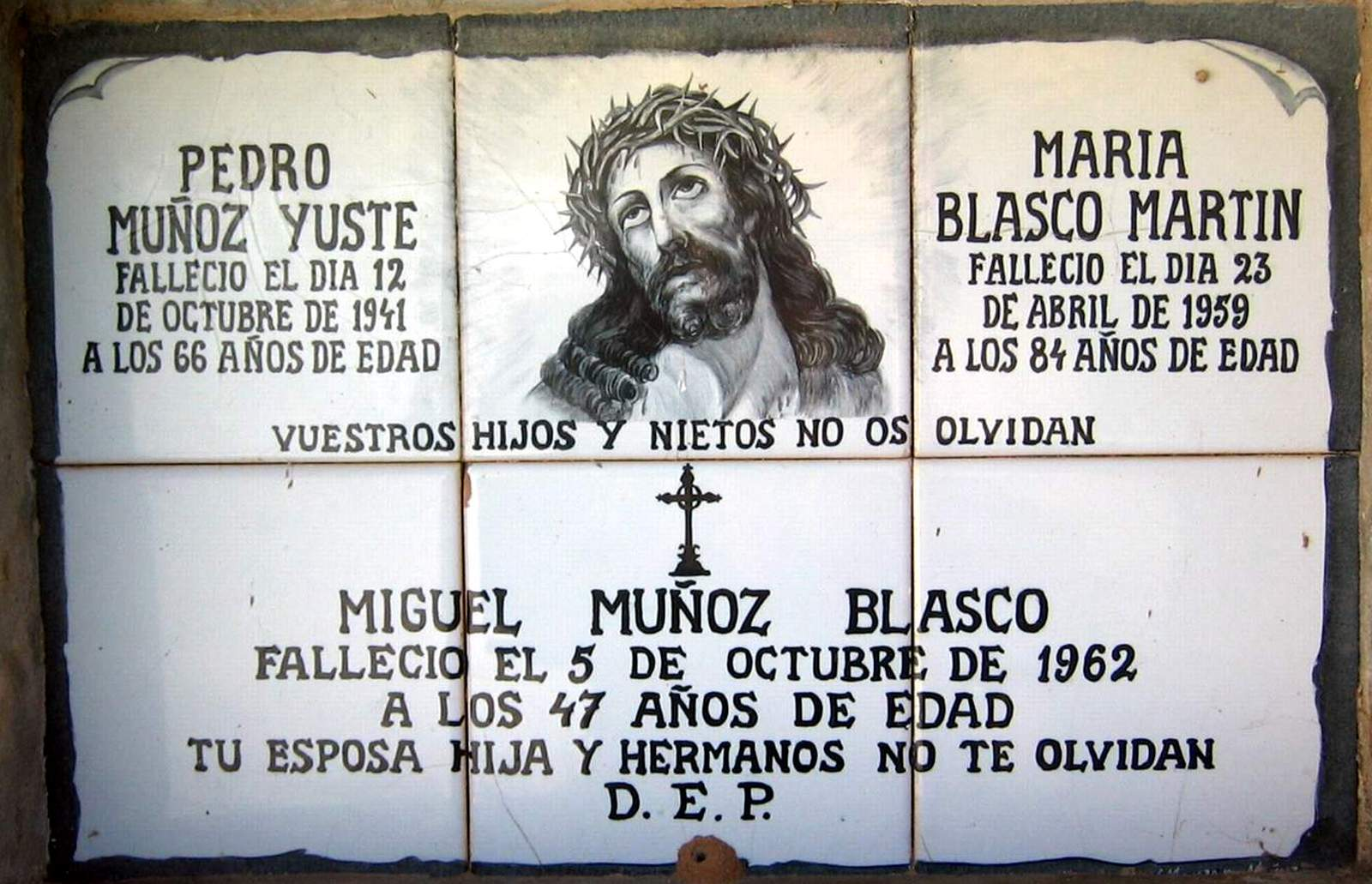
Detalle de plafón (señalización funeraria de pared) en el cementerio viejo de Puebla de San Miguel (Valencia), año 1962.
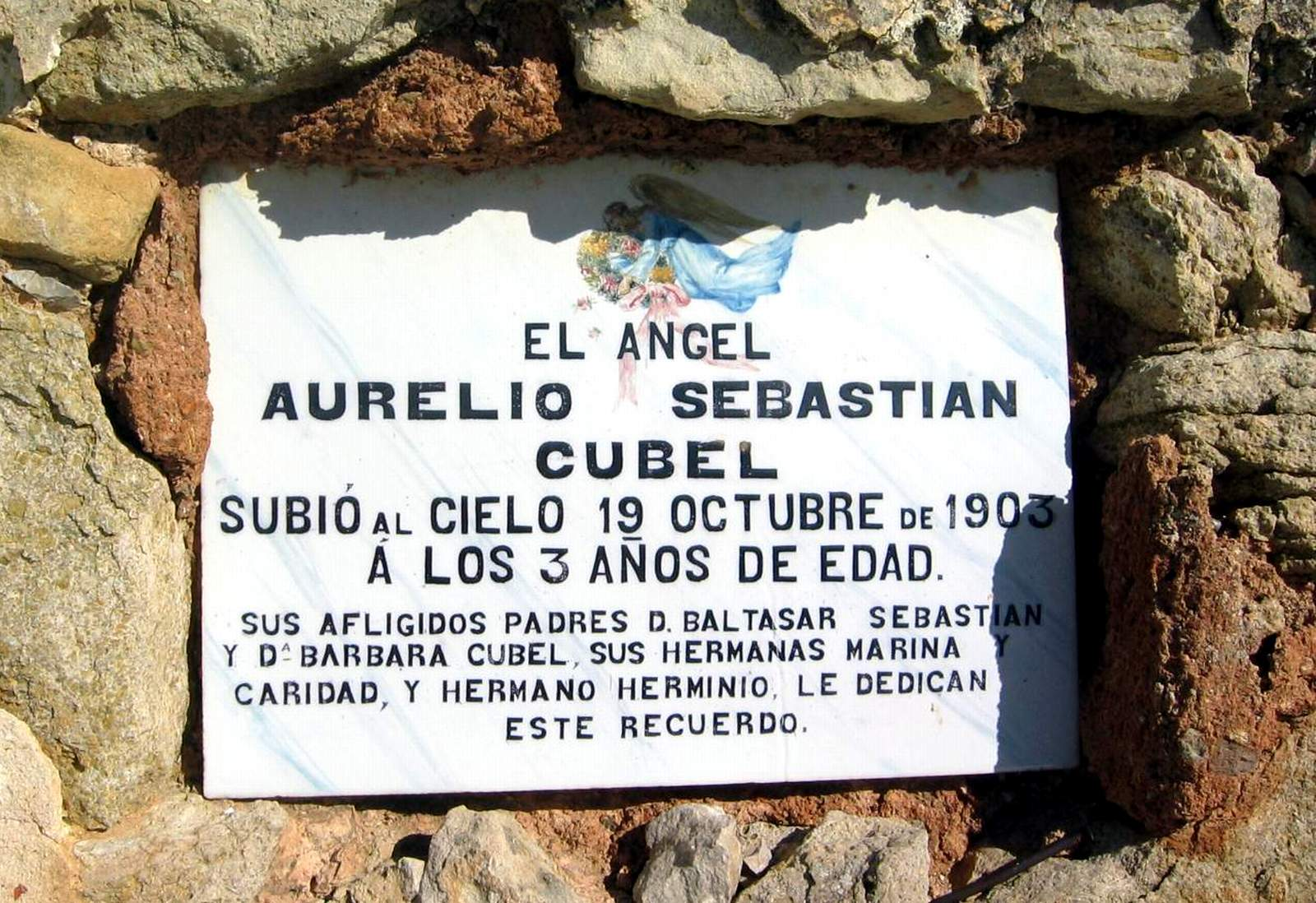
Detalle de ladrillo de cerámica (señalización funeraria de pared) en el cementerio viejo de Puebla de San Miguel (Valencia), año 1903.
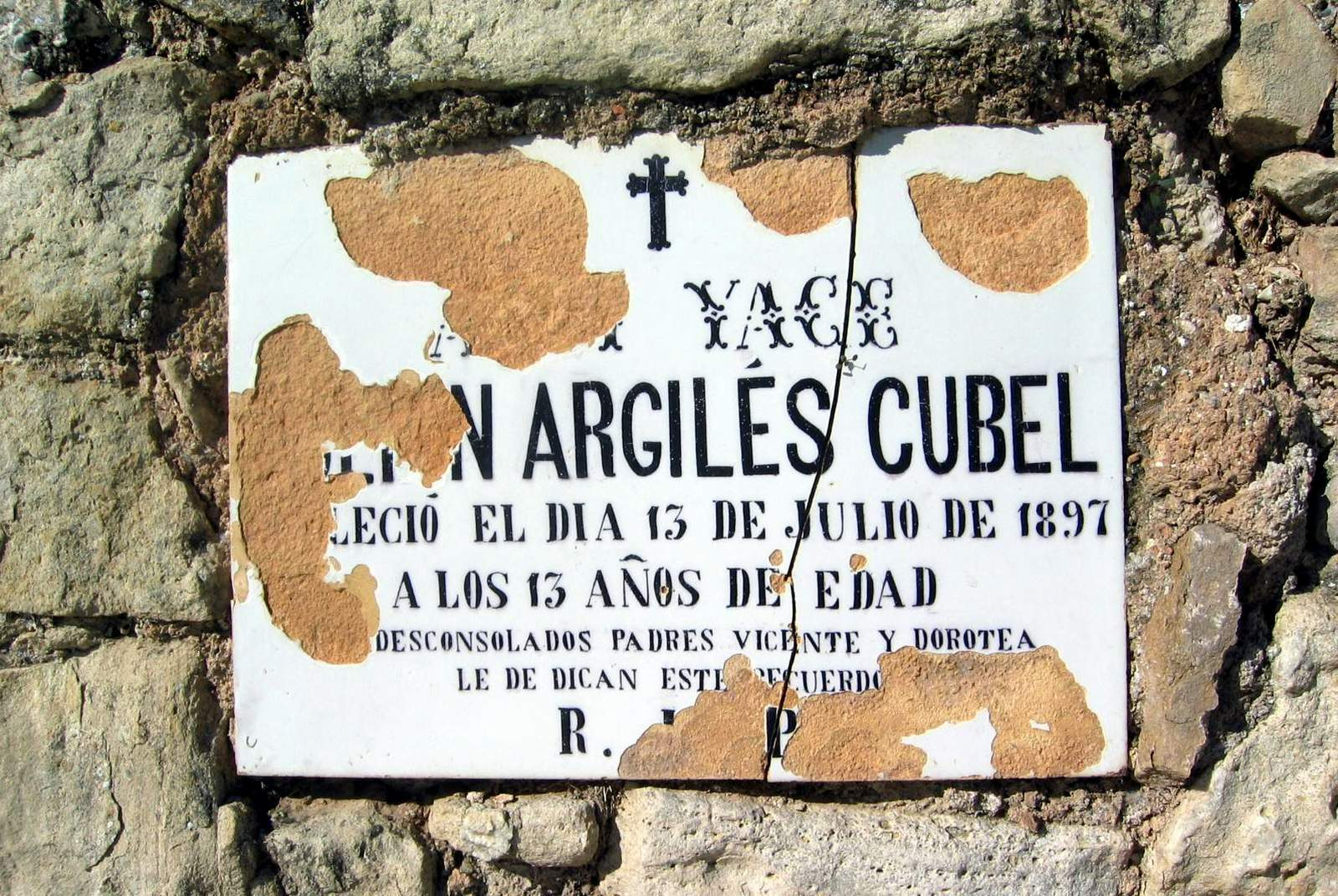
Detalle de ladrillo de cerámica (señalización funeraria de pared) en el cementerio viejo de Puebla de San Miguel (Valencia), año 1897.
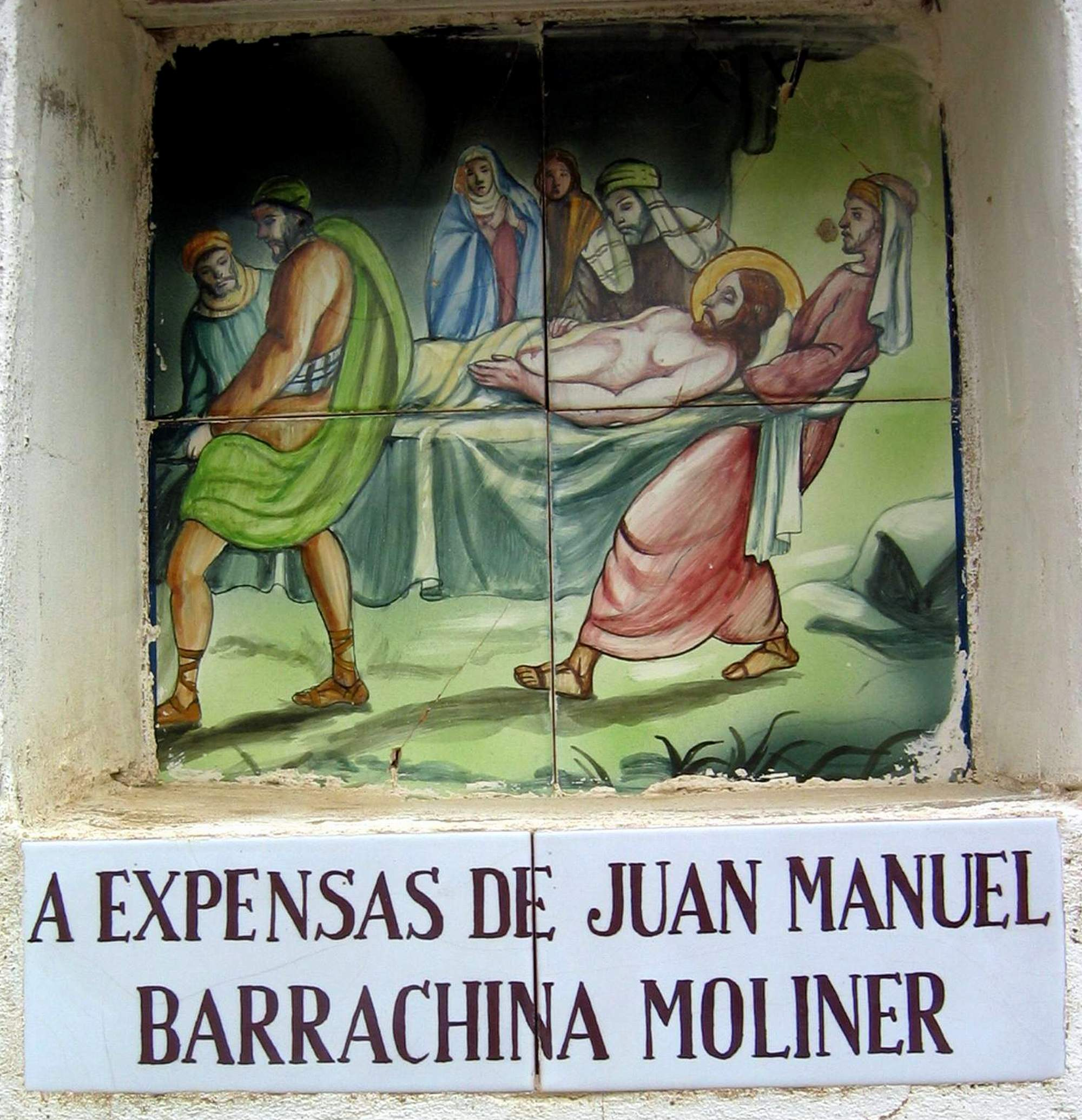
Detalle de plafón cerámico correspondiente a la Estación XIV del Viacrucis de Puebla de San Miguel (Valencia): Jesús es sepultado.
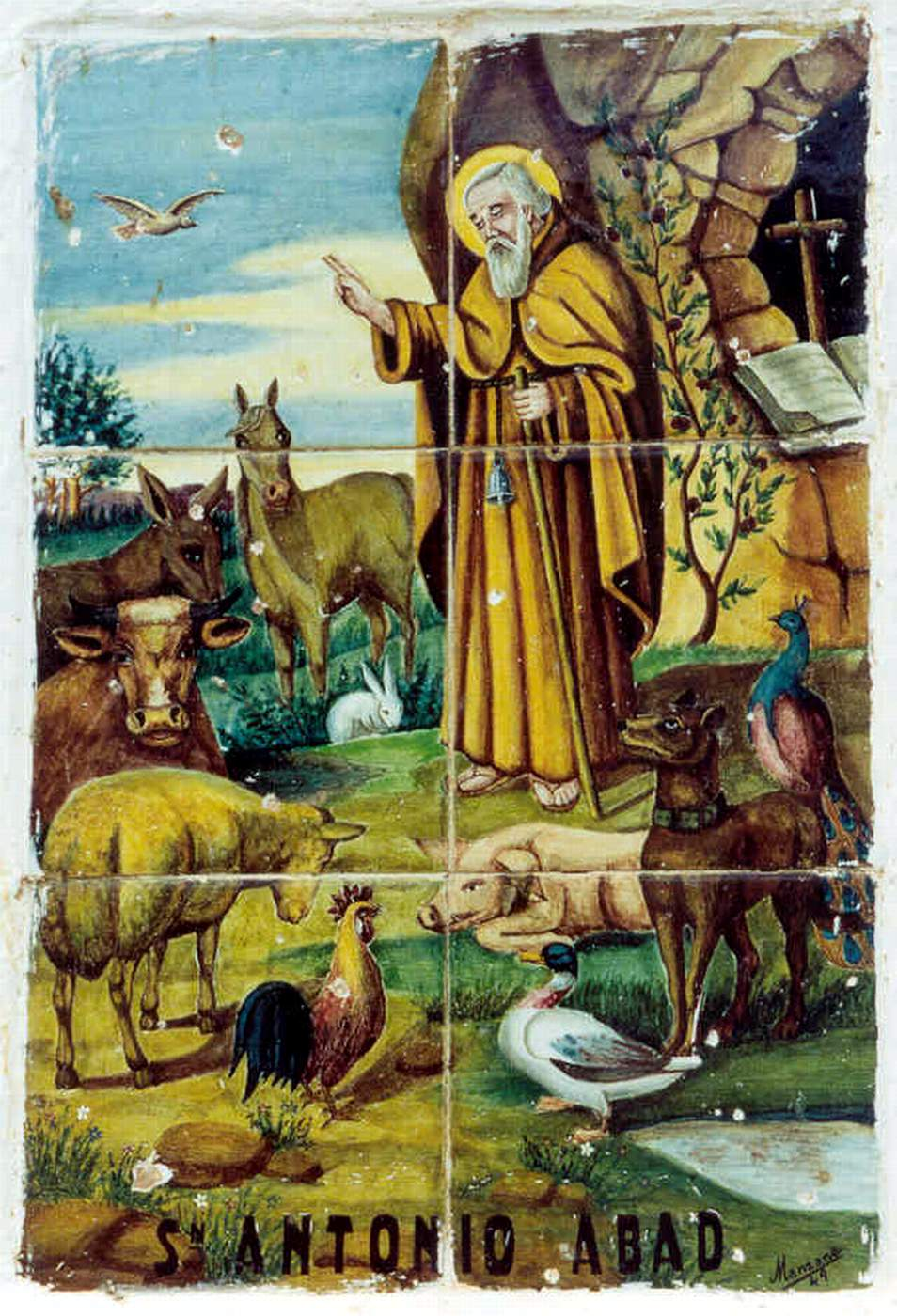
Detalle de plafón cerámico con la representación de San Antonio Abad, «San Antón», en la «fuente de Arriba» de Puebla de San Miguel (Valencia), Manzano 49.
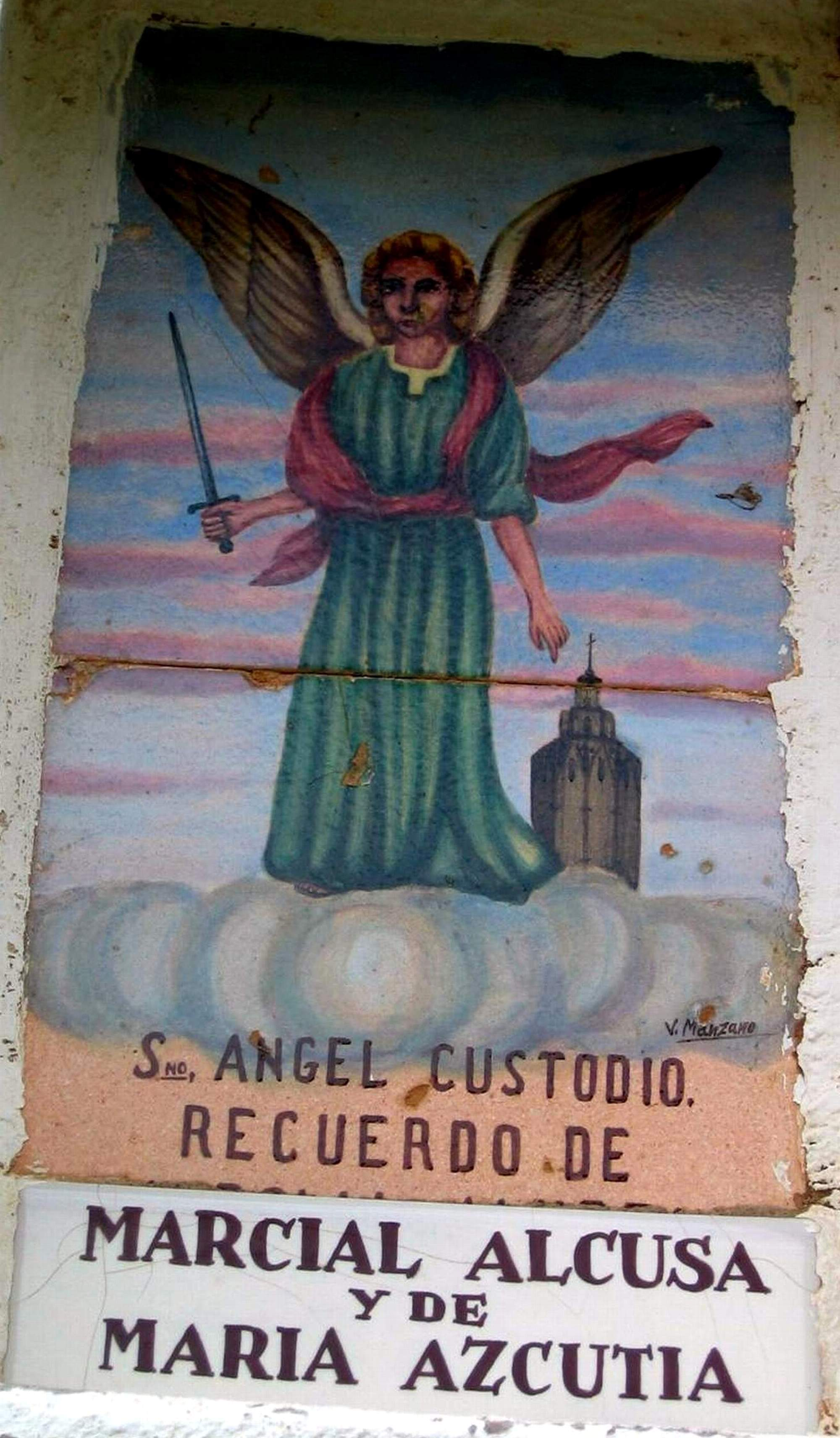
Detalle de ladrillo cerámico con la representación del Ángel Custodio en Puebla de San Miguel (Valencia), año 2004.
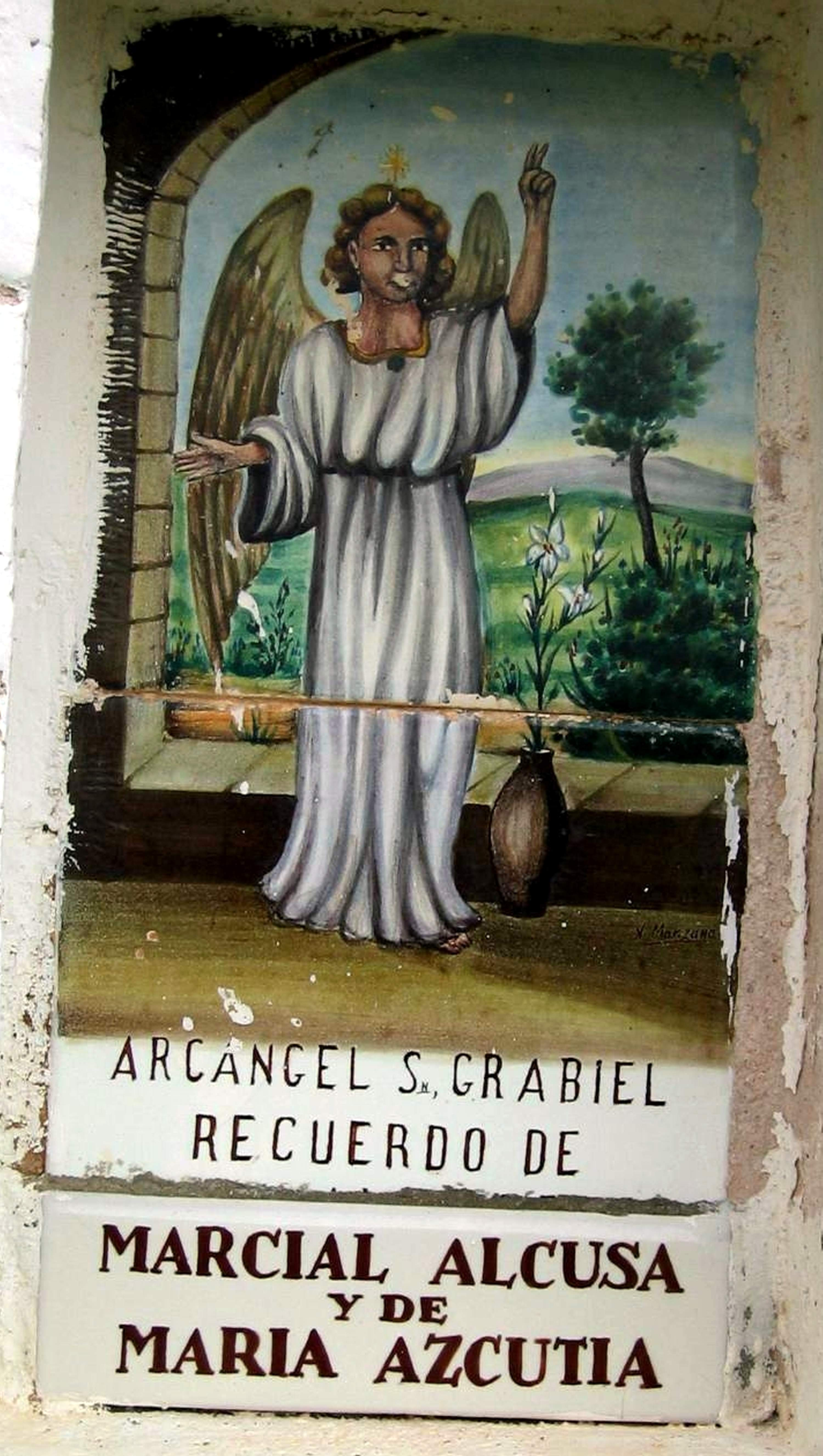
Detalle de ladrillo cerámico con la representación del Arcángel san Gabriel en Puebla de San Miguel (Valencia), año 2004.
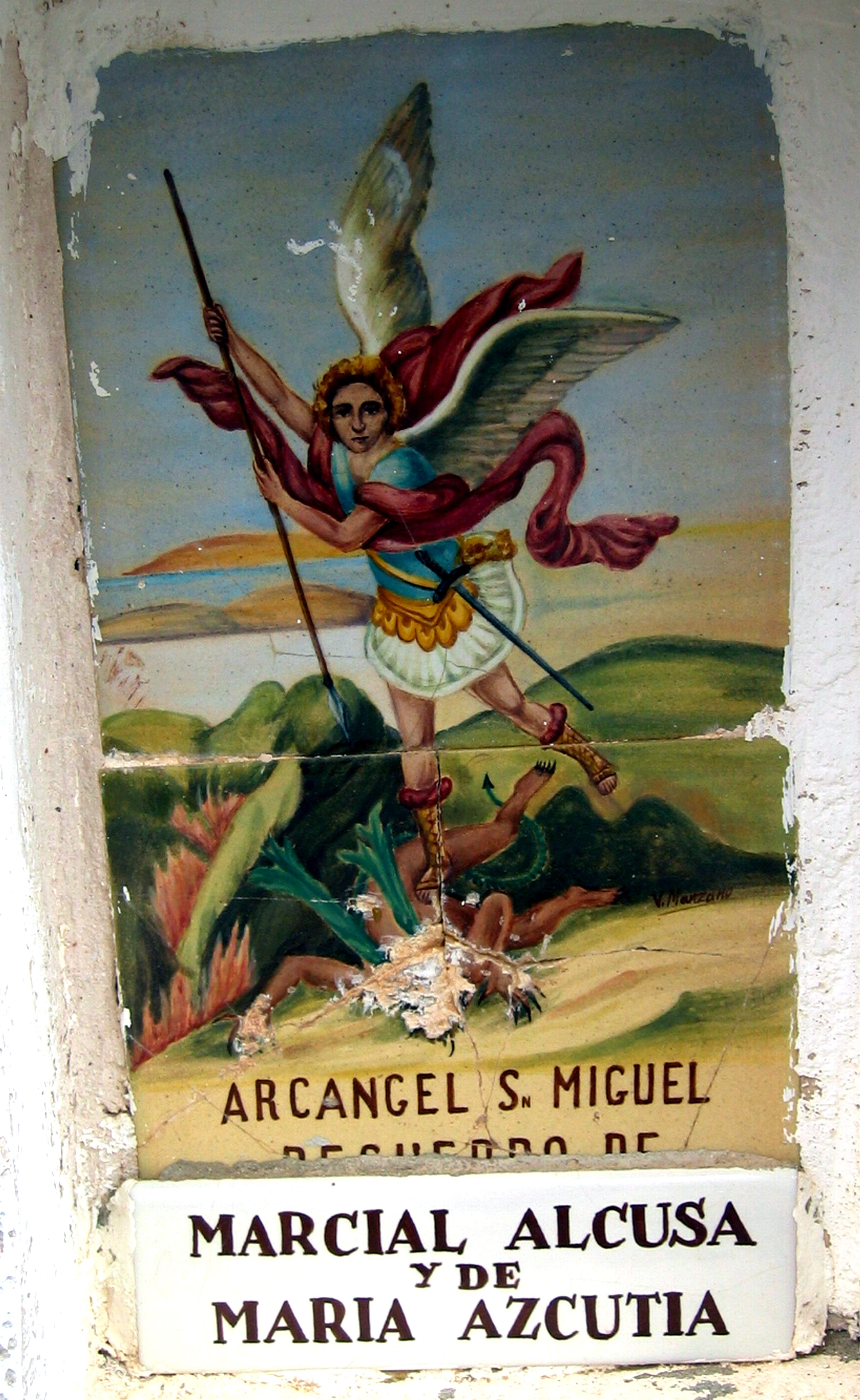
Detalle de ladrillo cerámico con la representación del Arcángel san Miguel en Puebla de San Miguel (Valencia), año 2004.
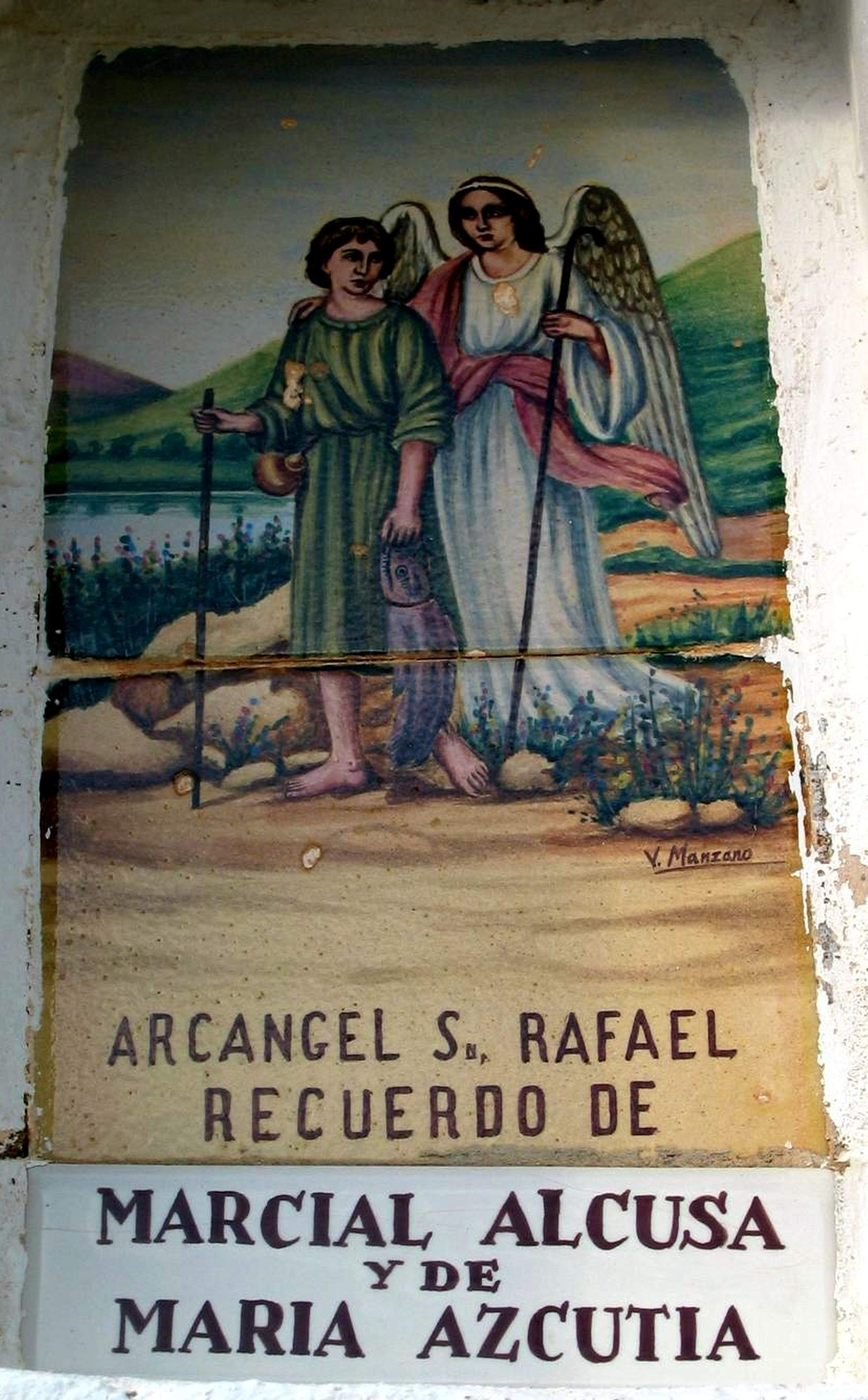
Detalle de ladrillo cerámico con la representación del Arcángel san Rafael en Puebla de San Miguel (Valencia), año 2004.
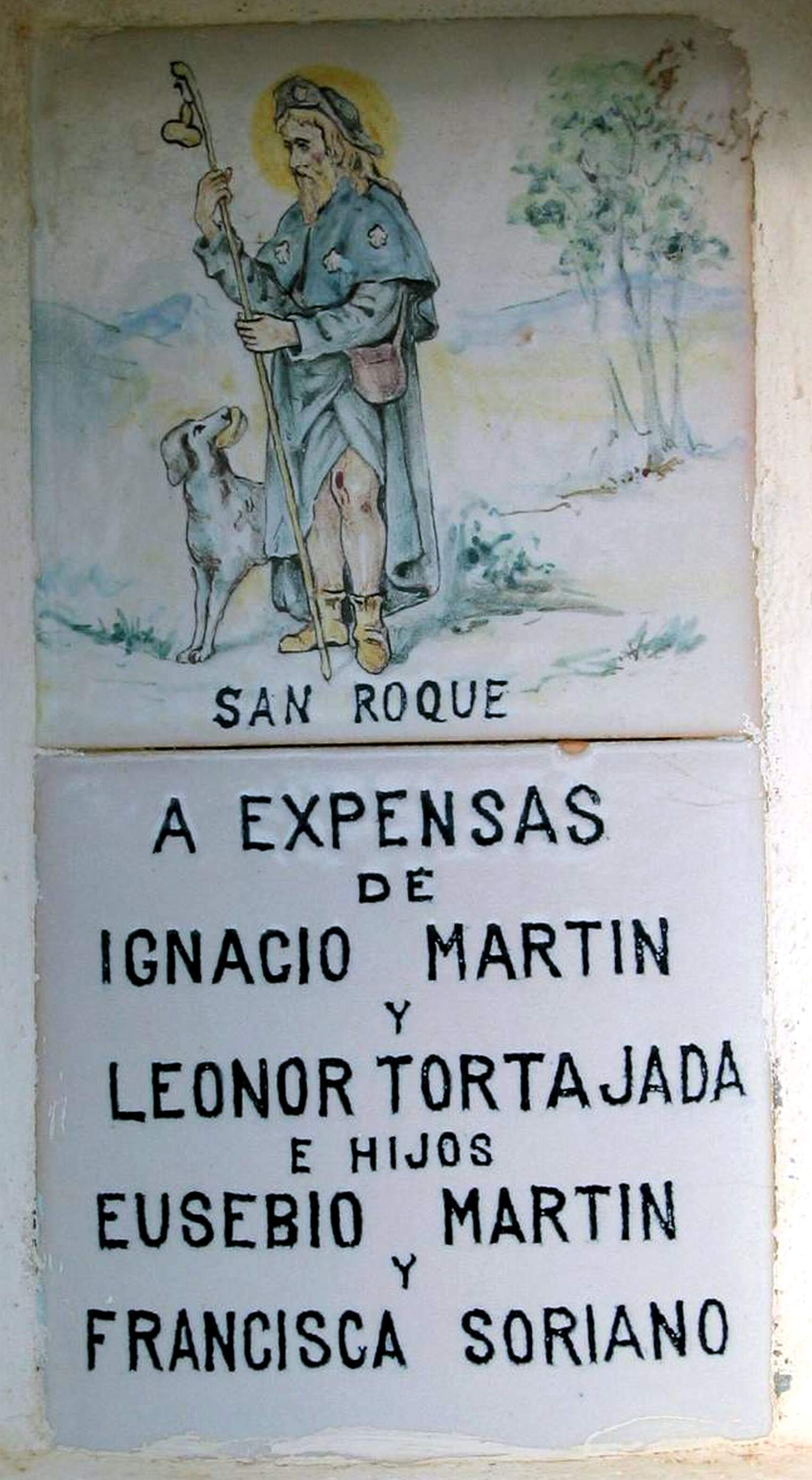
Detalle de ladrillo cerámico con la representación de san Roque en Puebla de San Miguel (Valencia), año 2004.

### Torrebaja

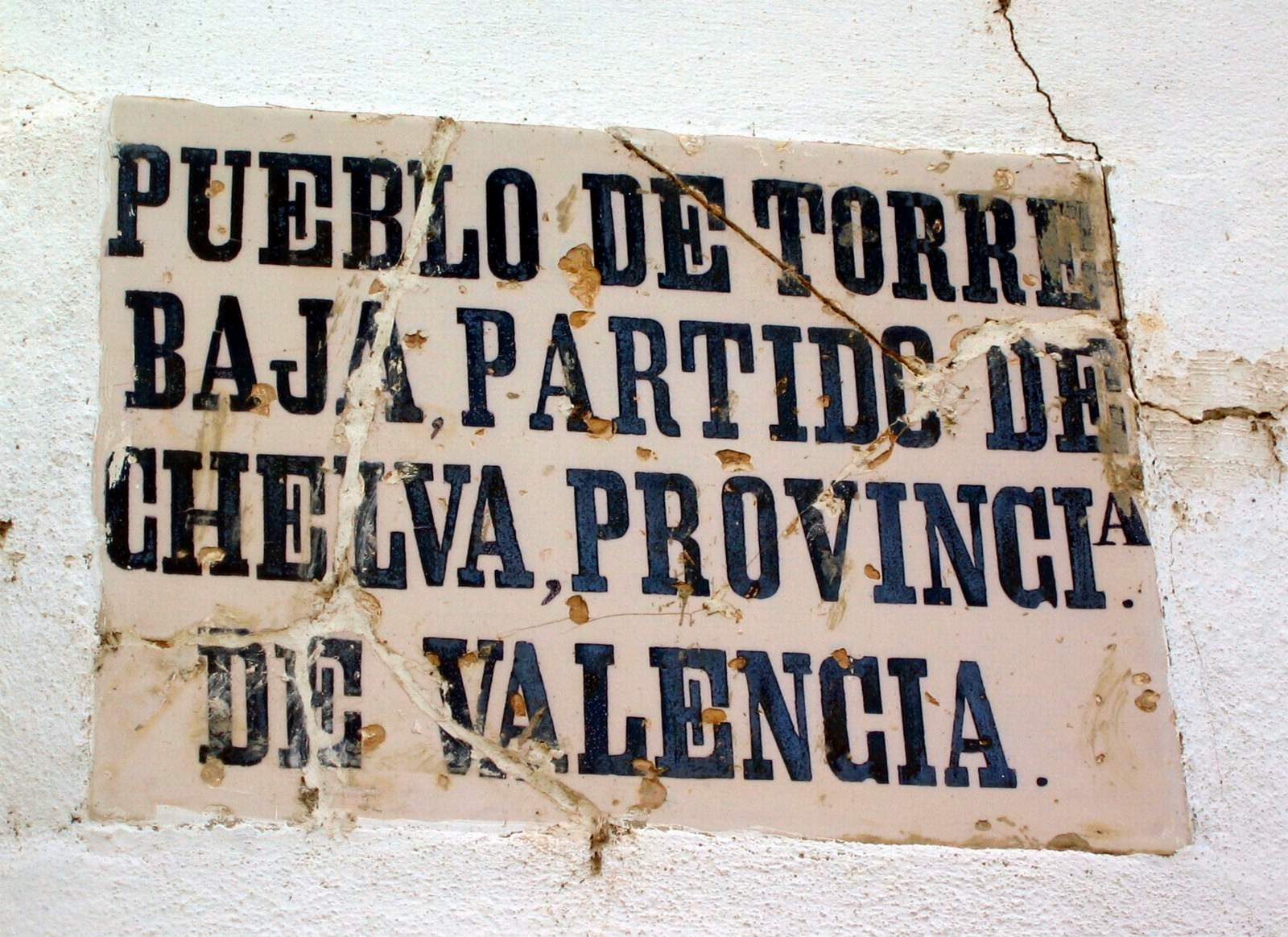
Detalle de ladrillo cerámico indicando el partido judicial y la provincia de pertenencia de Torrebaja (Valencia). Siglo XX.
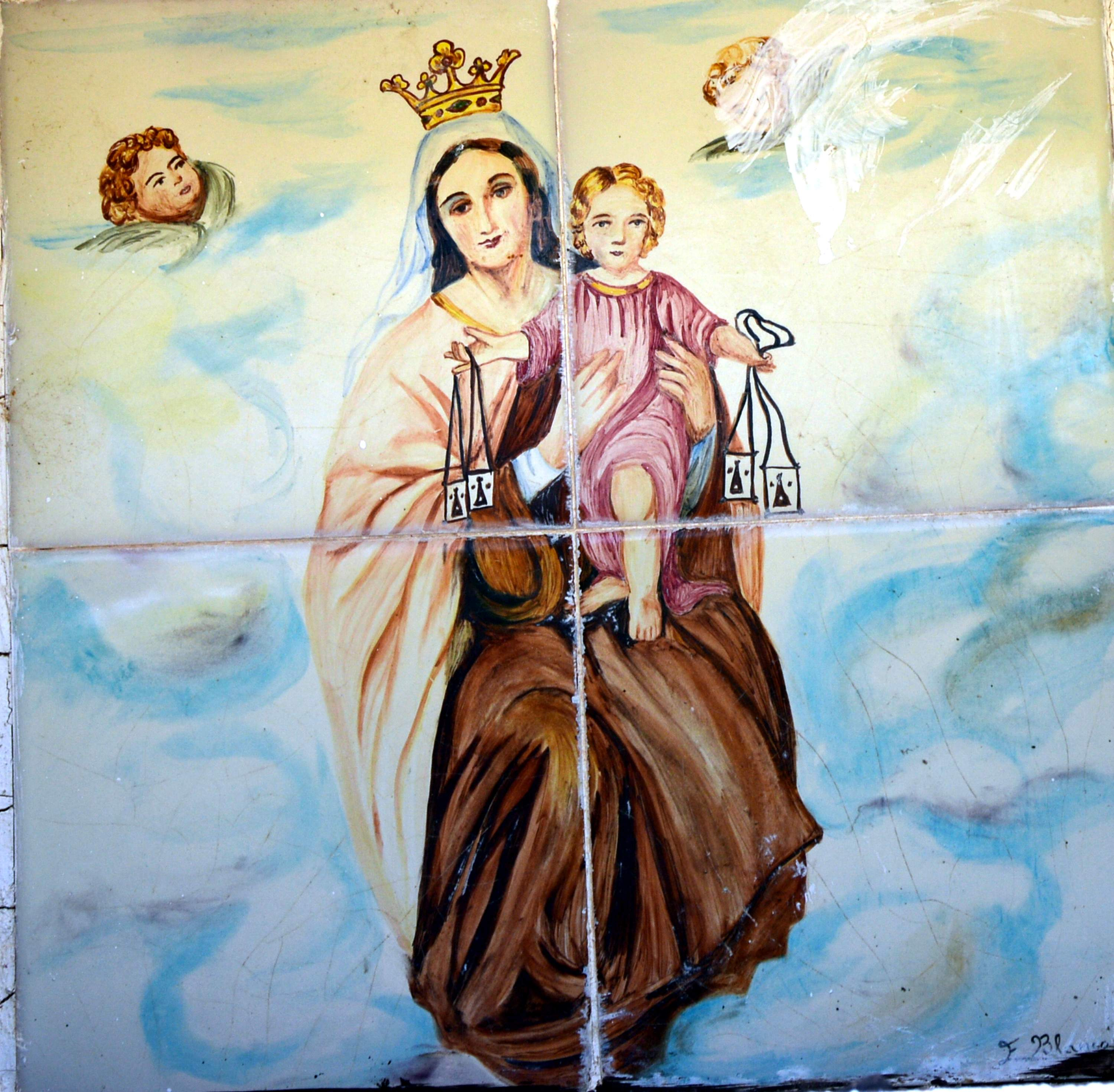
Detalle de plafón cerámico representando a la Virgen del Carmen en un pilón a la salida de Torrealta, Torrebaja (Valencia). Siglo XX.
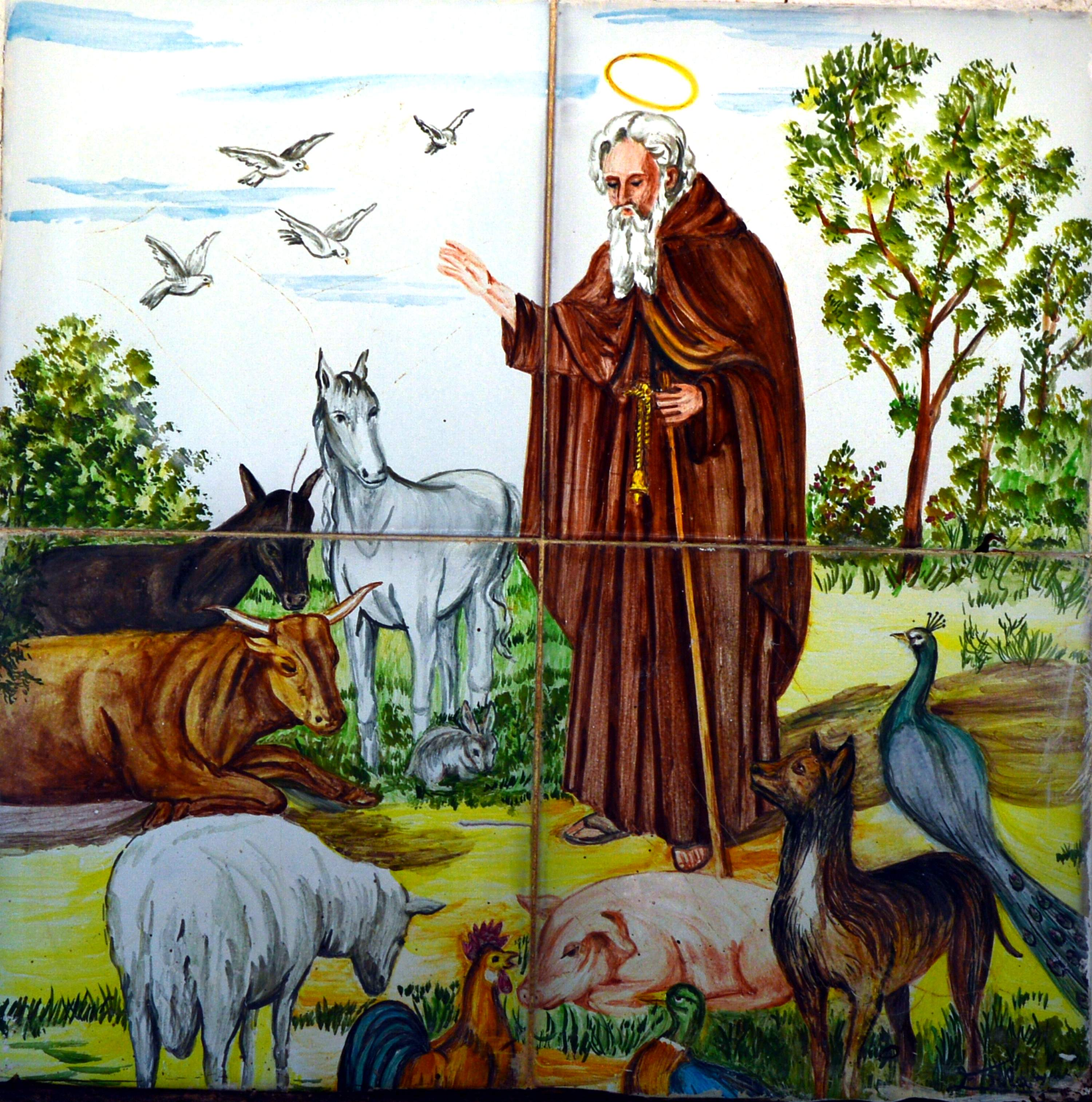
Detalle de plafón cerámico representando a san Antón en un pilón a la entrada de Torrealta, Torrebaja (Valencia). Siglo XX.
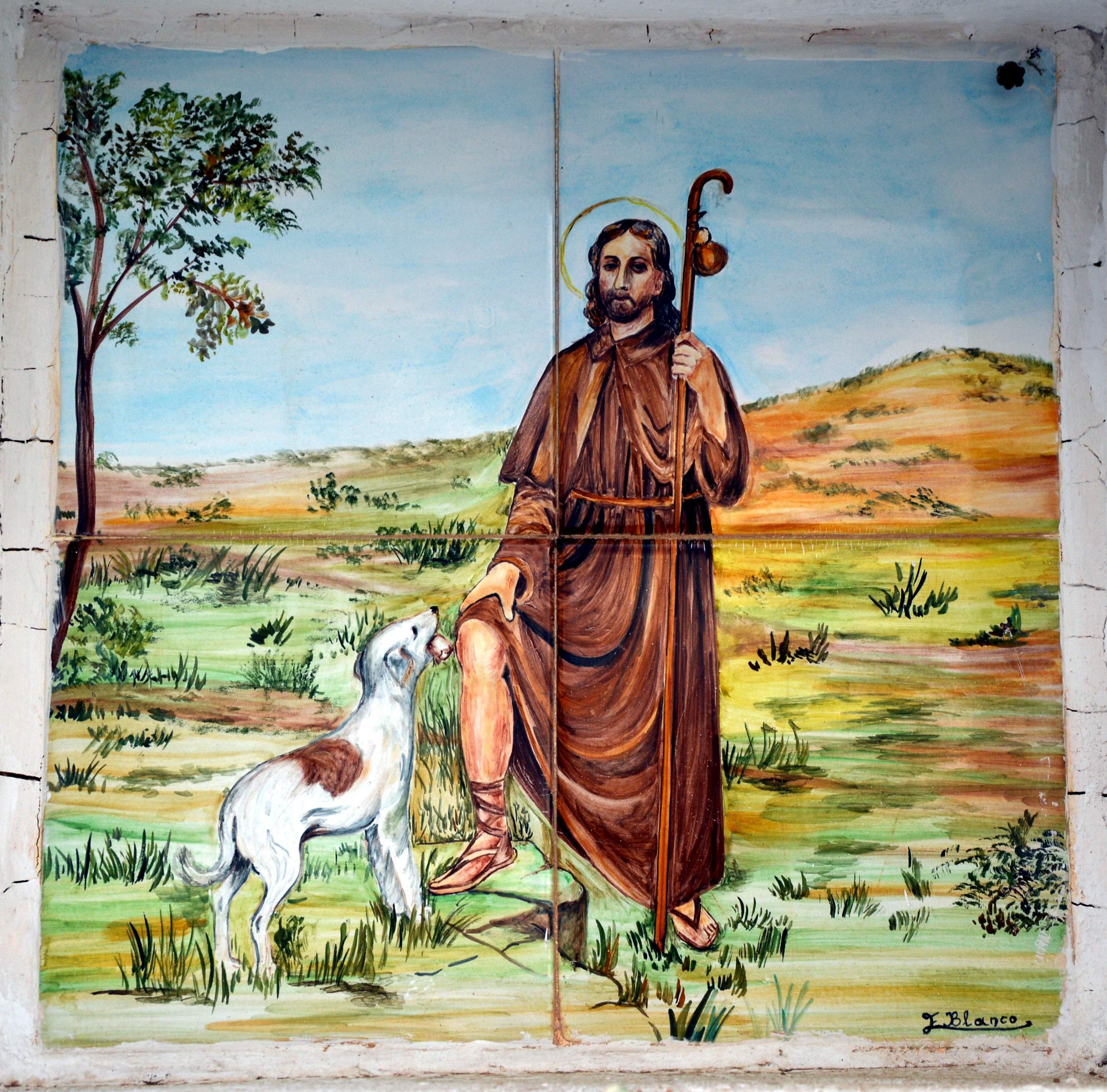
Detalle de plafón cerámico representando a san Roque en un pilón a la entrada de Torrealta, Torrebaja (Valencia), s/f.
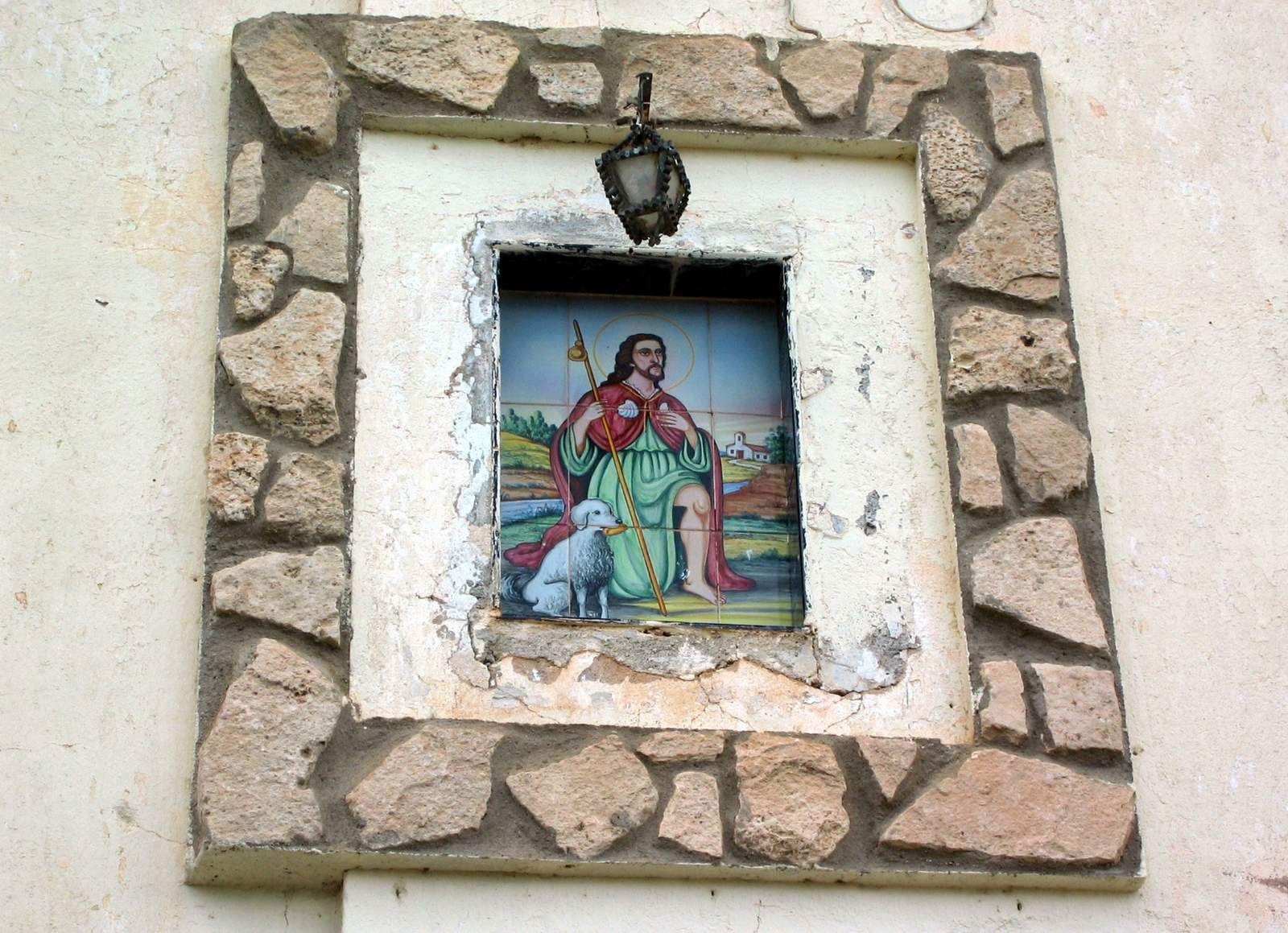
Vista de plafón cerámico en hornacina con la imagen de san Roque en Torrebaja (Valencia). Siglo XX.
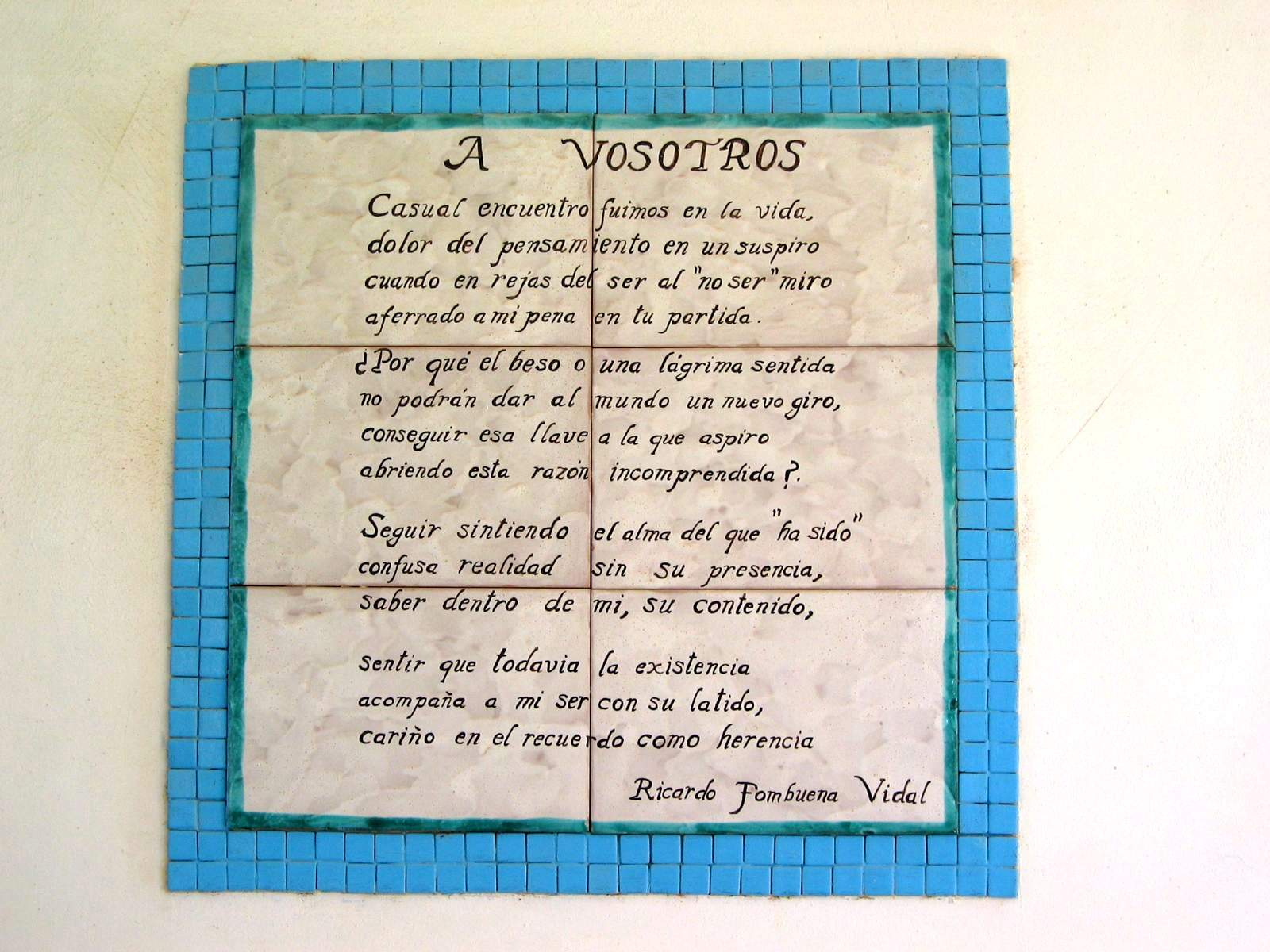
Detalle de plafón cerámico con soneto en el cementerio municipal de Torrebaja (Valencia). Siglo XX.
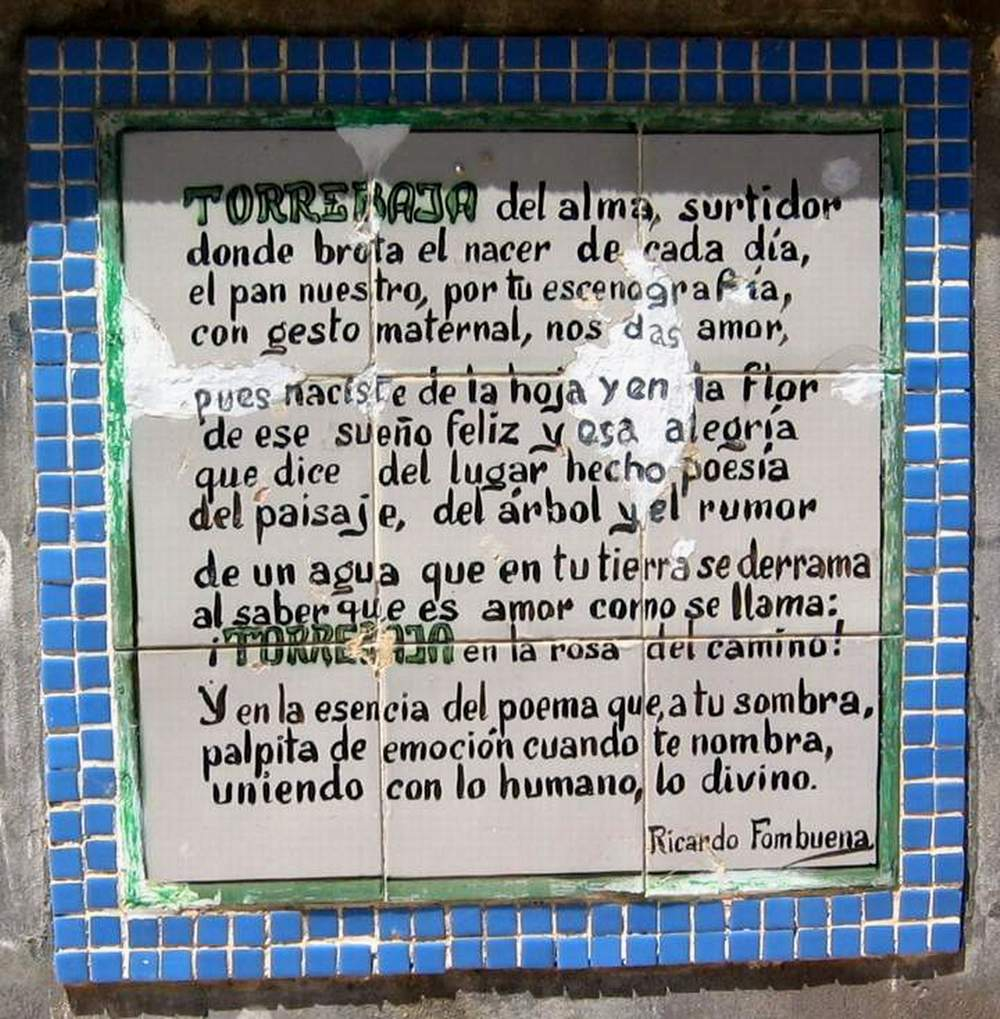
Detalle de plafón cerámico con soneto en la «fuente de los Pobres» en Torrebaja (Valencia). Siglo XX.
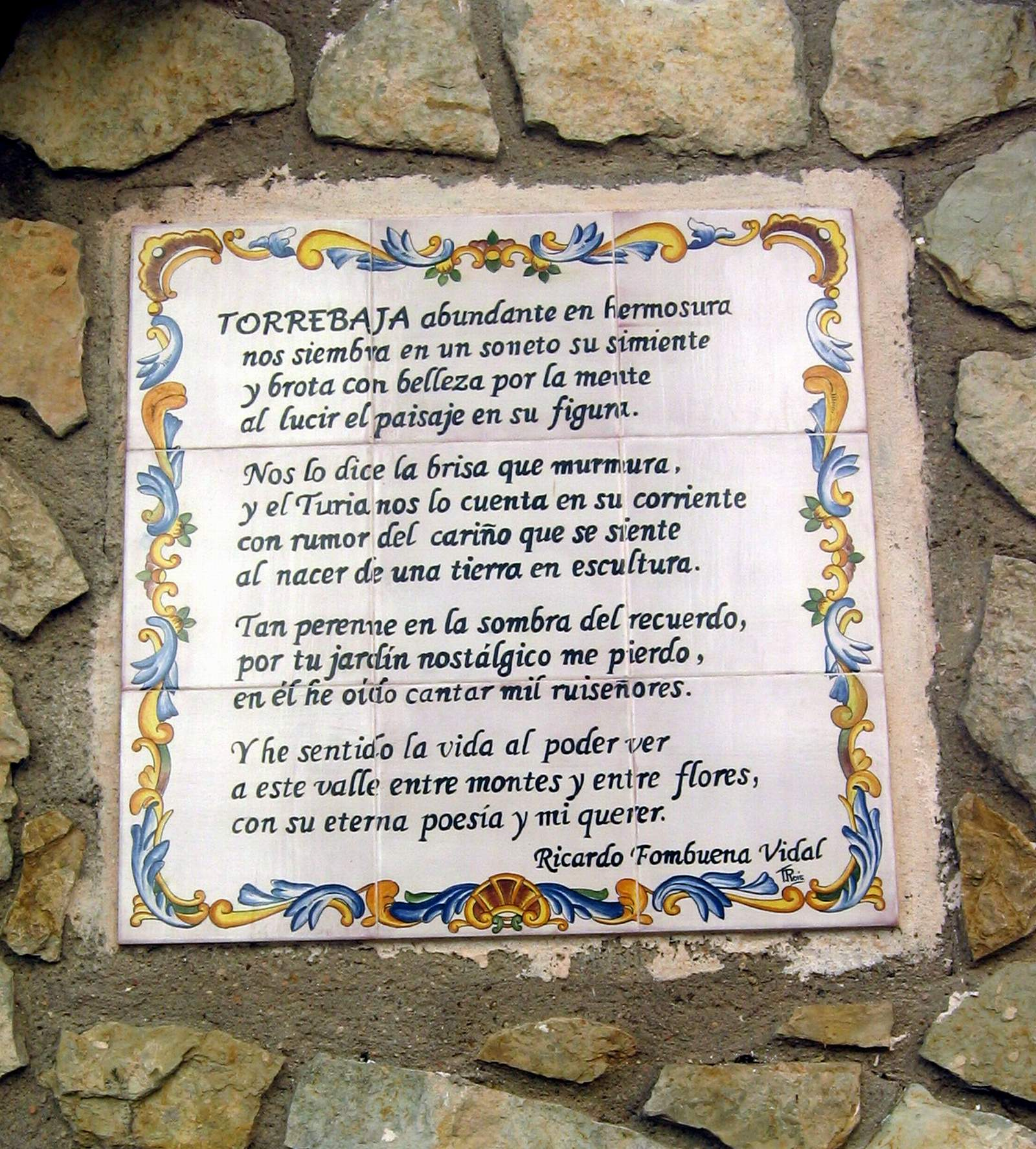
Detalle de plafón cerámico con soneto en la casa del poeta Ricardo Fombuena en Torrebaja (Valencia). Siglo XX.
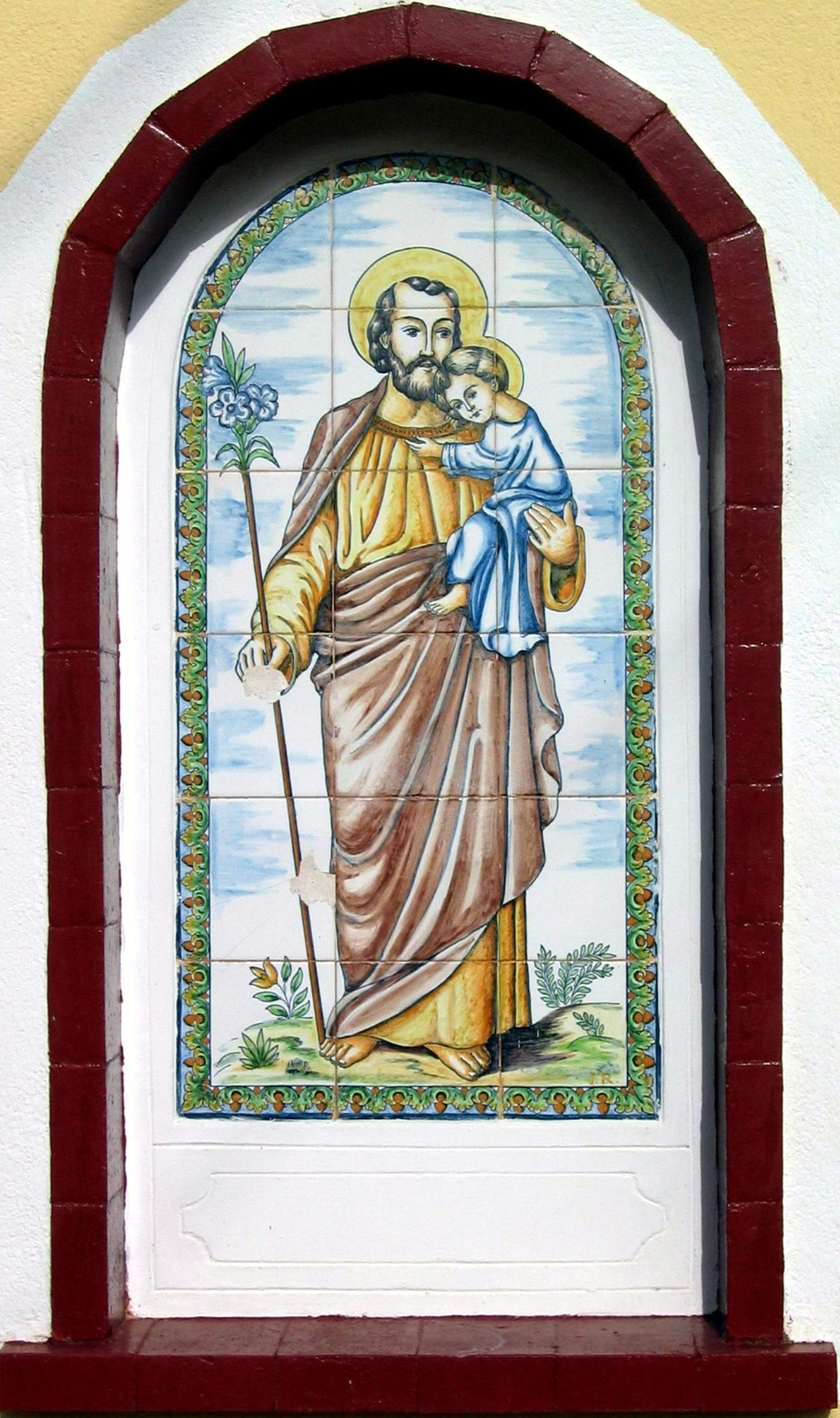
Detalle de plafón en hornacina representando a san José con el Niño en brazos, Torrebaja (Valencia). Siglo XX.
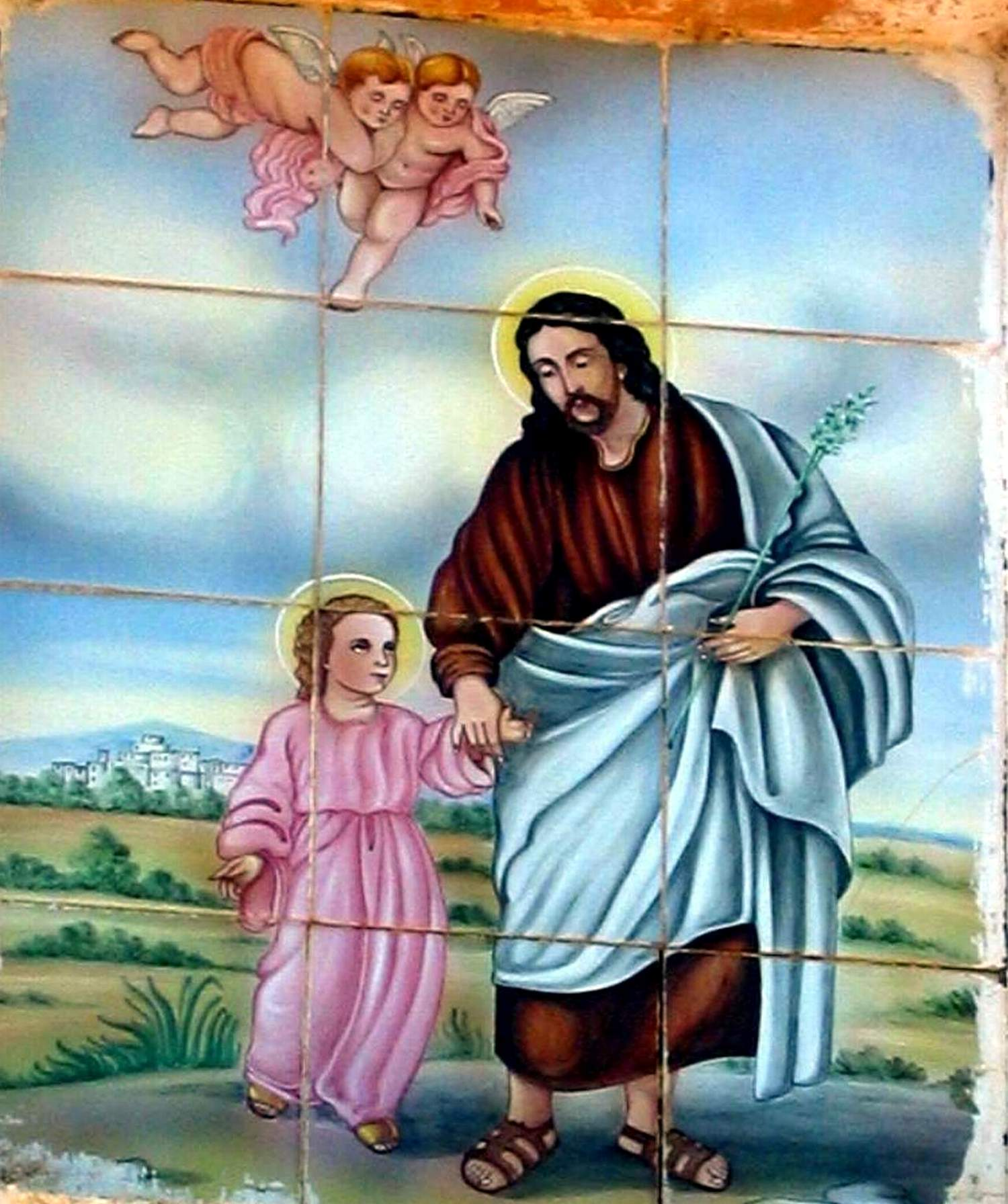
Detalle de plafón en fachada representando a san José con el Niño de la mano, Torrebaja (Valencia). Siglo XX.
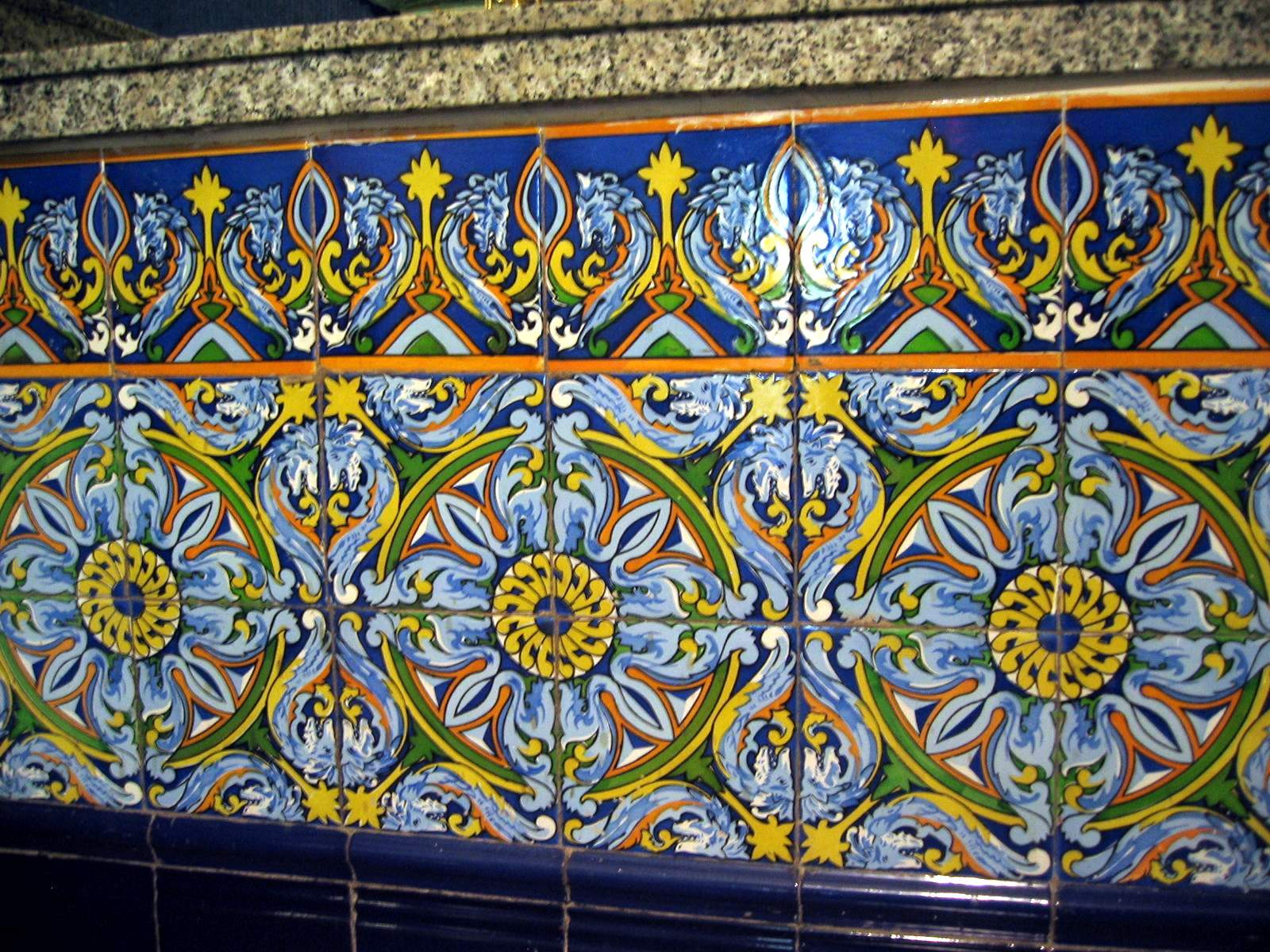
Detalle de azulejería en el frontal del altar mayor de la iglesia parroquial de Torrealta, Torrebaja (Valencia), siglo XX.
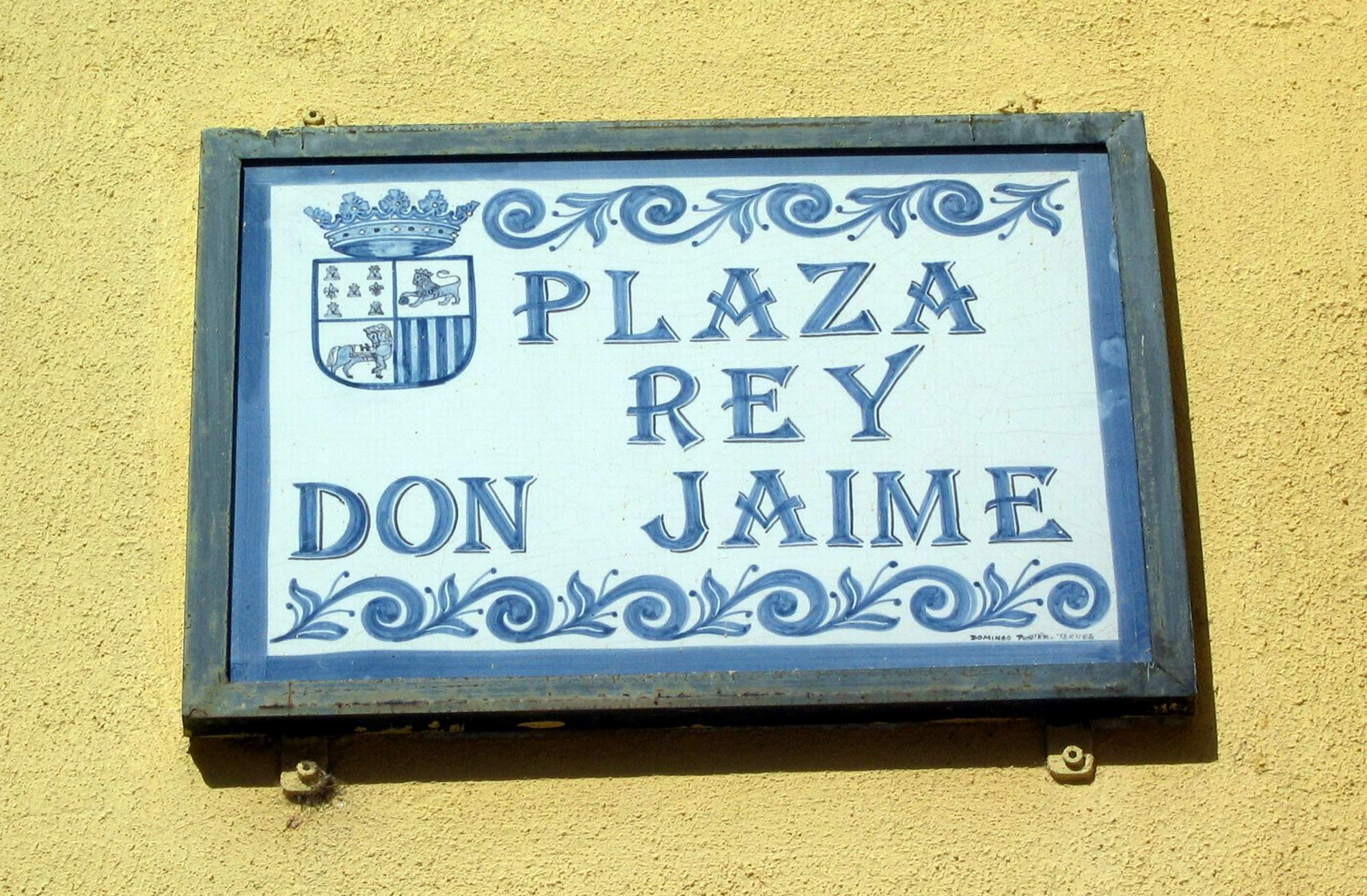
Detalle de ladrillo cerámico del callejero de Torrebaja (Valencia), Domingo Punter, Teruel. Siglo XX.
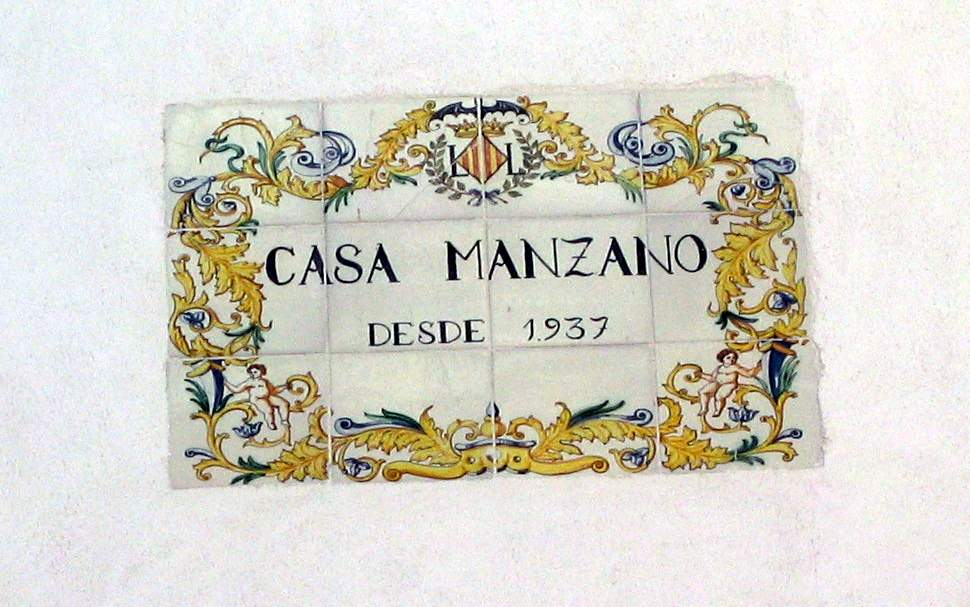
Detalle de plafón cerámico en la fachada de una casa de Torrebaja (Valencia). Siglo XX.
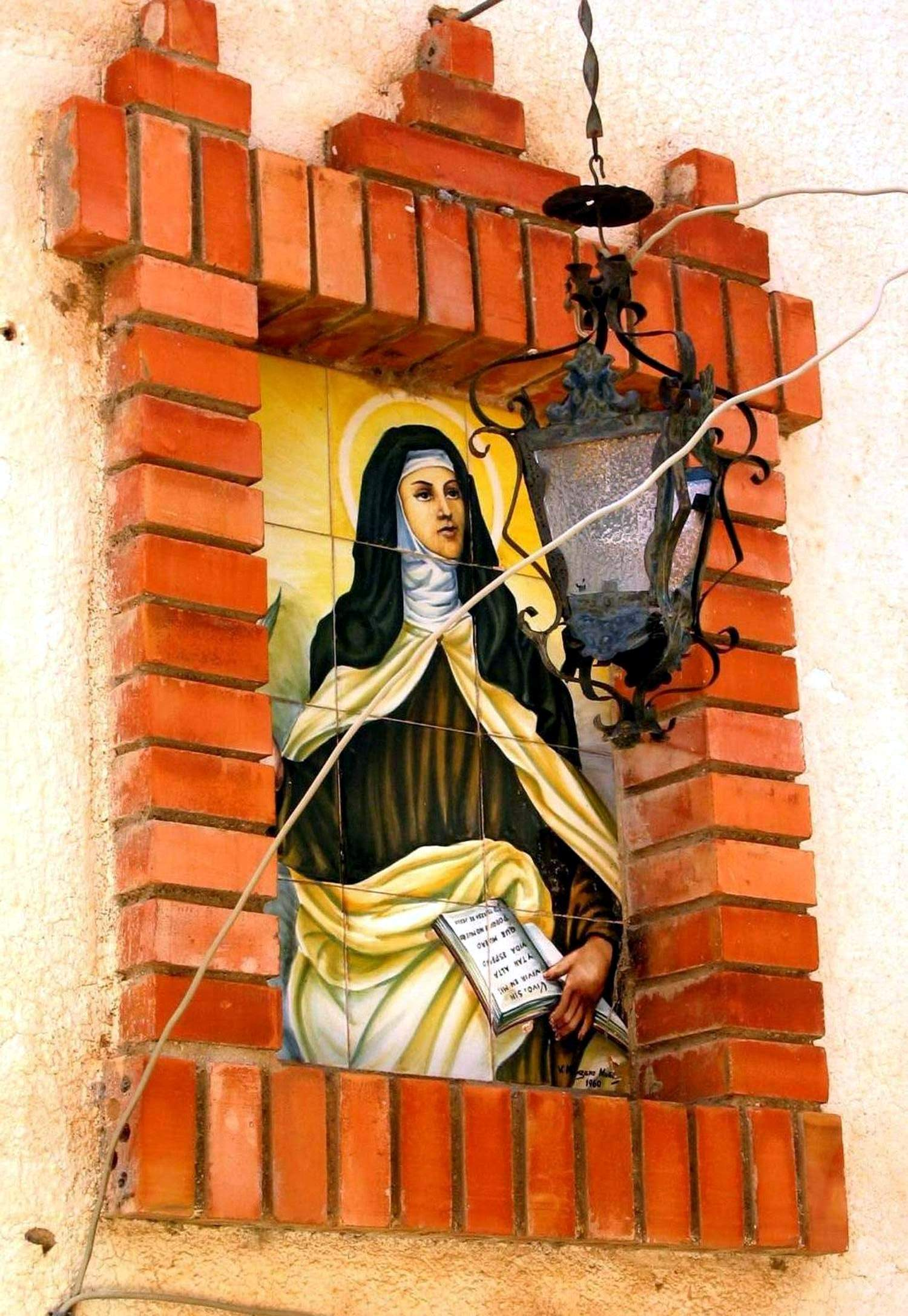
Vista de plafón cerámico con la imagen en hornacina de santa Teresa de Ávila en la fachada de una casa de Torrebaja (Valencia). Siglo XX.
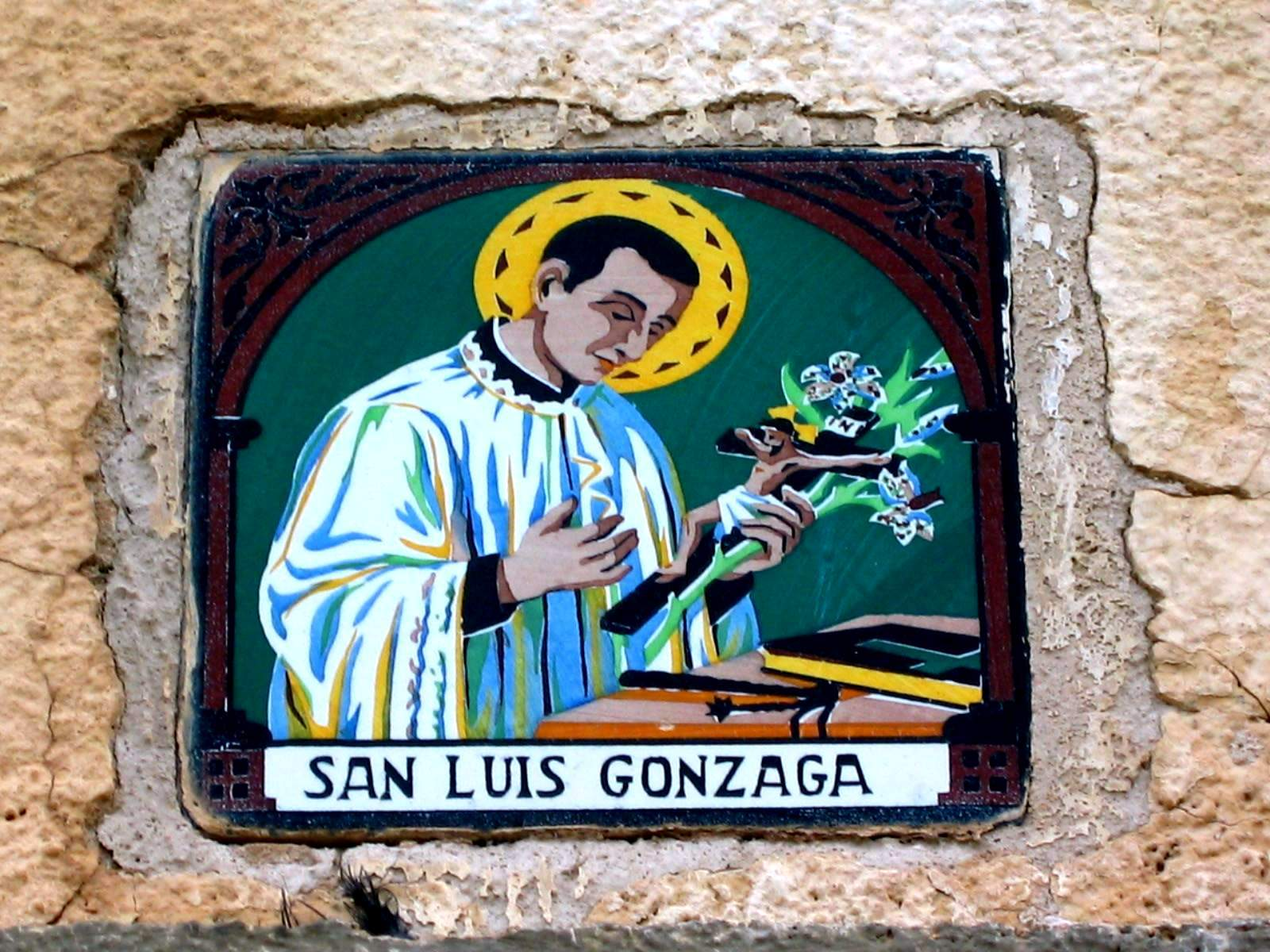
Detalle de ladrillo cerámico con la imagen de san Luis Gonzaga en la fachada de una casa de Torrebaja (Valencia). Siglo XX.
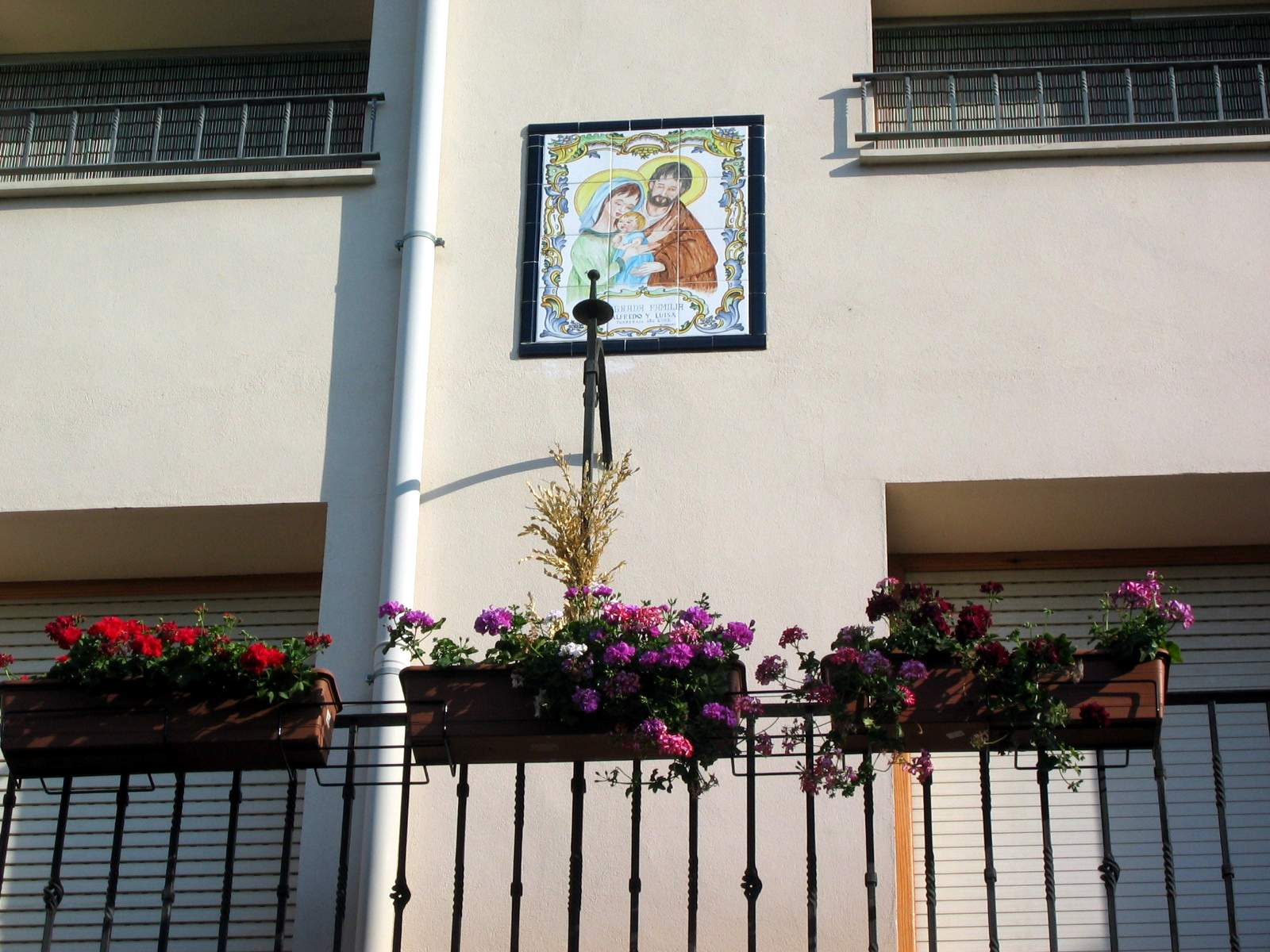
Vista de plafón cerámico con la imagen de la Sagrada Familia en la fachada de una casa de Torrebaja (Valencia), año 2002.
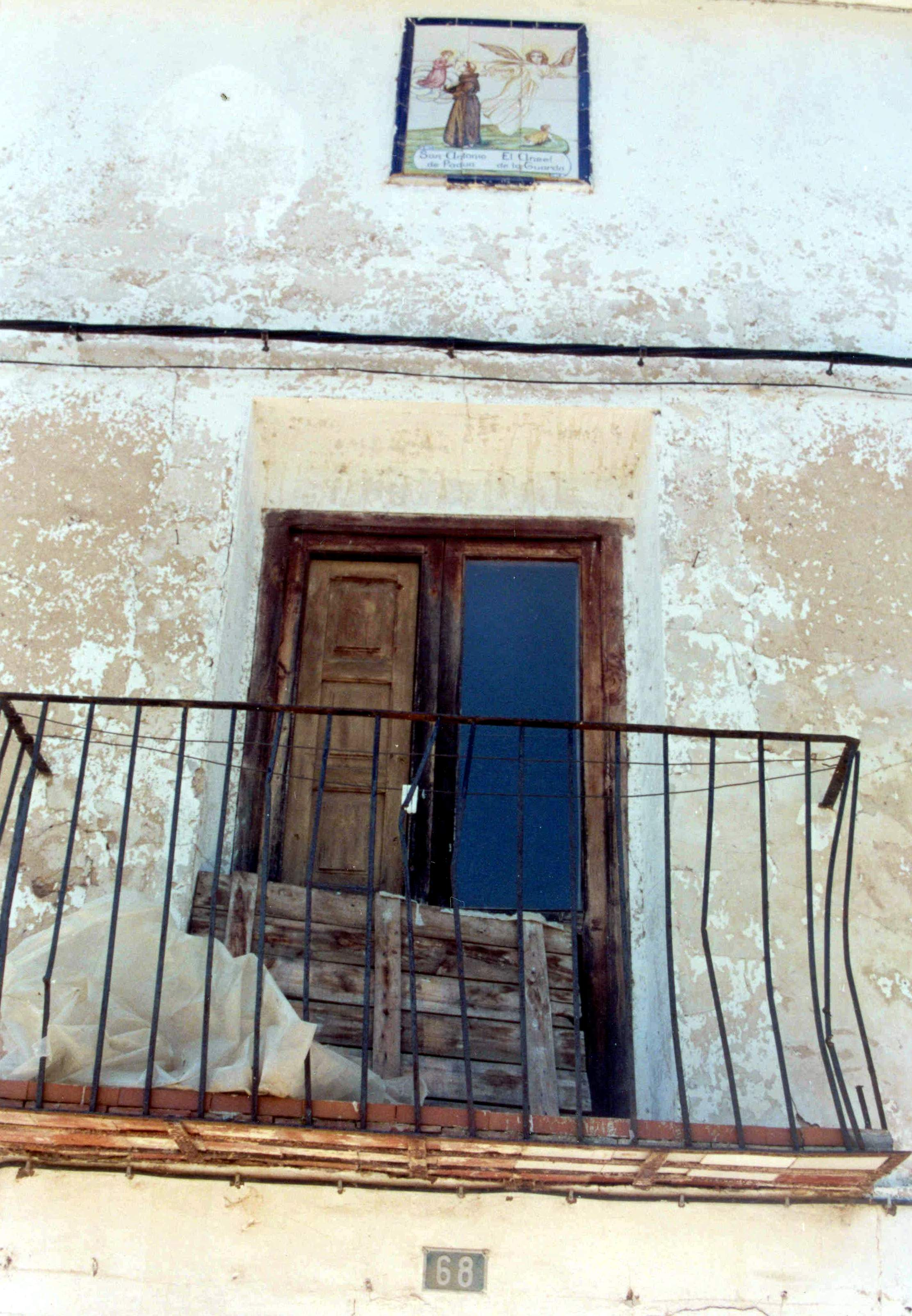
Vista de plafón cerámico con la imagen de san Francisco de Padua en la fachada de una casa de Torrebaja (Valencia). Siglo XX.
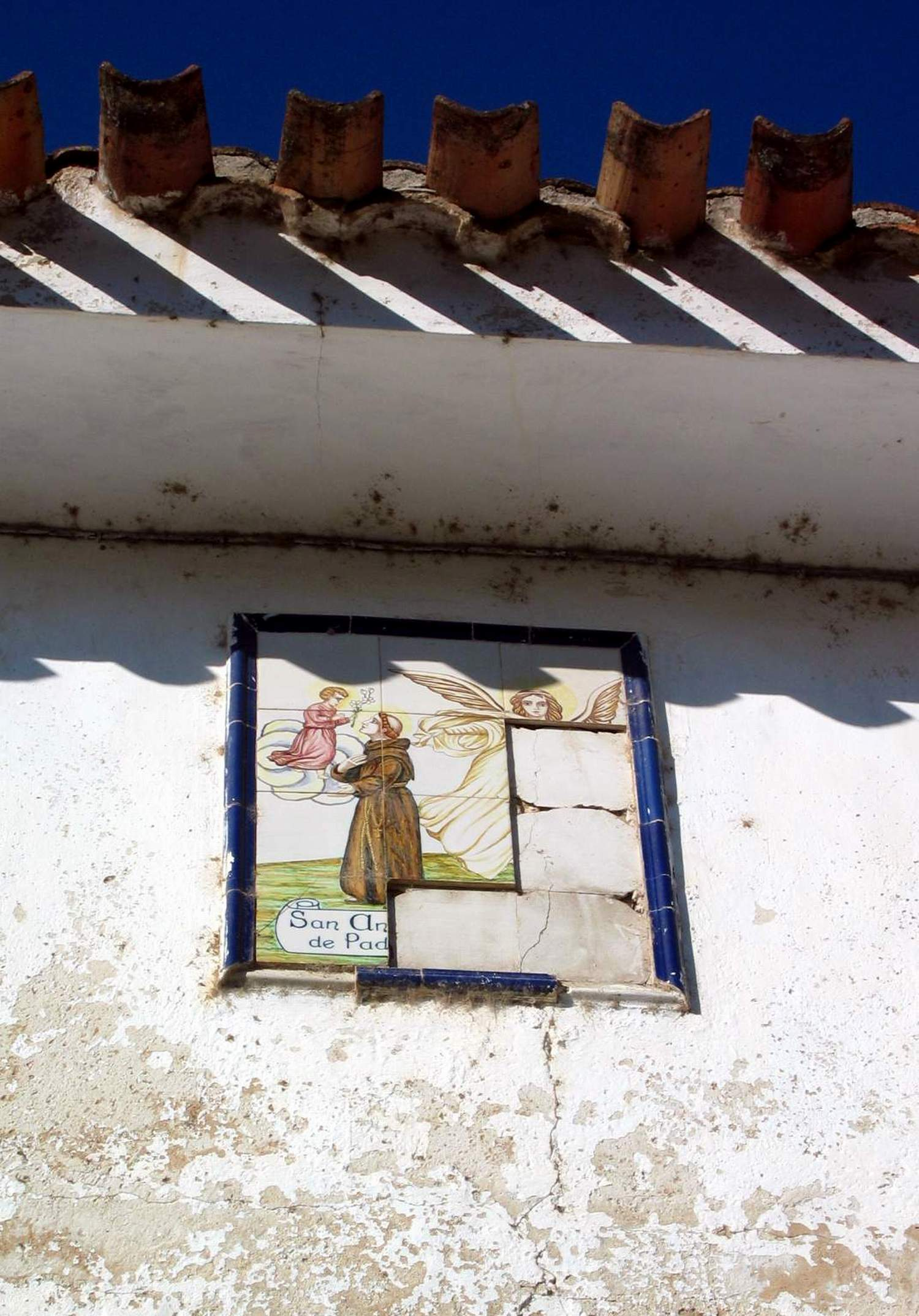
Detalle de plafón cerámico con la imagen de san Francisco de Padua en la fachada de una casa de Torrebaja (Valencia). Siglo XX.
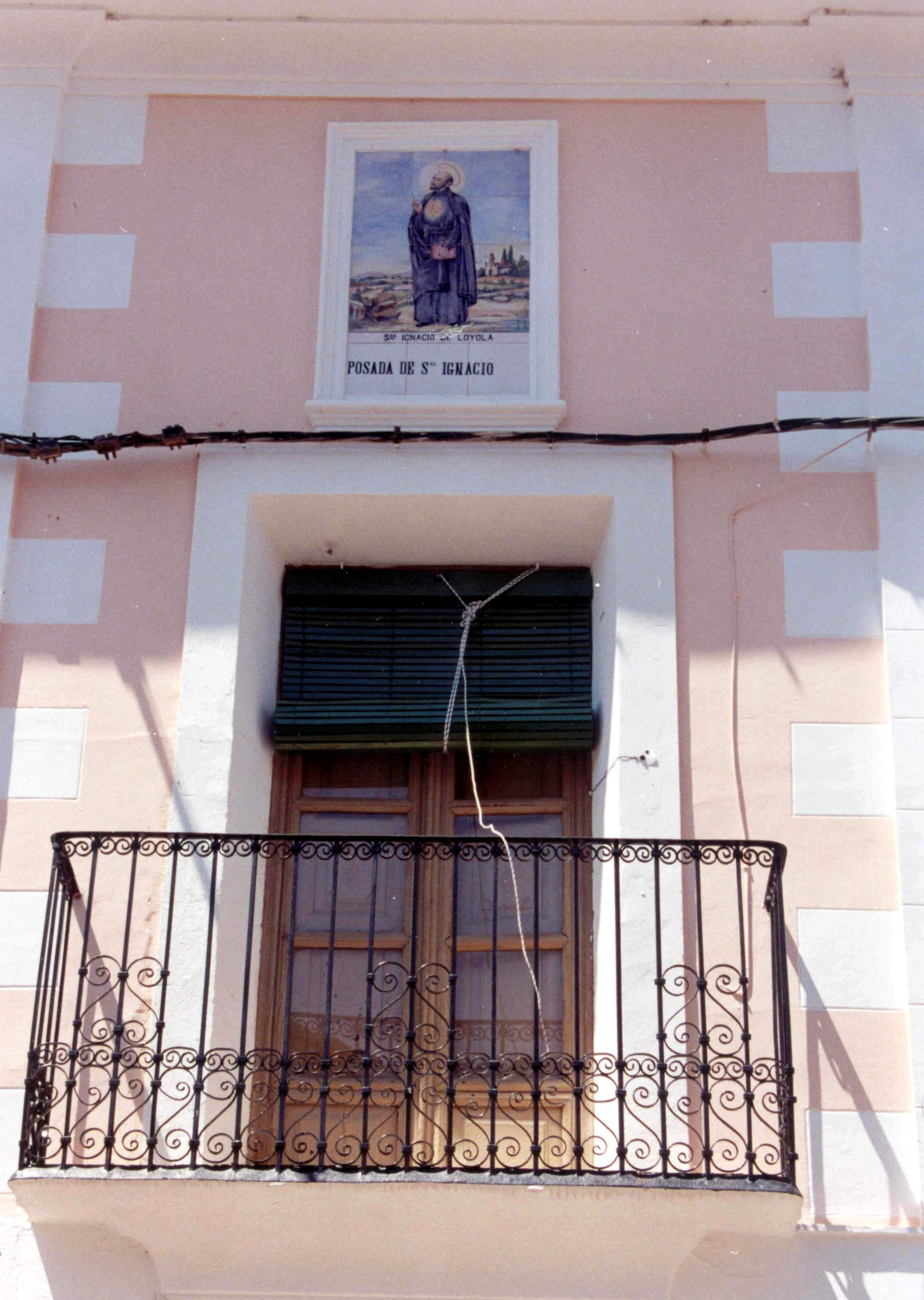
Vista de plafón cerámico con la imagen de san Ignacio de Loyola en la fachada de una casa de Torrebaja (Valencia). Siglo XX.
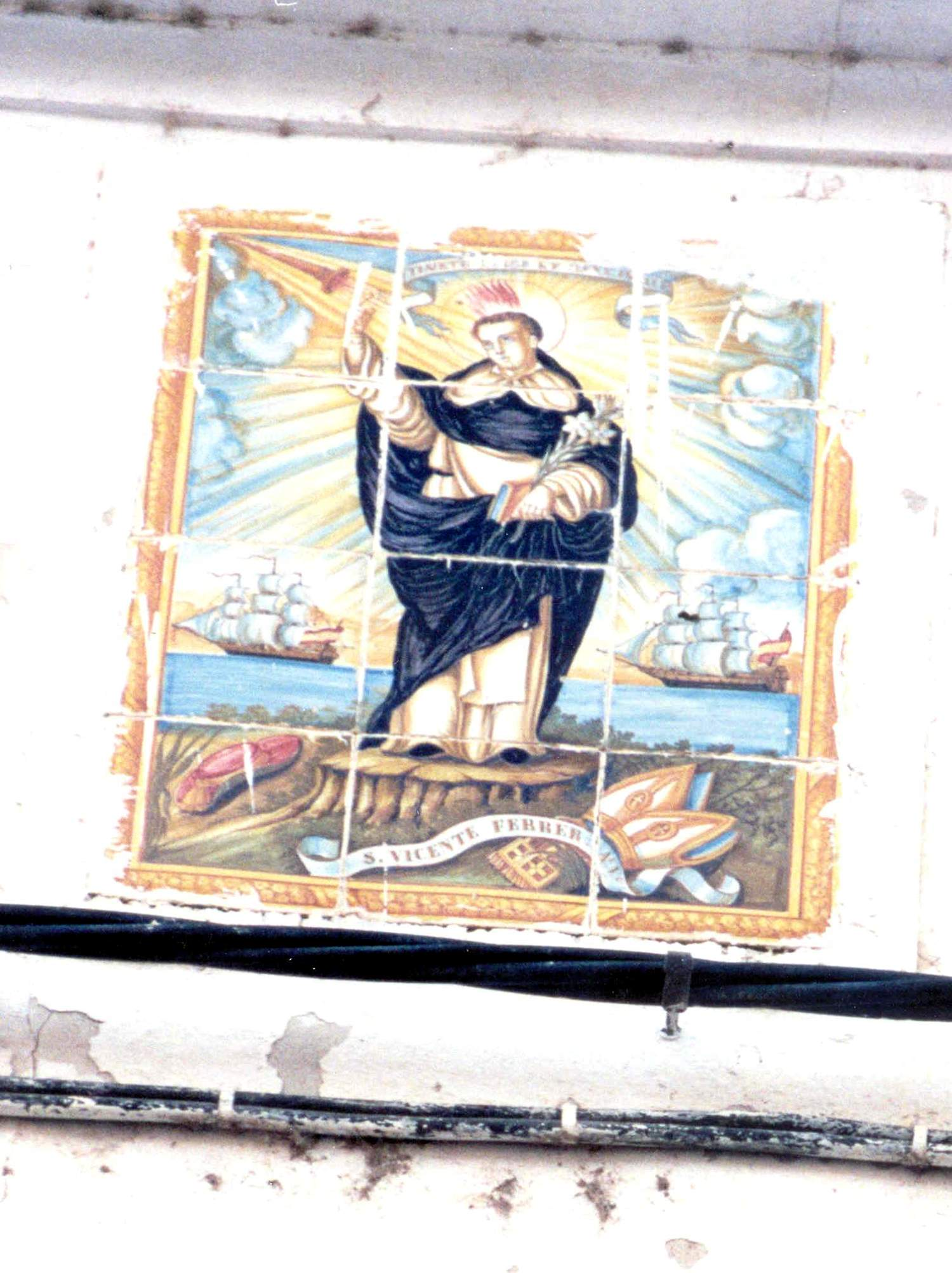
Detalle de plafón cerámico con la imagen de san Vicente Ferrer en la fachada de una casa de Torrebaja (Valencia). Siglo XX.
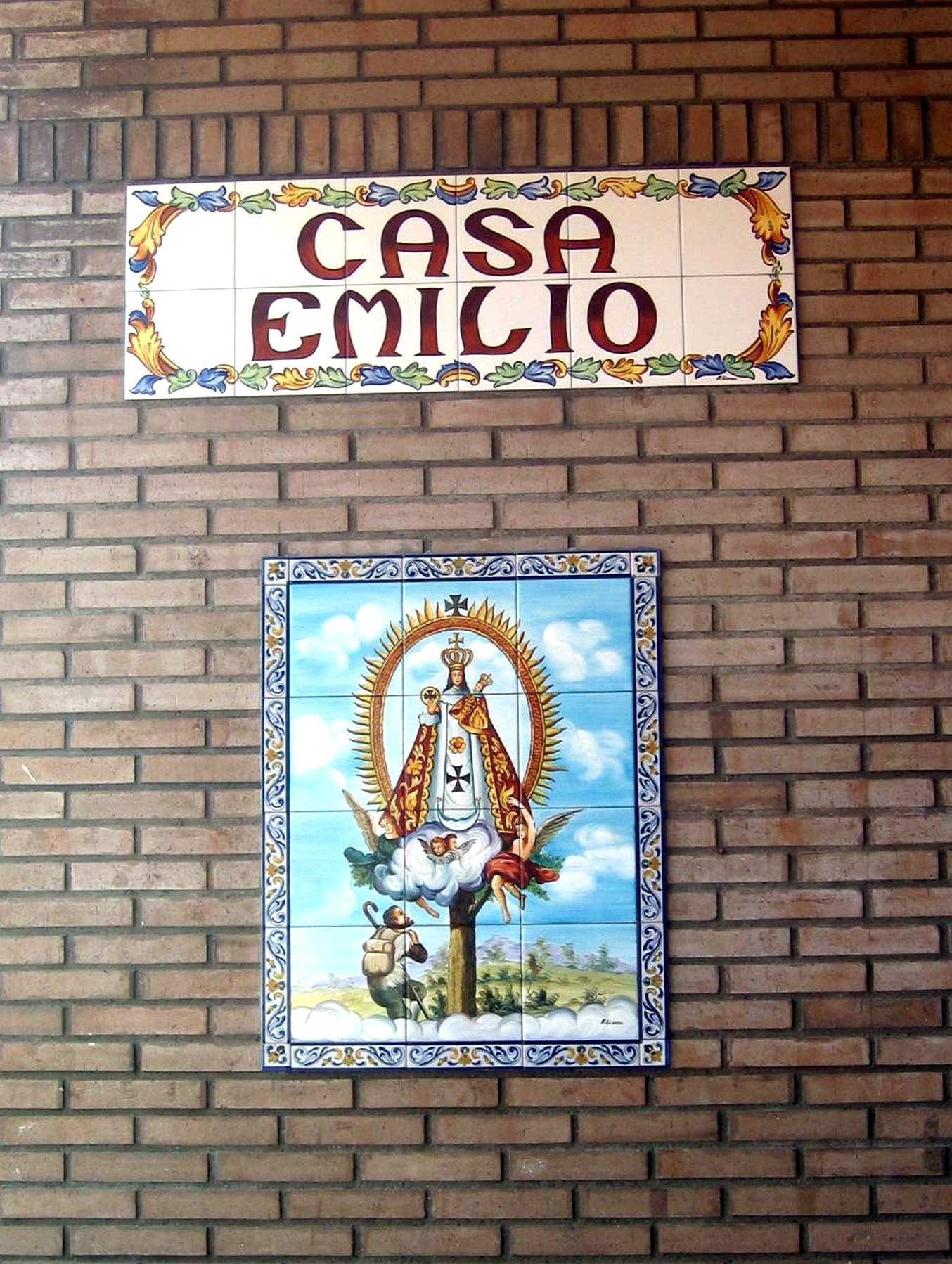
Vista de plafón cerámico con la imagen de la Virgen de Tejeda en la fachada de un restaurante de Torrebaja (Valencia). Siglo XX.
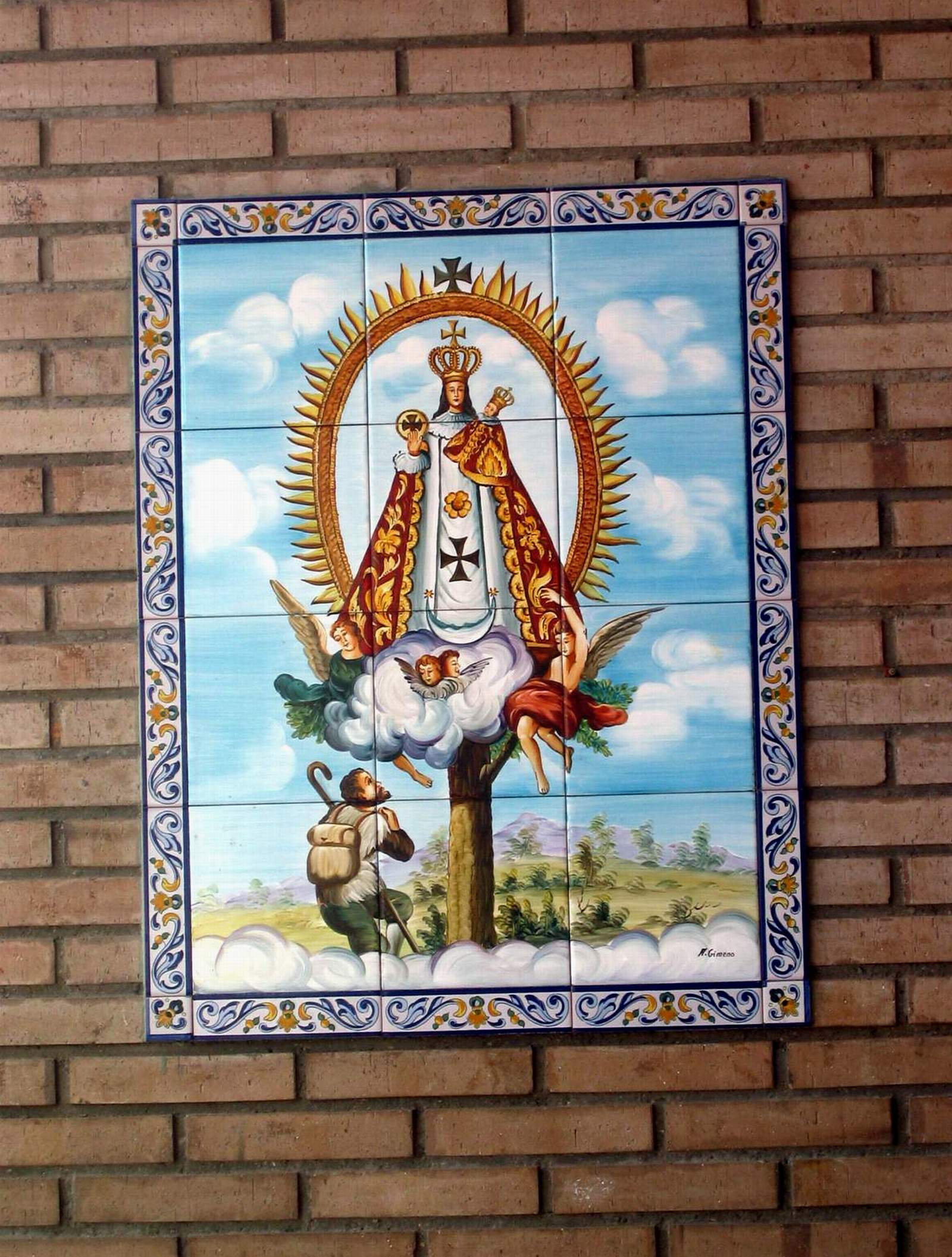
Detalle de plafón cerámico con la imagen de la Virgen de Tejeda en la fachada de un restaurante de Torrebaja (Valencia). Siglo XX.

### Vallanca

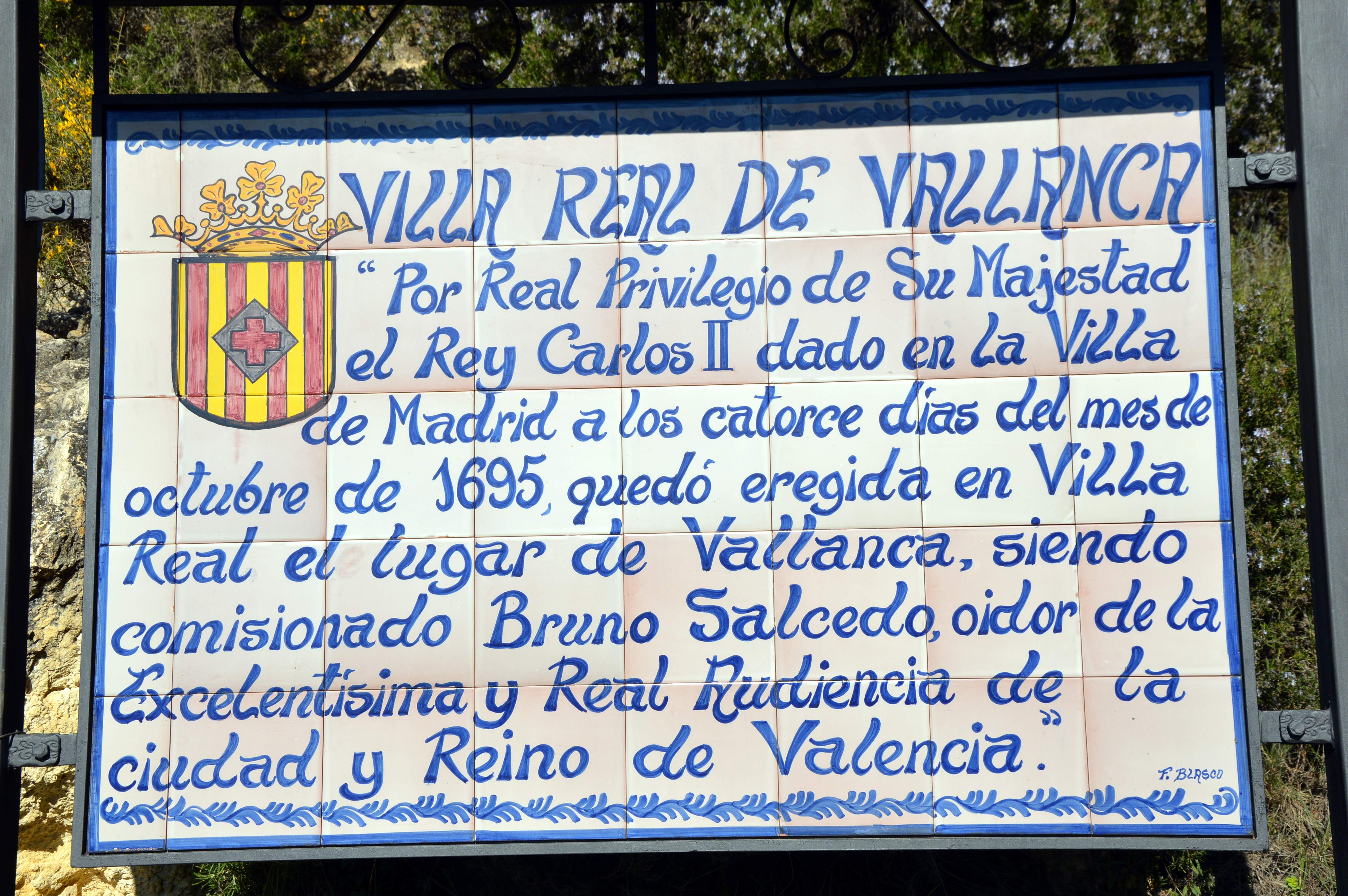
Detalle de plafón cerámico a la entrada de Vallanca (Valencia), relativo a su erección como villa por Carlos III de España en 1695 (2017).
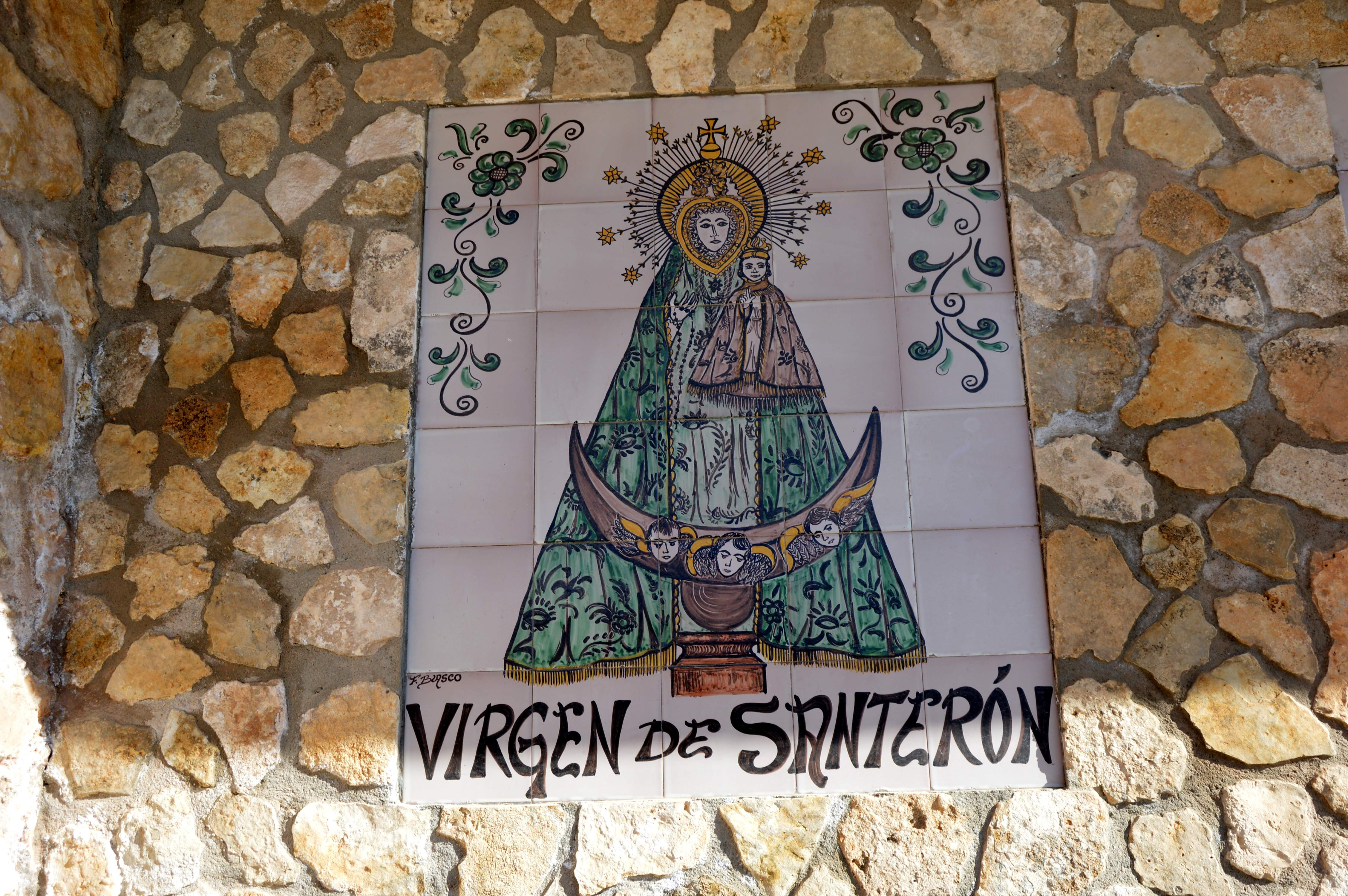
Plafón cerámico a la entrada de Vallanca (Valencia), con la imagen de la Virgen de Santerón, obra de F. Blasco, s/f. (2017).
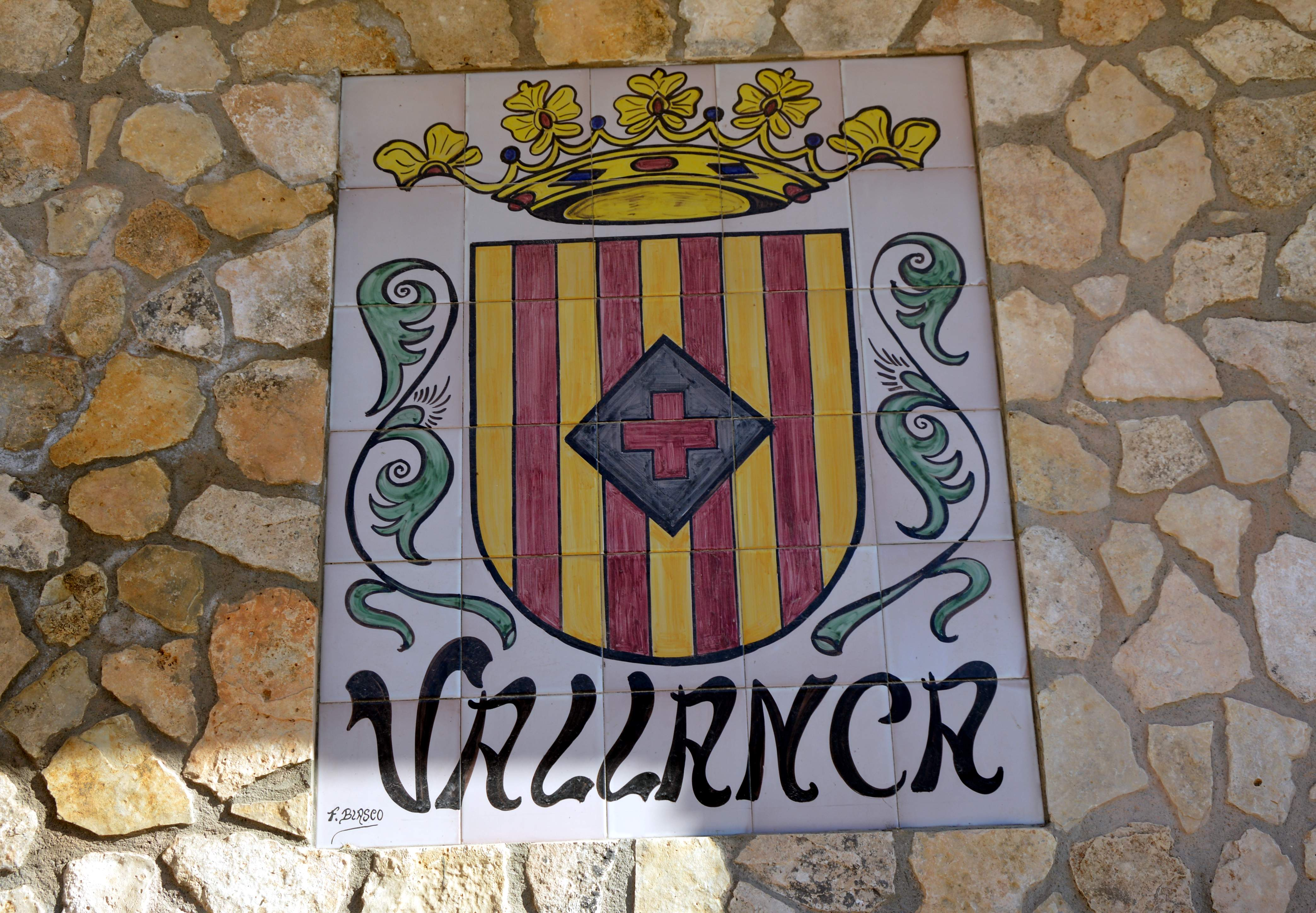
Plafón cerámico a la entrada de Vallanca (Valencia), con la imagen del escudo de la villa, obra de F. Blasco, s/f. (2017).
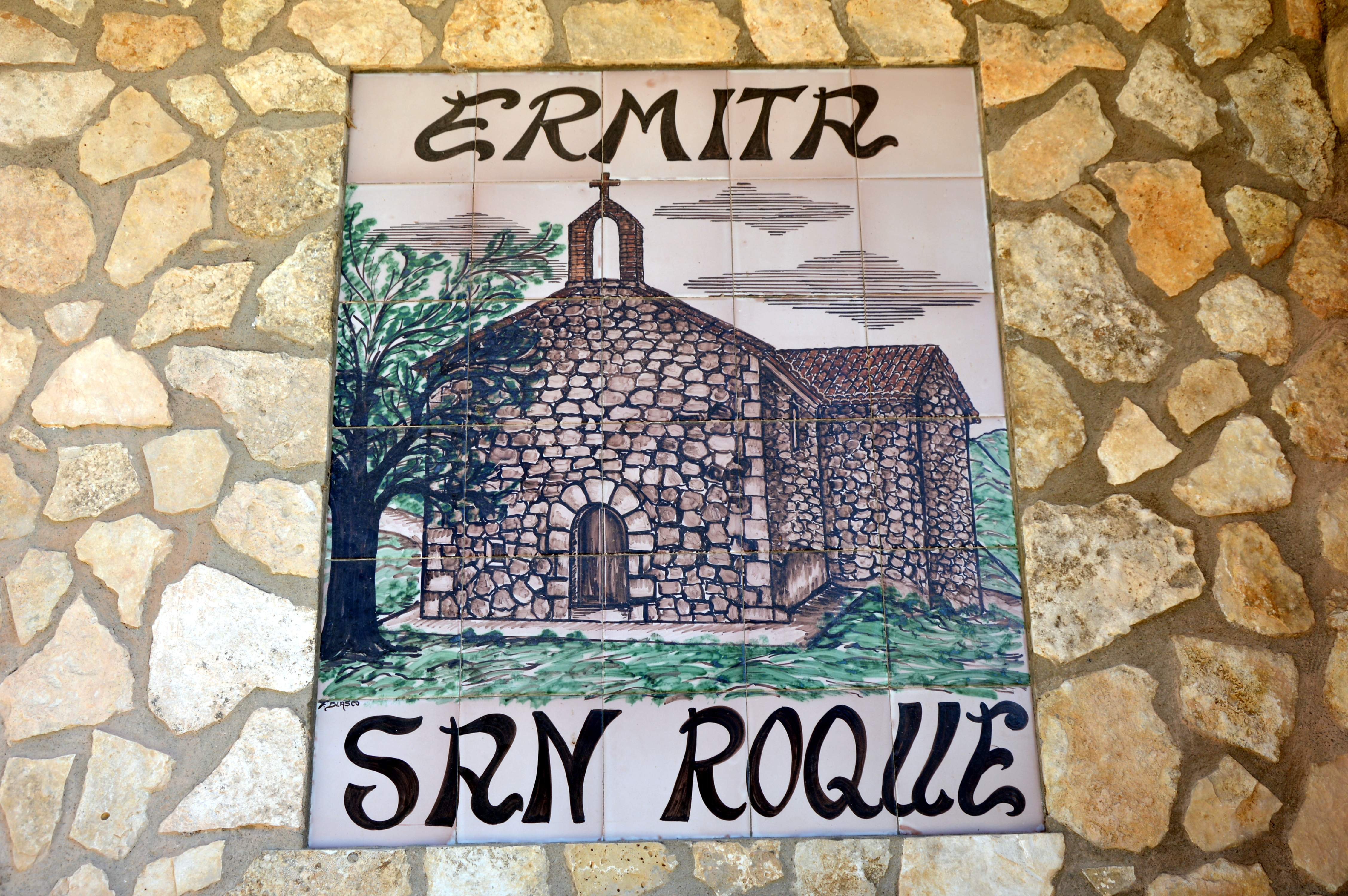
Plafón cerámico a la entrada de Vallanca (Valencia), con la imagen de la Ermita de San Roque, obra de F. Blasco, s/f. (2017).
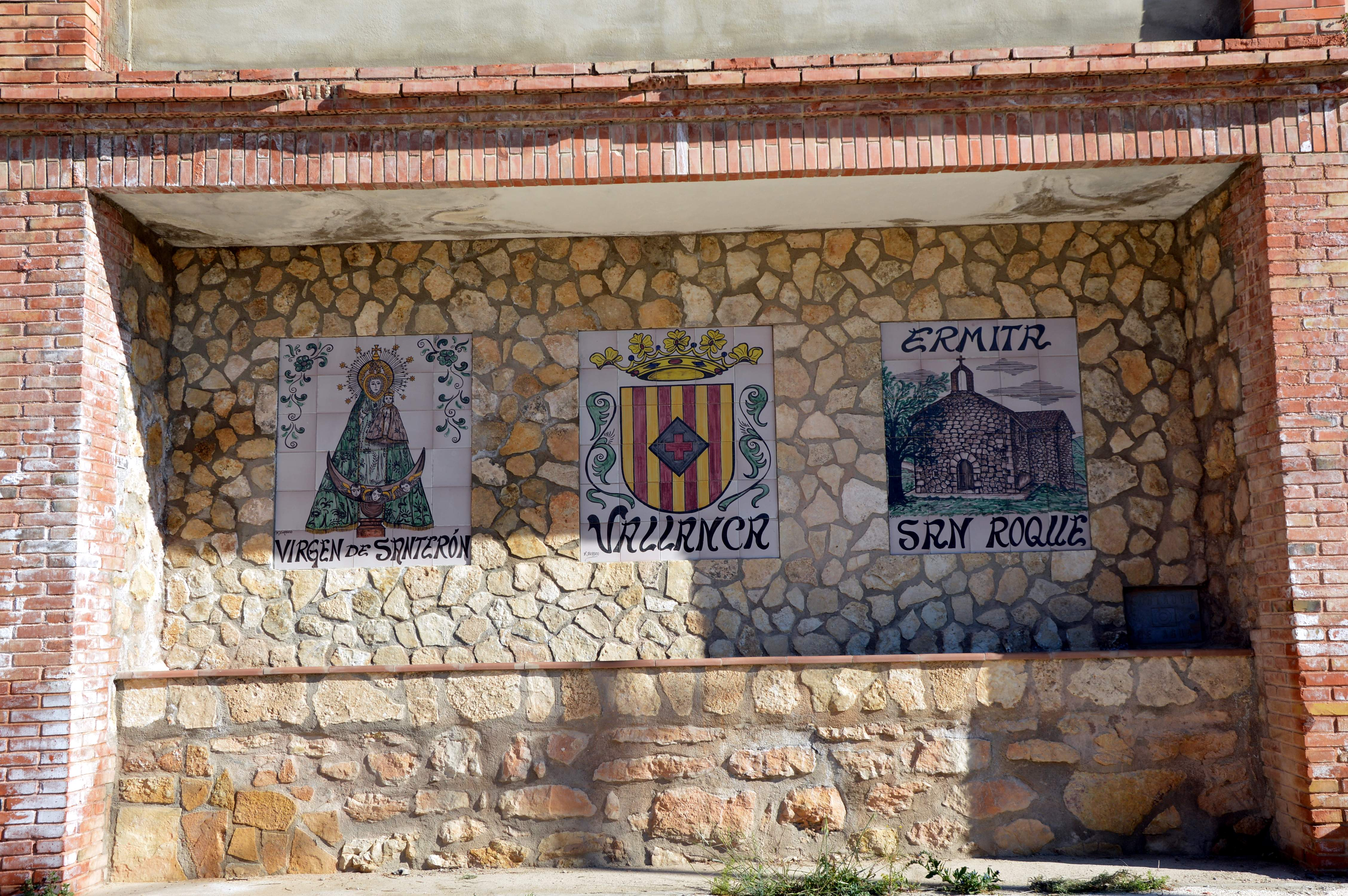
Conjunto de plafones cerámicos a la entrada de Vallanca (Valencia), obra de F. Blasco, s/f. (2017).
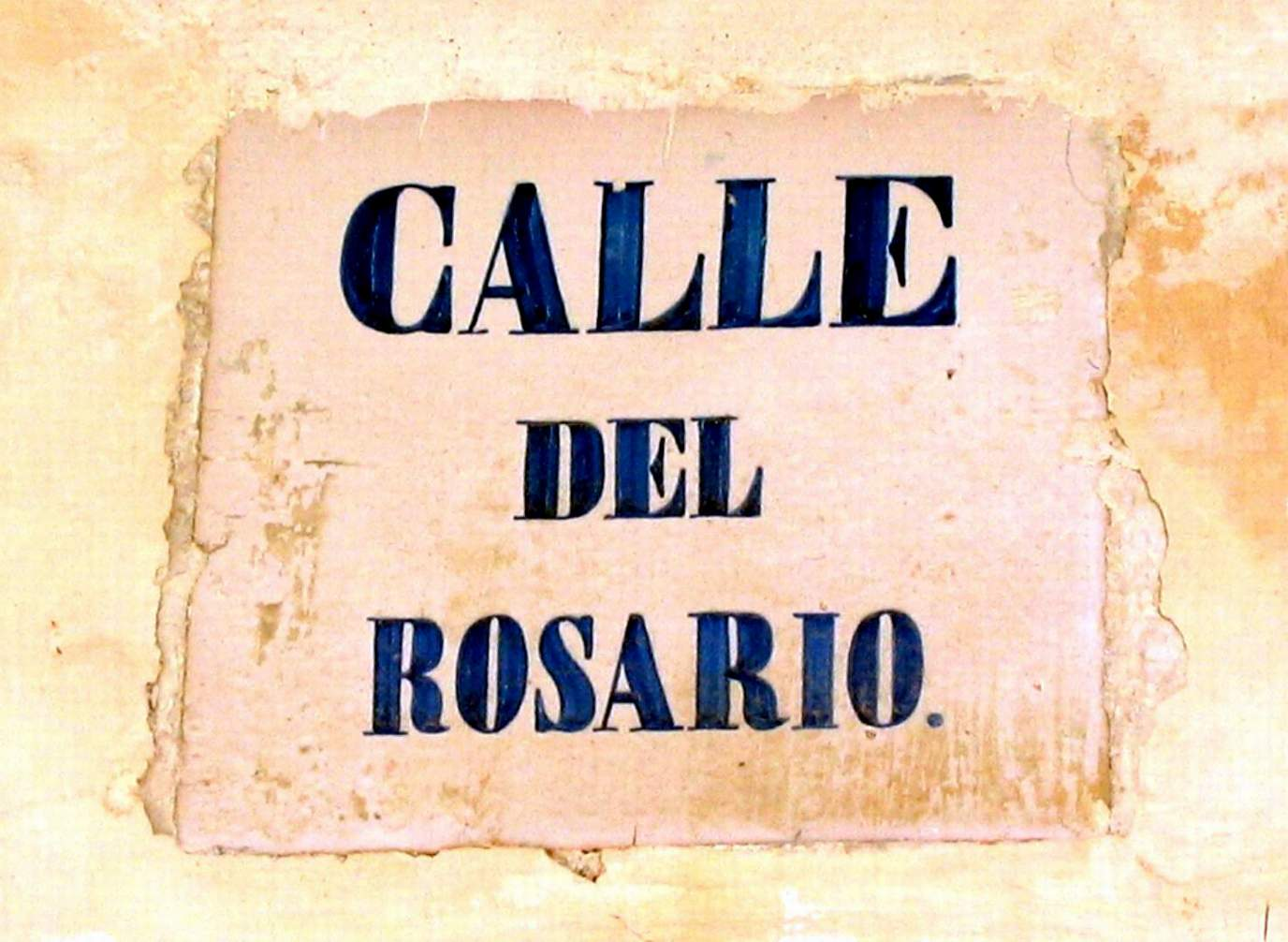
Detalle de ladrillo cerámico correspondiente al callejero en la fachada de una casa de Vallanca (Valencia). Siglo XX.´
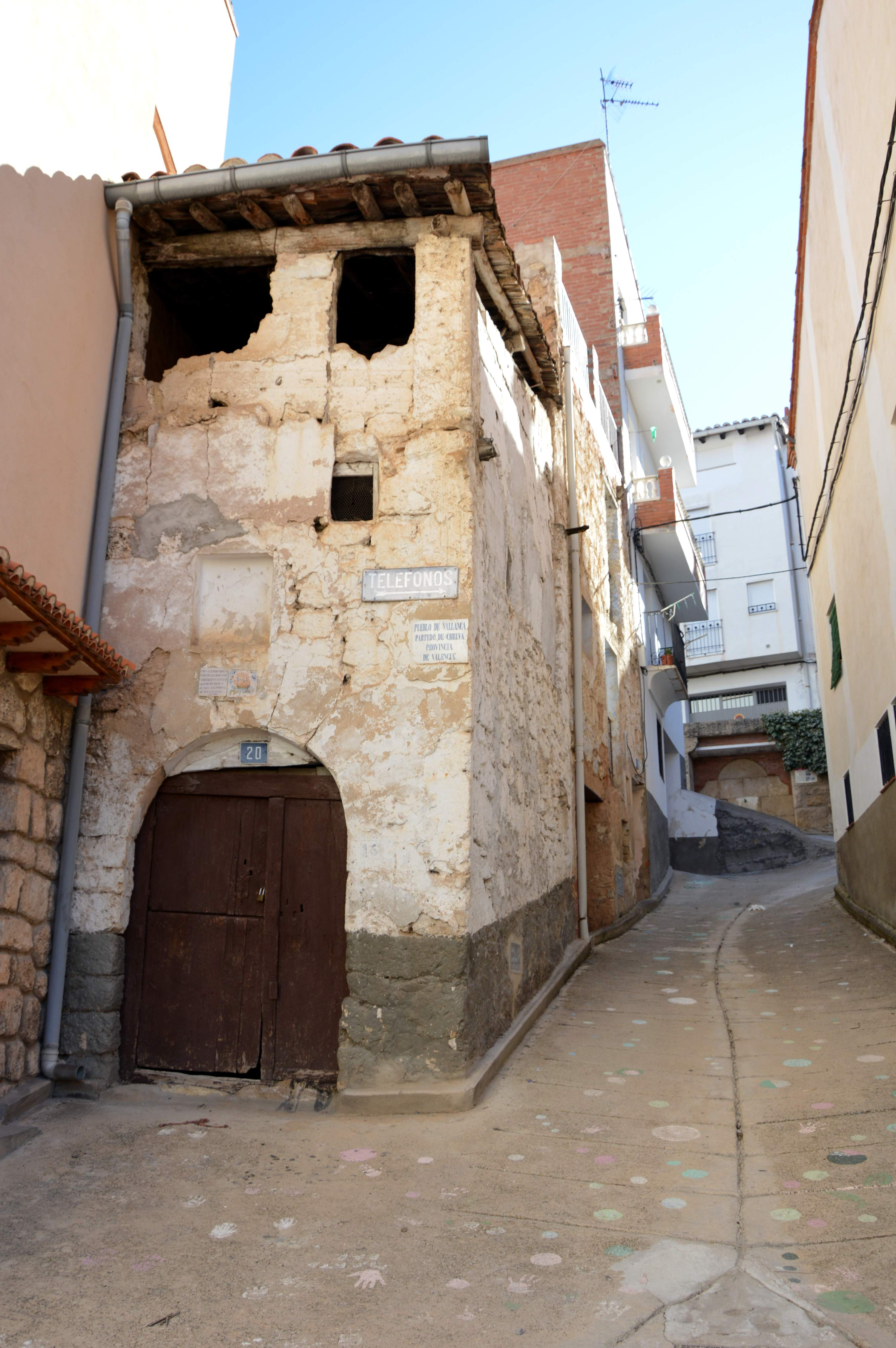
Vista parcial del caserío de Vallanca (Valencia), con detalle de ladrillos cerámicos en la fachada (2017).
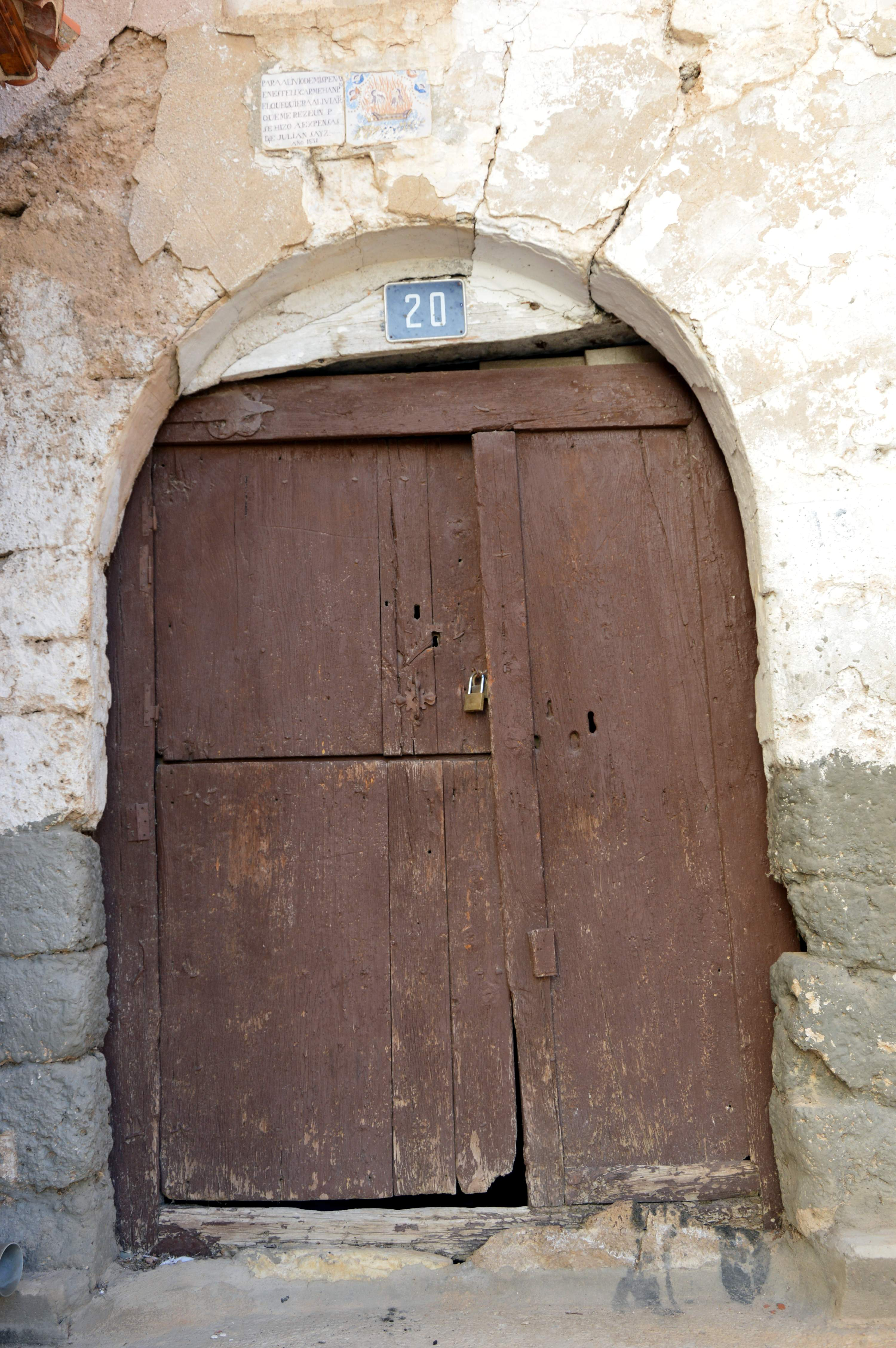
Vista de portón y arcada de medio punto en una casa de Vallanca (Valencia), con detalle de ladrillos cerámicos en la parte alta (2017).
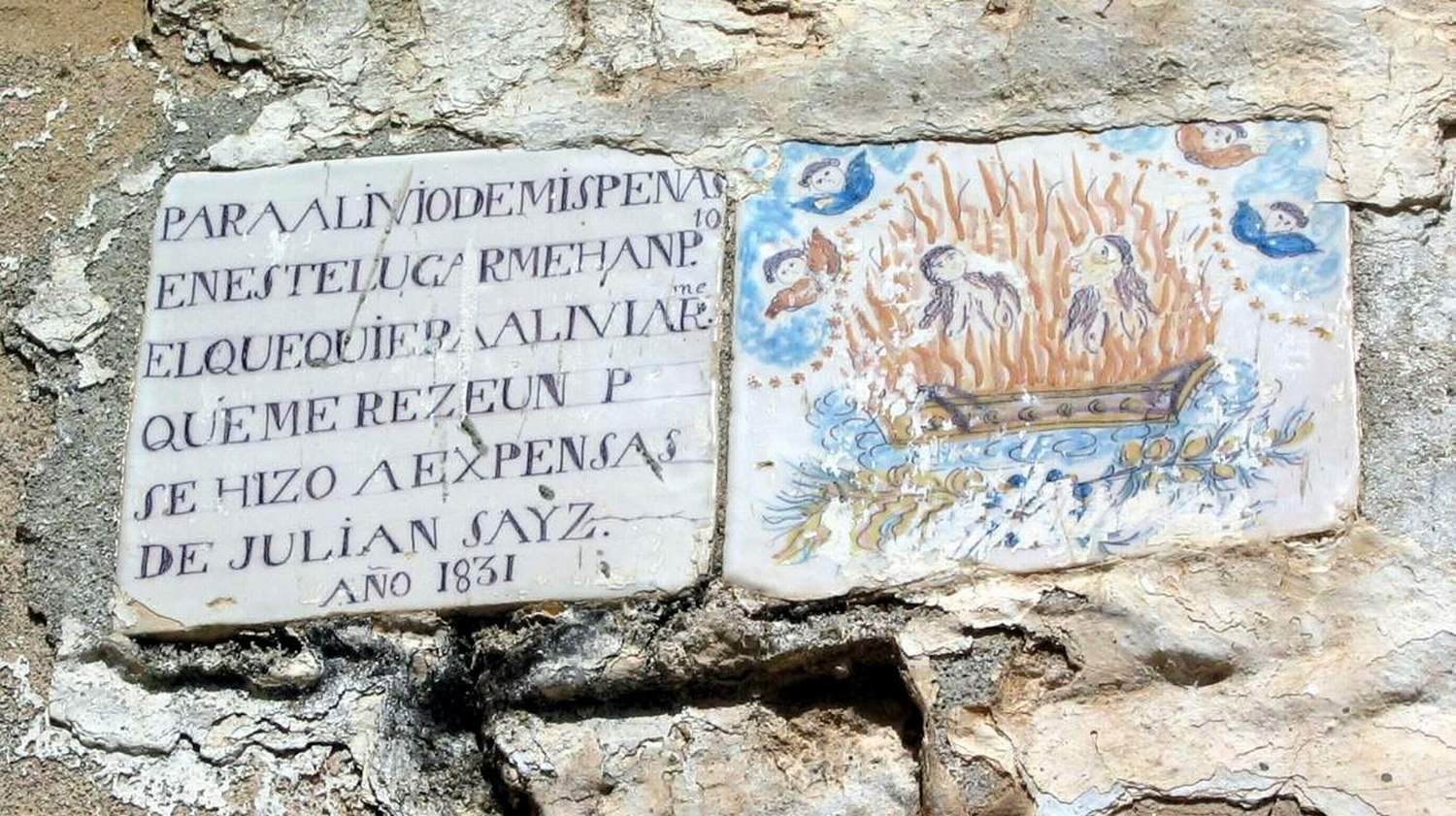
Detalle de ladrillos cerámicos en la fachada de una vivienda de Vallanca (Valencia), representando las penas del Purgatorio, siglo XIX (1831).
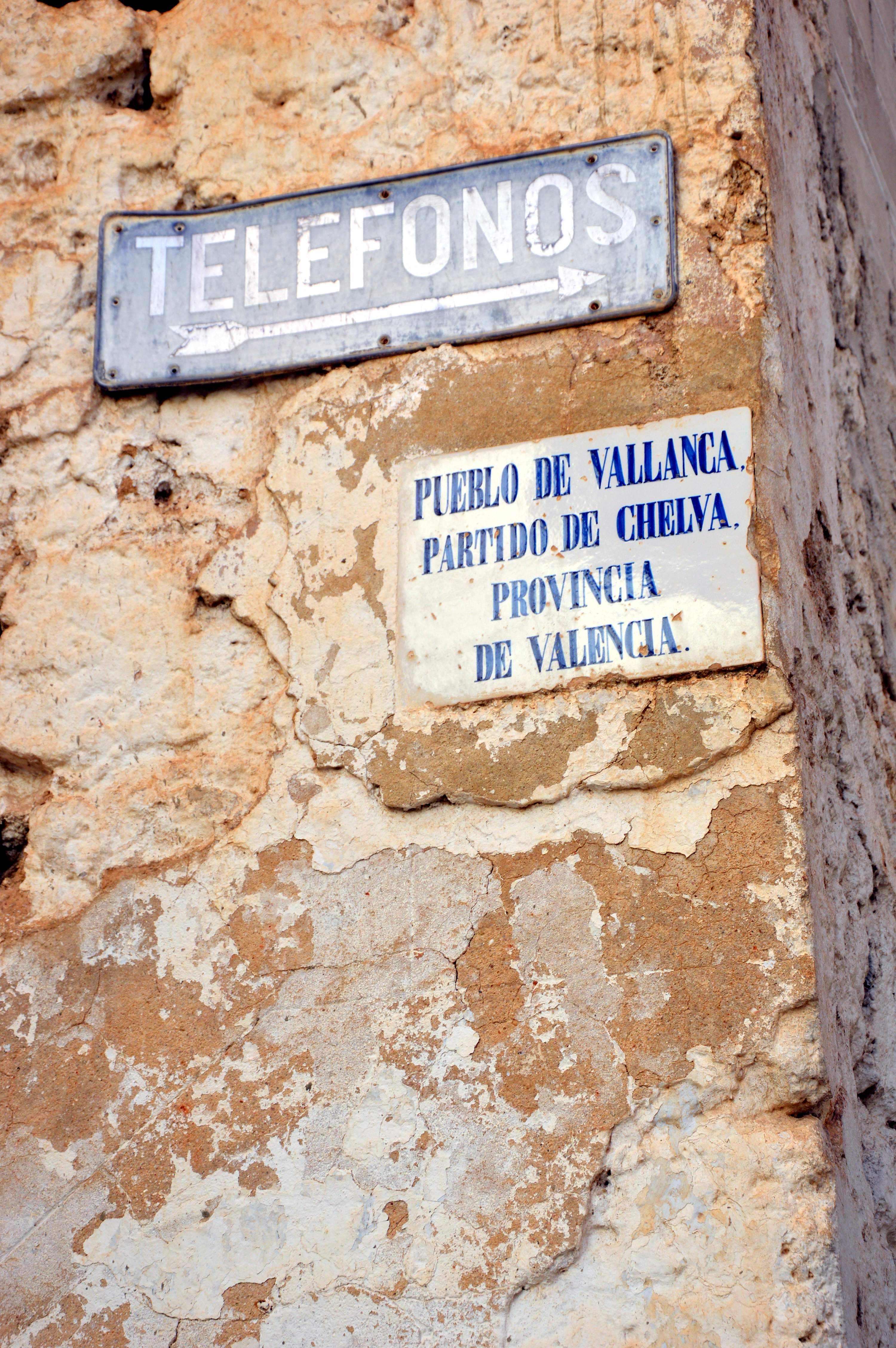
Detalle de ladrillo cerámico (y cartel de teléfonos) en la fachada de una casa de Vallanca (Valencia), 2017.
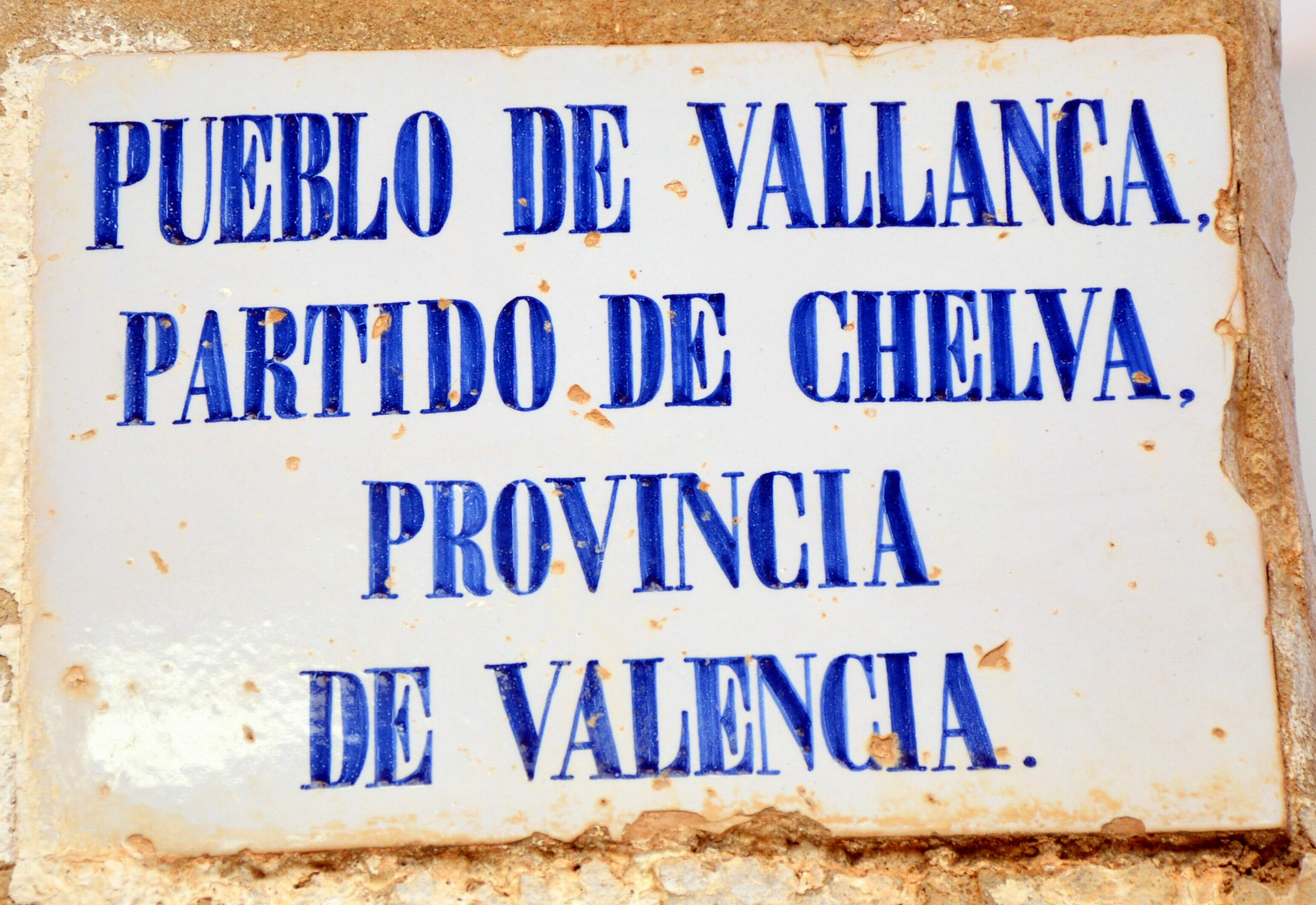
Detalle de ladrillo cerámico en la fachada de una casa de Vallanca (Valencia), 2017.
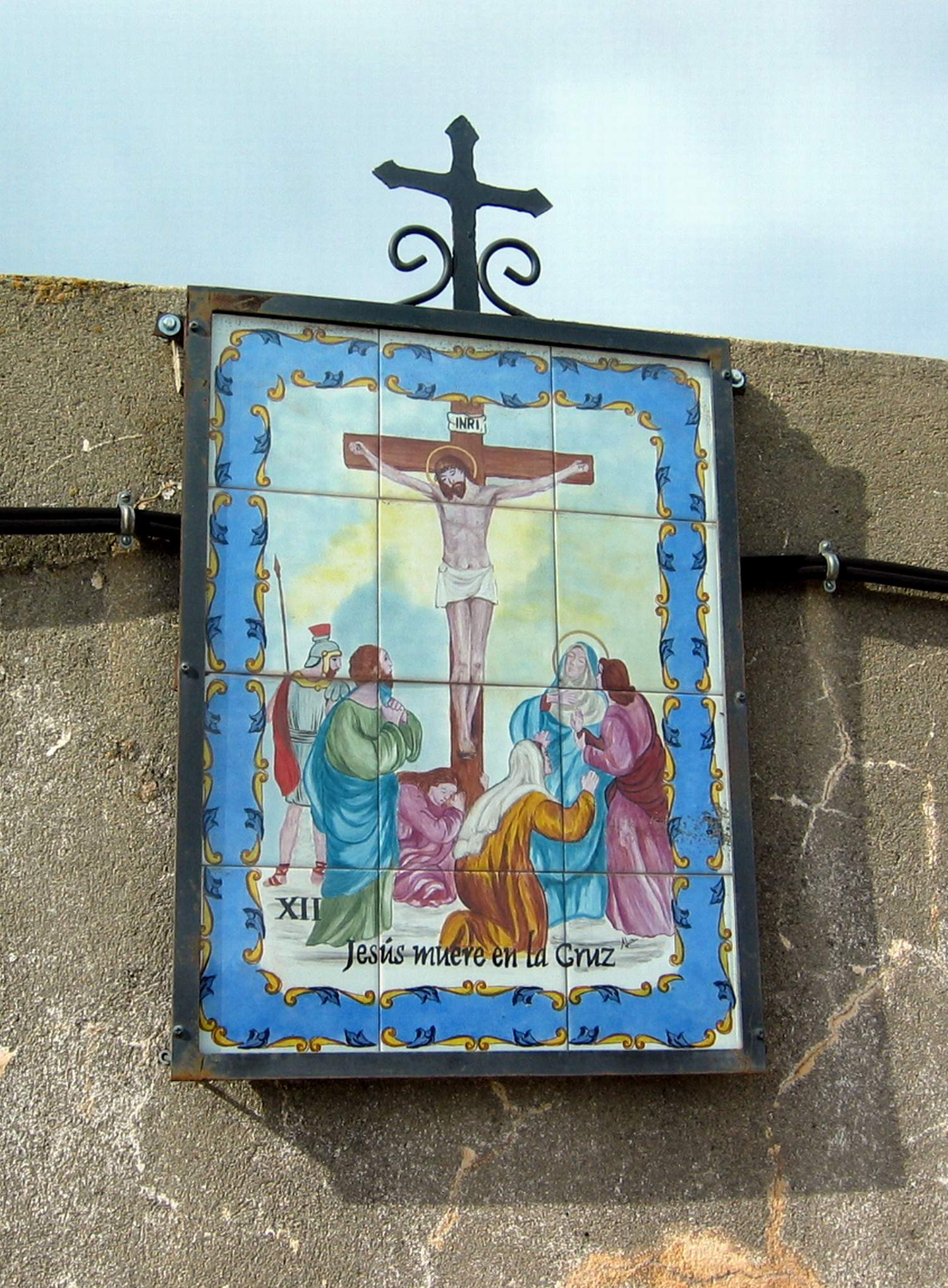
Detalle de plafón correspondiente a la Estación XII del Viacrucis de Vallanca (Valencia): Jesús muere en la cruz.
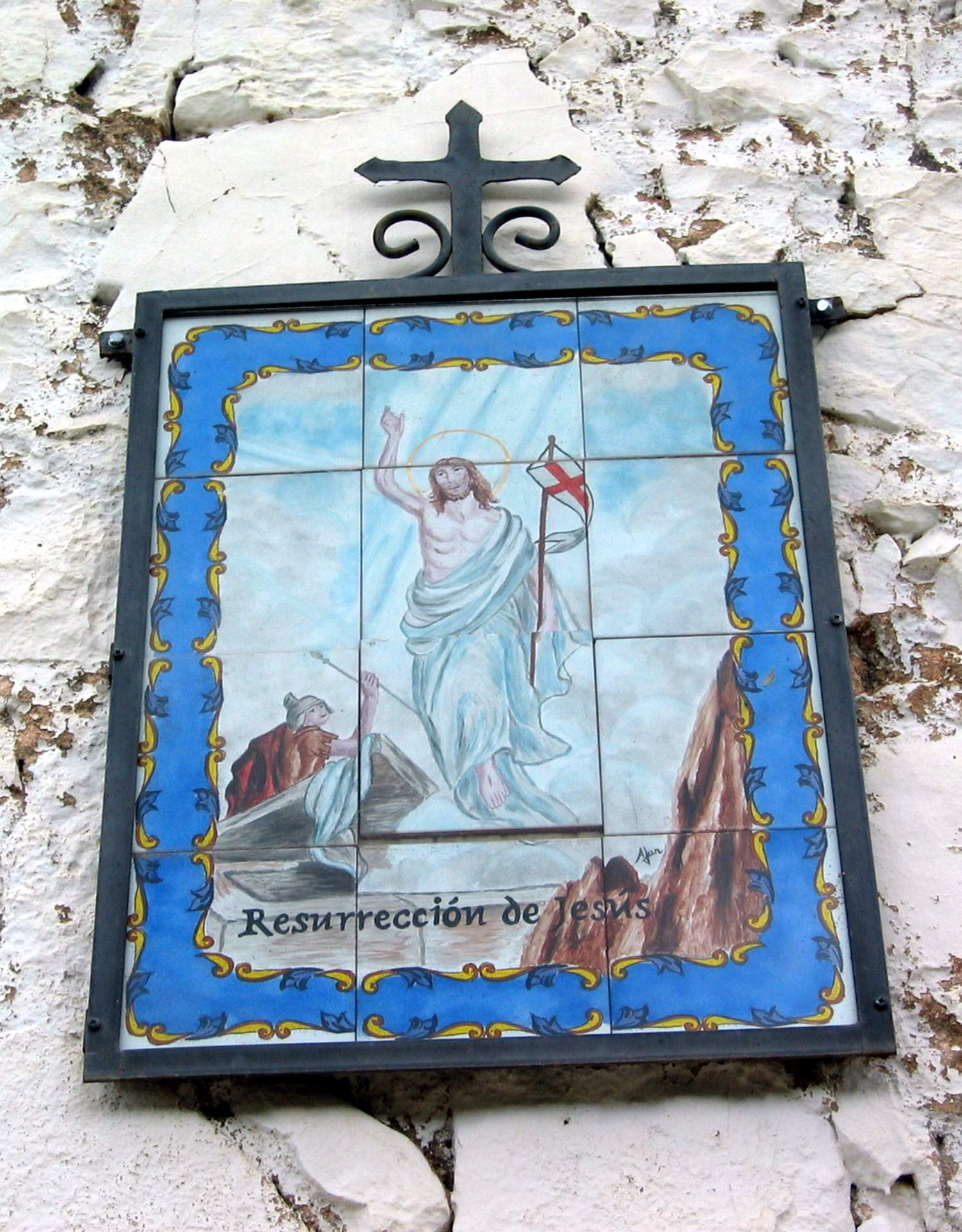
Detalle de plafón correspondiente a la Estación XV del Viacrucis de Vallanca (Valencia): Resurrección de Jesús.
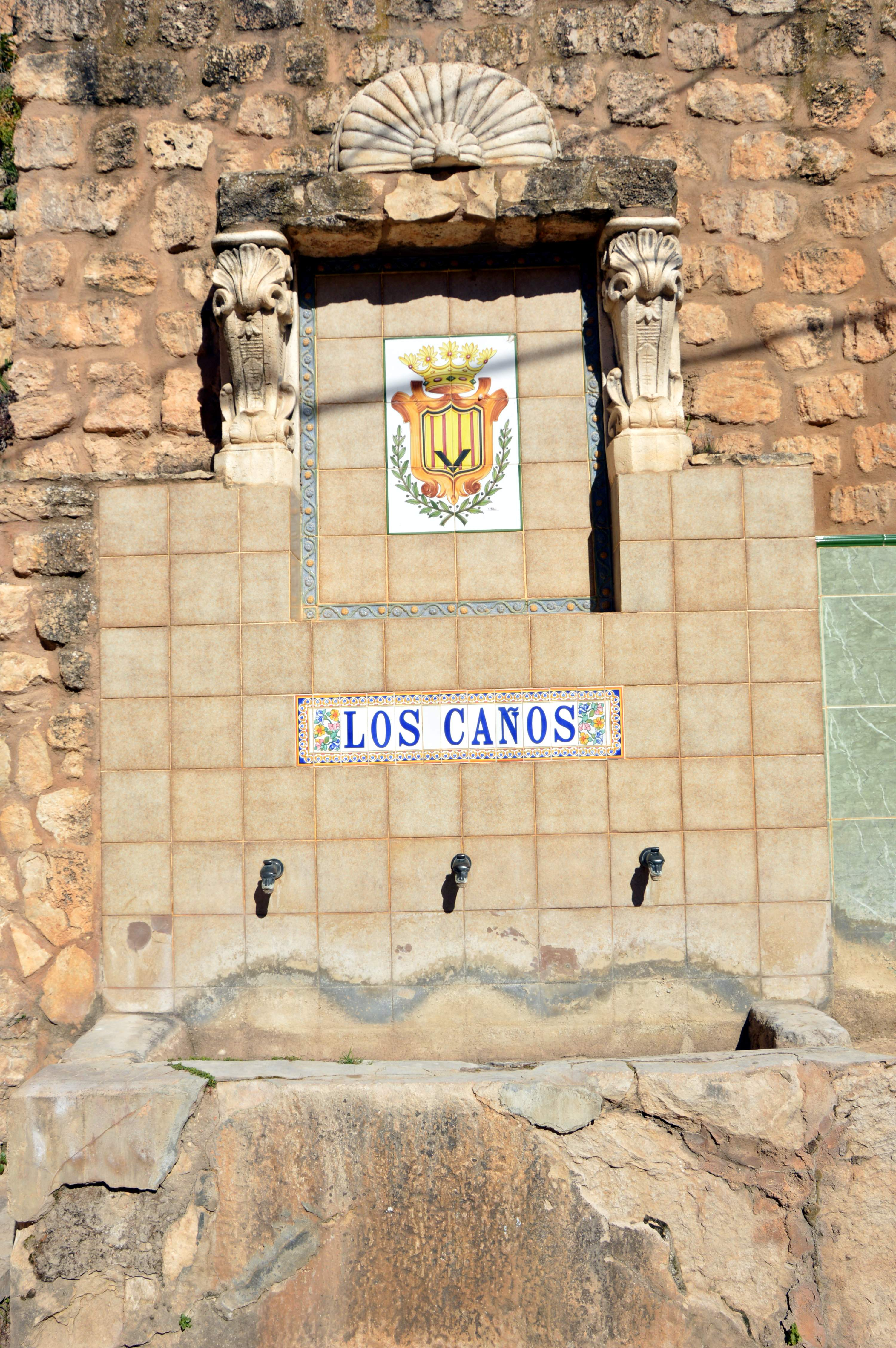
Detalle de ladrillos cerámicos en la fuente Los Caños de Vallanca (Valencia), 2017.
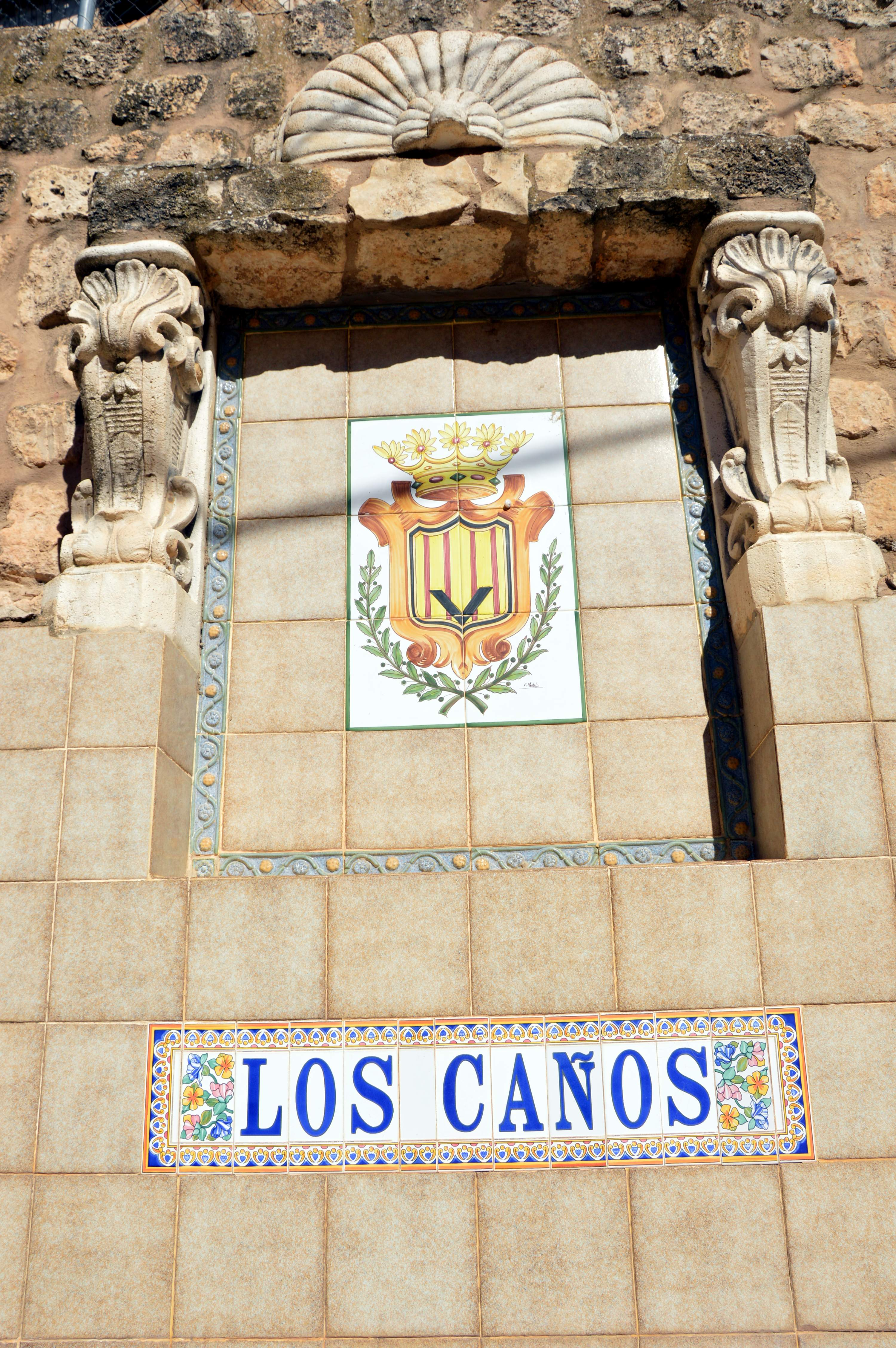
Detalle de ladrillos cerámicos en la fuente Los Caños de Vallanca (Valencia), 2017.
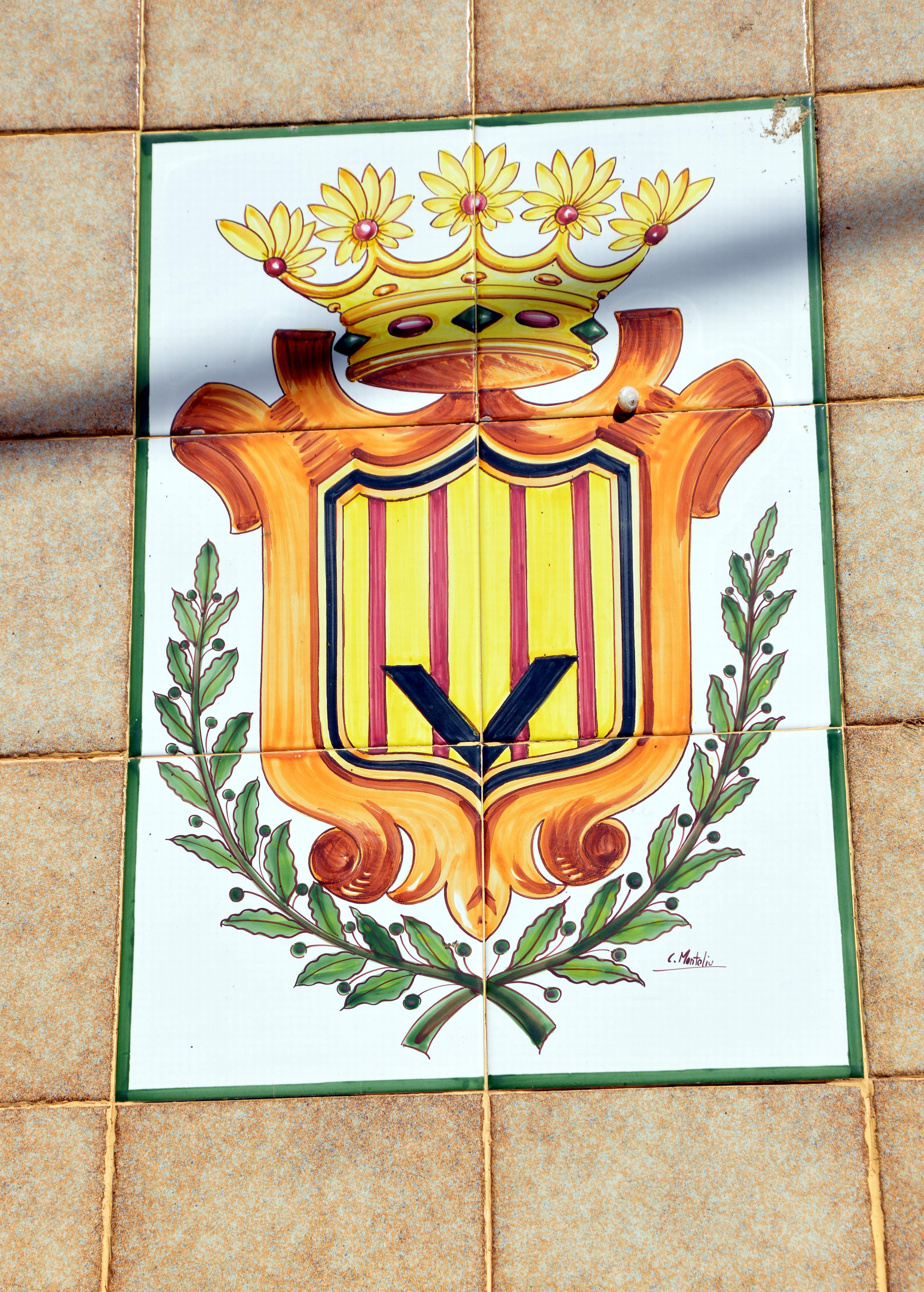
Detalle de ladrillos cerámicos en la fuente Los Caños de Vallanca (Valencia), con imagen de escudo (2017).